# عرب 48
عرب 48 أو فلسطينيو 48 أو المواطنون العرب في إسرائيل (بالعبرية: עֲרָבִים אֶזרָחֵי יִשְׂרָאֵל)، ويُطلق عليهم أيضاً عرب الداخل أو فلسطينيو الداخل، هم الفلسطينيون الذين يعيشون داخل حدود إسرائيل (بحدود الخط الأخضر، أي خط الهدنة 1948). يُشار إليهم أيضاً في إسرائيل بمصطلحي «عرب إسرائيل» أو «الوسط العربي»، كما يُستخدم أحياناً مصطلح «الأقلية العربية» (خاصةً في الإعلانات الرسميَّة). هؤلاء العرب هم من العرب الذين بقوا في قراهم وبلداتهم بعد أن سيطرت إسرائيل على الأقاليم التي يعيشون بها وبعد إنشاء إسرائيل بالحدود التي هي عليها اليوم. اللغة العربية هي اللغة الأم لمعظم عرب 48، بصرف النظر عن الدين، وتم استيعاب العديد من الكلمات والعبارات العبرية، ويتم تعريف اللهجة الحديثة للمواطنين العرب في إسرائيل على أنها لهجة عربية إسرائيلية. يتحدث معظم عرب 48 لغتين على الأقل، ولغتهم الثانية هي اللغة العبرية الحديثة. دينياً، معظم عرب 48 من المسلمين، ولا سيّما من أهل السنة والجماعة. هناك أقلية عربية مسيحية مهمة من مختلف الطوائف إلى جانب أقلية من الموحدين الدروز.
وفقًا لدائرة الإحصاء المركزية الإسرائيلية، قدّر عدد السكان العرب في عام 2019 بحوالي 1,890,000، يمثلون 21% من سكان البلاد. غالبية هؤلاء يعرّفون أنفسهم بأنهم عرب أو فلسطينيون حاملين الجنسية الإسرائيلية. يعيش معظم المواطنين العرب في إسرائيل في بلدات ومدن ذات غالبية عربيَّة. ويلتحق الغالبية العظمى منهم بمدارس منفصلة عن الإسرائيليين اليهود، ولم تنضم الأحزاب السياسية العربية أبداً إلى ائتلاف حكومي. لدى العديد من عرب 48 روابط عائلية بالفلسطينيين في الضفة الغربية وقطاع غزة وكذلك باللاجئين الفلسطينيين في الأردن وسوريا ولبنان. يميل البدو في الجليل والنقب والموحدون الدروز إلى التماهي مع الهوية الإسرائيلية أكثر بالمقارنة مع غيرهم من عرب 48.
مُنح العرب الذين يعيشون في القدس الشرقية والموحدون الدروز في مرتفعات الجولان، التي احتلتها إسرائيل في حرب 1967 والتي ضُمت إليها في وقت لاحق، الجنسية الإسرائيلية، لكن معظمهم رفضوا الجنسية الإسرائيلية، ولم يرغبوا في الاعتراف بمطالبة إسرائيل بالسيادة. أصبحوا مقيمين دائمين بدلاً من ذلك. ولديهم الحق في التقدم بطلب للحصول على الجنسية، ولهم الحق في الخدمات البلدية والتصويت فيها.(2) ويقيم المواطنين العرب في إسرائيل في خمس مناطق رئيسية: منطقة الجليل، والمثلث، والجولان، والقدس وشمالي النقب. وتتماهى الغالبيّة العظمى من عرب 48 مع التراث الثقافي واللغوي العربي والهوية الفلسطينية وتعرّف عن نفسها فلسطينيون مواطنون في إسرائيل.
حسب قانون المواطنة الإسرائيلي، حاز على المواطنة كل من أقام داخل الخط الأخضر في 14 يوليو 1952 (أي عندما أقر الكنيست الإسرائيلي القانون). هذا القانون أغلق الباب أمام اللاجئين الفلسطينيين الذين لم يتمكنوا من العودة إلى بيوتهم حتى هذا التاريخ، حيث يمنعهم من الدخول إلى دولة إسرائيل كمواطنين أو سكان محليين. بلغ عدد العرب الحائزين على مواطنة إسرائيلية في عام 1952 حوالي 167,000.(3) كان 156,000 منهم قد بقوا في المناطق الخاضعة للسيطرة الإسرائيلية عند انتهاء الحرب، والآخرين هم من سكان وادي عارة في المثلث الشمالي الذي سلمه الجيش الأردني لإسرائيل في إطار اتفاقية الهدنة. بالرغم من أن السلطات الإسرائيلية منحت المواطنين العرب حق الاقتراع وجوازات سفر إسرائيلية إلا أنها في نفس الوقت أعلنت الحكم العسكري على الكثير من المدن والقرى العربية حتى عام 1966.

## مصطلحات

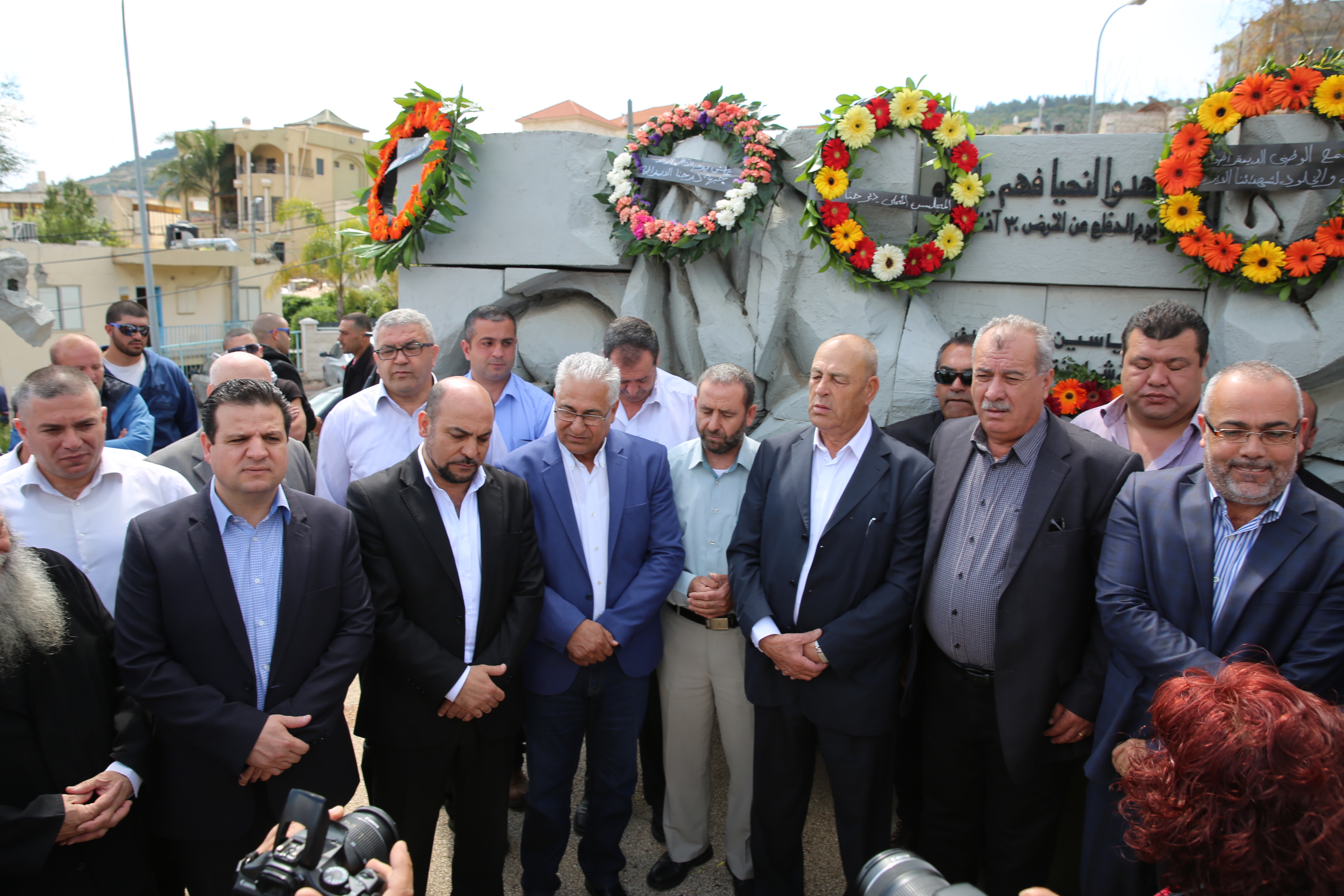
القيادة العربية السياسية في إسرائيل تقوم بإحياء ذكرى يوم الأرض: غالبية عرب 48 يعرّفون أنفسهم بأنهم عرب أو فلسطينيون.

كيفية الإشارة إلى المواطنين العرب في إسرائيل هي قضية مسيّسة إلى حد كبير، وهناك عدد من أشكال التعريف التي يستخدمها أفراد هذا المجتمع. وفقاً لصحيفة نيويورك تايمز، يفضل معظمهم الآن تعريف أنفسهم كمواطنين فلسطينيين في إسرائيل بدلاً من العرب الإسرائيليين. وتستخدم صحيفة نيويورك تايمز كلاً من «الفلسطينيين الإسرائيليين» و«العرب الإسرائيليين» للإشارة إلى هذه المجموعة.
الممارسة الشائعة في الأدب الأكاديمي المعاصر هي وصف هذا المجتمع كفلسطيني، المصطلحات التي يفضلها معظم المواطنين العرب لتعريف أنفسهم تشمل الفلسطينيين والفلسطينيين في إسرائيل والفلسطينيين الإسرائيليين وفلسطيني عام 1948 والعرب الفلسطينيين والمواطنين العرب الفلسطينيين في إسرائيل أو المواطنين الفلسطينيين في إسرائيل أو عرب 48 أو عرب الداخل. ومع ذلك، هناك أفراد من بين المواطنين العرب يرفضون المصطلح «فلسطيني» بالكامل. هناك أقلية من المواطنين العرب في إسرائيل تُعَرِّف نفسها «كإسرائيلية» بطريقة ما، بينما الغالبية تعرف نفسها أنها جزء من الشعب الفلسطيني وتحمل الجنسية الإسرائيلية.
مصطلح «عرب إسرائيل» هو المصطلح الذي طرحته غالبية السكان اليهود في إسرائيل، لوصف هذا المجتمع من المواطنين أو المقيمين العرب في إسرائيل. العرب الإسرائيليين، أو السكان العرب في إسرائيل، أو العرب أو الوسط العربي أو أبناء الأقليات هي أيضاً من المصطلحات المستخدمة لوصف هذه الفئة من السكان من جانب السلطات الإسرائيلية، ومعظم السكان اليهود في إسرائيل ووسائل الإعلام العبرية. وقد تم انتقاد هذه التوصيفات لأنها حرمت هؤلاء السكان من الهوية السياسية أو الوطنية، وحجبت هويتهم الفلسطينية وصلتهم بفلسطين. يُنظر إلى مصطلح «عرب إسرائيل» على وجه الخصوص على أنه من مصطلحات السلطات الإسرائيلية. ومع ذلك يتم استخدامه من قبل بعض السكان العرب، «مما يعكس هيمنتها على الخطاب الاجتماعي الإسرائيلي».
المصطلحات الأخرى المستخدمة للإشارة إلى هؤلاء السكان تشمل العرب الفلسطينيين في إسرائيل والعرب الفلسطينيين الإسرائيليين والعرب داخل الخط الأخضر وعرب الداخل. لا تنطبق التسميتين الأخيرتين، من بين التسميات الأخرى مذكورة أعلاه، على السكان العرب في القدس الشرقية أو الدروز في مرتفعات الجولان، حيث احتلت إسرائيل هذه الأراضي في عام 1967. وبحسب دائرة الإحصاء المركزية الإسرائيلية يتم حسبان السكان العرب في القدس الشرقية ومرتفعات الجولان في تعداد العرب في إسرائيل والتي وصلت نسبتهم إلى 21% من سكان إسرائيل في عام 2013.

## تاريخ

### حرب 1948

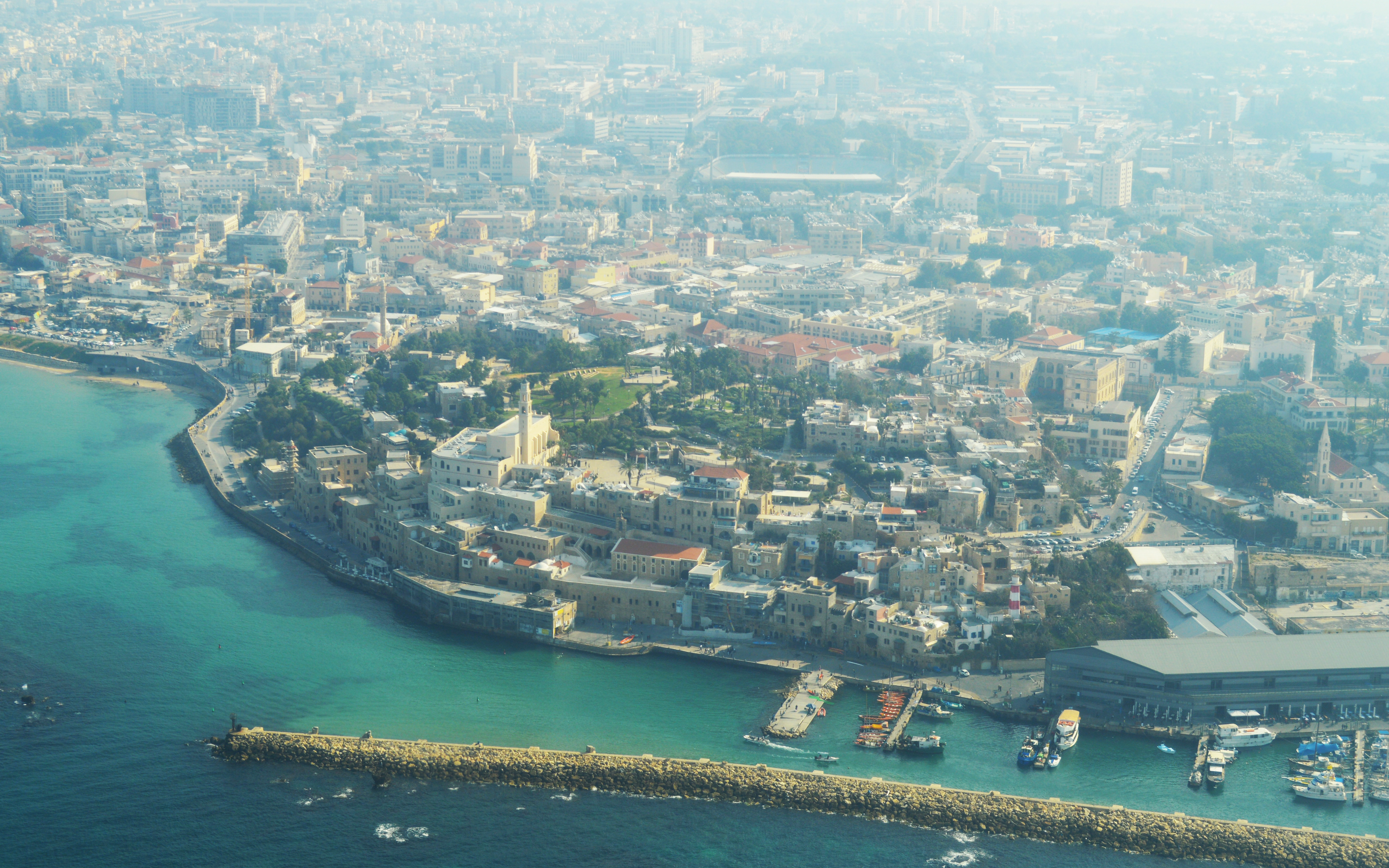
صورة جويّة لمدينة يافا والتي تعرَّض العرب فيها إلى التهجير عام 1948؛ بقي فيها 16,000 عربي.

يستخدم مُعظم اليهود في إسرائيل تسمية «حرب الاستقلال» للإشارة إلى حرب 1948 وهو المصطلح المستخدم في المروية الإسرائيلية الرسمية، في حين أن معظم المواطنين العرب يشيرون إليها أنها نكبة (كارثة)، وهذا انعكاس للاختلافات في تصور لغرض ونتائج الحرب.
في أعقاب حرب عام 1948، تم تقسيم أرض فلسطين التي كانت تحت الانتداب البريطاني إلى ثلاثة أجزاء هي: دولة إسرائيل والضفة الغربية تحت إدارة الأردن وقطاع غزة تحت إدارة مصر. (تمتعت إمارة شرق الأردن بحكم ذاتي ضمن منطقة فلسطين الانتدابية رسمياً منذ 1921 ولغاية تاريخ إعلان استقلال المملكة الأردنية الهاشمية في 1946). حسب الإحصائيات كان 950,000 من العرب يعيشون في الأراضي التي أصبحت إسرائيل وكان ذلك قبل الحرب، وبعد عمليات التهجير؛ بقي حوالي 156,000 عربي، أي حوالي 20% منهم. يقول بيني موريس:«لقد هُجِّر أكثر من 700,000 فلسطيني من ديارهم بسبب الحرب وعلى أمل أن يعودوا قريبا إلى ديارهم بعد مساعدة القوات العربية» ولكنه صحيح أيضا أن هناك عشرات المواقع، بما في ذلك اللد والرملة، تم طرد العرب منها من قِبَل القوات اليهودية.
وينتمي غالبية المواطنين العرب في إسرائيل إلى العائلات التي لم تهجر وبقيت في أرضها. وتشمل أيضا بعض العرب من قطاع غزة والضفة الغربية الذين تم انتقالهم إلى إسرائيل في إطار «لم شمل الأسرة» وحصلوا على المواطنة الإسرائيلية وقد أصبح القانون الآن أكثر صرامة. واعتُبِر العرب الذين تركوا منازلهم خلال فترة الصراع المسلح، لكنهم بقوا في الأراضي التي أصبحت اليوم دولة إسرائيل، على أنهم «الغائبين الحاضرين». في بعض الحالات، تم رفض السماح لهم بالعودة إلى منازلهم التي صودرت وسلمت إلى ملكية الدولة، وكذلك ممتلكات اللاجئين الفلسطينيين الأخرى. هناك حوالي 274,000، أو 1 من كل 4 مواطنين من عرب 48 من فئة «الغائب الحاضر» أو الفلسطينيين المشردين داخليا. أبرز حالات «الغائبين الحاضرين» تشمل سكان صفورية وقرى الجليل وكفر برعم وإقرث المهجرين.
وكمثال على التهجير ما حدث في مدينة الناصرة، حيث تم رسمياً تسليم الناصرة في اتفاق مكتوب، اتفق فيه زعماء المدينة مع الضابطين دونكيلمان ولاسكوف -كممثلين للجيش الإسرائيلي- على وقف القتال في مقابل وعود بعدم تعرض المدنيين في المدينة لأضرار. ولكن بعد توقيع الاتفاق، تلقى دونكيلمان أمراً من الجنرال كاسيم لاسكوف بإجلاء عرب المدينة بالقوة، فرفض، مشيراً إلى أنه «صُدم ورُعب» من أنه سيُطلب منه التراجع عن الاتفاق الذي وقّعا عليه معا للتو. بعد 12 ساعة من تحدي رئيسه، تم إعفائه من منصبه، لكن بعد الحصول على تأكيدات بأن أمن سكان الناصرة سيكون مضموناً. أيد دافيد بن غوريون حكمه، خوفاُ من أن طرد المسيحيين العرب قد يثير ضجة في جميع أنحاء العالم المسيحي. بحلول نهاية الحرب، شهد سكان الناصرة تدفق أعداد كبيرة من اللاجئين من المراكز الحضرية الرئيسية والقرى الريفية في الجليل.

### 1949–1966

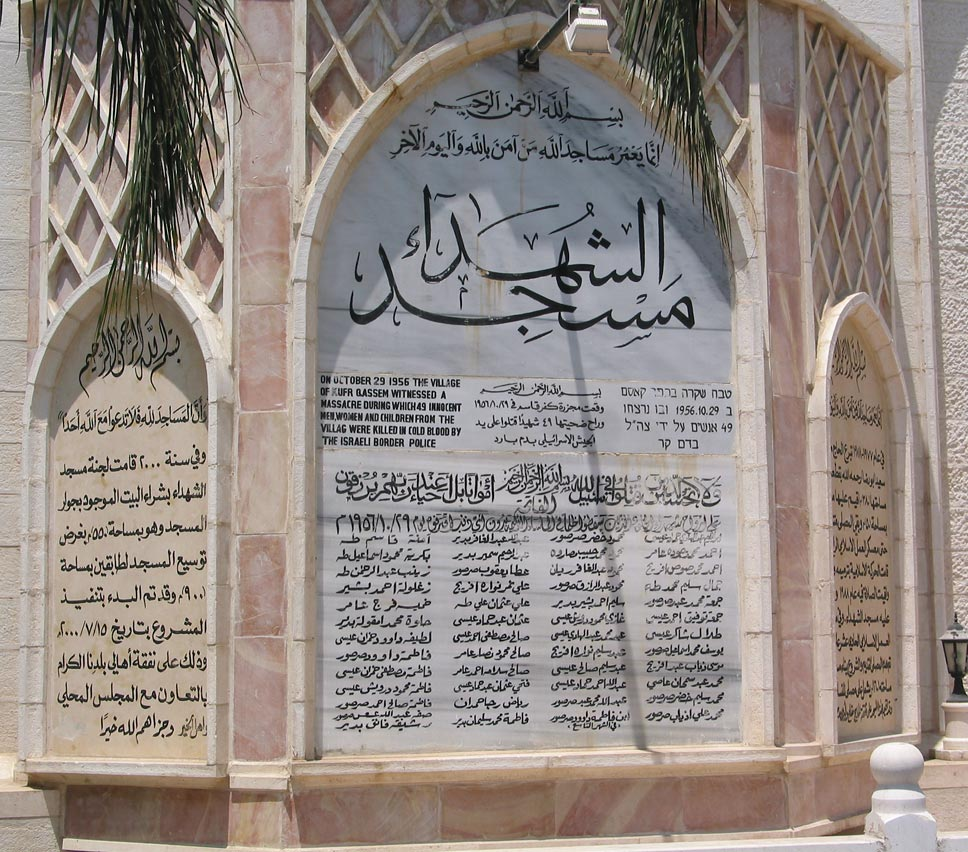
النصب التذكاري لضحايا مذبحة كفر قاسم، عام 1956 قام حرس الحدود الإسرائيلي بقتل 48 مدنياً عربياً.

استمر الحكم العسكري منذ إقامة إسرائيل عام 1948 وحتى عام 1966. لم يسمح حسب الأوامر العسكرية للمواطنين العرب بالخروج من مدنهم وقراهم إلا بتصاريح من الحاكم العسكري باستثناء القرى الدرزية، إذ قررت القيادة الدرزية التعاون مع الدولة الجديدة بما في ذلك خدمة الشبان الدروز في الجيش الإسرائيلي. كما تم الإعلان عن القرى المهجرة كمناطق عسكرية مغلقة وذلك بموجب أنظمة الطوارئ حسب المادة 125، مما أدى إلى منع عودة المهجرين إلى بيوتهم وقراهم، وخصوصا هؤلاء الذين بقوا في حدود إسرائيل وحصلوا على المواطنة والجنسية الإسرائيلية. في حين رفضت دول الجوار، ما عدا الأردن، قبول الخارجين من فلسطين بعد قيام دولة إسرائيل.
جرت محاولة لإلغاء الحكم العسكري في عام 1963 إذ قدمت أربعة أحزاب وهي الحزب الشيوعي الإسرائيلي، ومبام، وأحدوت هعفودة بوعلي تسيون والحزب اليميني حيروت برئاسة مناحم بيجن. إلا أن هذه المحاولة فشلت. ثم لاحقا تطورت في إسرائيل قوى يسارية وتقدمية ترفض الصهيونية وتنادي بالتقارب مع العرب ساهمت في رفع الحكم العسكري عام 1966، كما كان هناك دورا فاعلا للقوى اليسارية من الدروز الذين رفضوا بيان تموز 1936 الذي نص على إبعاد الأقلية الدرزية إلى لبنان، وتشبثوا بالخيار العربي في فلسطين. ومن المفارقات أن مناحم بيجن وهي الحركة القومية التي صارت تسمى لاحقاً «ليكود» كان مع فكرة إنهاء الحكم العسكري.
العرب الذين يحملون الجنسية الإسرائيلية كان يحق لهم التصويت للكنيست الإسرائيلي، وخدم أعضاء الكنيست العرب في الكنيست منذ الكنيست الأولى. أول أعضاء الكنيست العرب هم أمين سليم جرجورة وسيف الدين الزعبي الذين كانوا أعضاء في القائمة الديمقراطية للناصرة وتوفيق طوبي عضوًا في الحزب الشيوعي الإسرائيلي. وفي عام 1965، حاولت مجموعة عربية راديكالية مستقلة تدعى «الأرض» تشكل «القائمة الاشتراكية العربية» الترشح لانتخابات الكنيست، لكن تم حظر القائمة من قبل لجنة الانتخابات المركزية الإسرائيلية.
تم إلغاء الحكم العسكري في عام 1966 بعد قرار صدر من رئيس الوزراء الثاني ليفي أشكول وأدرج عرب إسرائيل دائمًاً في خانة المعارضة البرلمانية متطلعين إلى سلام عادل مع الجوار العربي، سلام لا يلغي هويتهم الثقافية والحضارية. وشاركوا في توقيع اتفاقية السلام «كامب ديفيد» والسلام مع المملكة الأردنية الهاشمية. وبدأت الحكومة الإسرائيلية في إزالة معظم القوانين التمييزية، ومنح المواطنون العرب نفس الحقوق التي يتمتع بها المواطنون اليهود بموجب القانون.

### 1967–2000

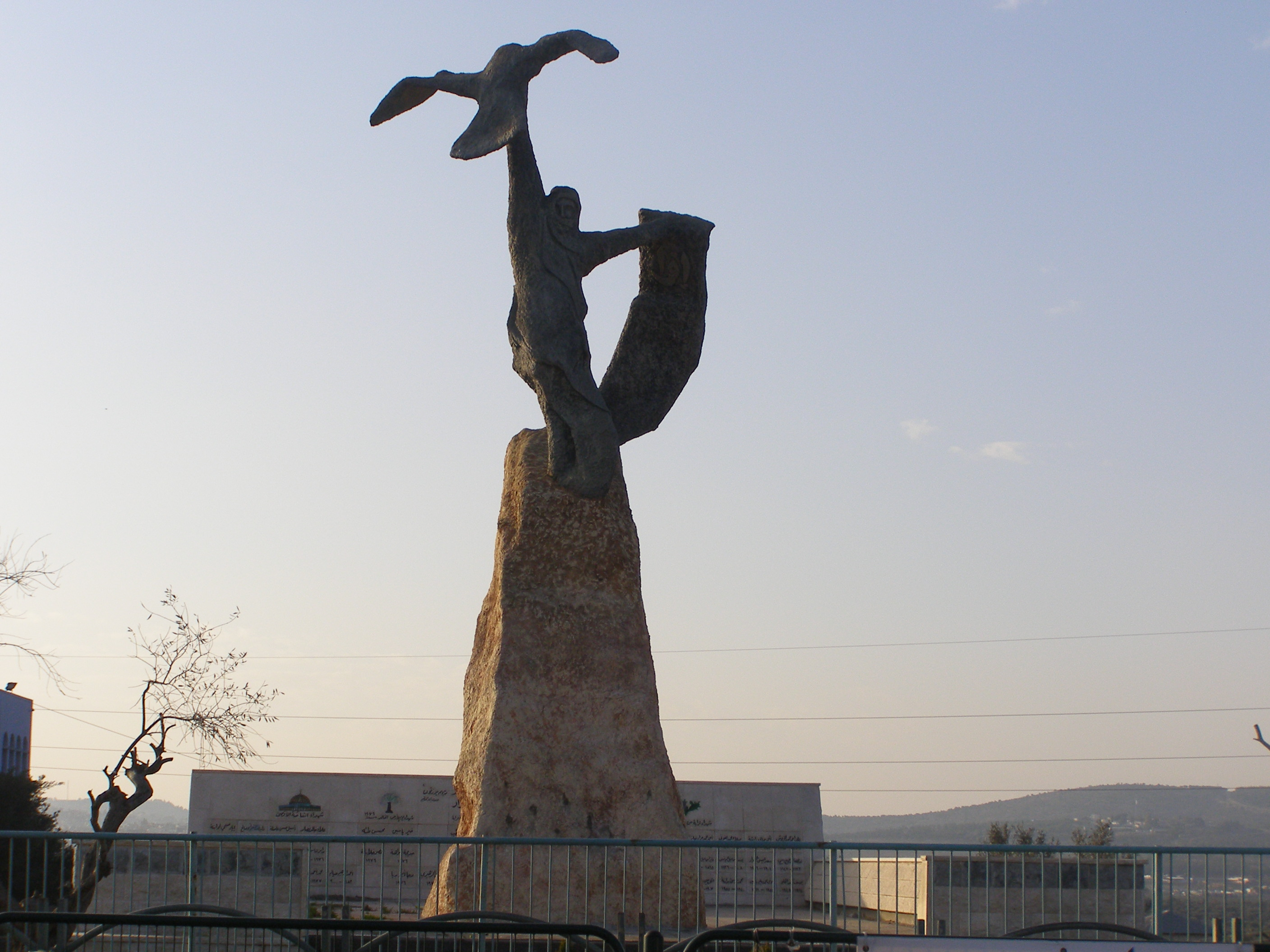
نصب تذكاري لذكرى سكان عرابة الذين قتلوا في الصراع العربي الإسرائيلي.

بعد حرب 1967، تمكن المواطنون العرب من الاتصال بالفلسطينيين في الضفة الغربية وقطاع غزة لأول مرة منذ قيام إسرائيل. هذا بالإضافة إلى رفع الحكم العسكري، مما أدى إلى زيادة النشاط السياسي بين المواطنين العرب. وفي عام 1974، تم إنشاء لجنة من رؤساء البلديات وأعضاء المجالس المحلية، والتي لعبت دوراً هاماً في تمثيل المجتمع العربي والضغط على الحكومة الإسرائيلية. وأعقب ذلك في عام 1975 تشكيل لجنة الدفاع عن الأرض، التي سعت لمنع استمرار مصادرة الأراضي. في نفس العام، حدث تقدم سياسي بانتخاب الشاعر العربي توفيق زياد، في الحزب الشيوعي الإسرائيلي، في مصب رئيس بلدية الناصرة، رافقه وجود شيوعي قوي في مجلس المدينة. في عام 1976، قُتل ستة مواطنين عرب في إسرائيل على أيدي قوات الأمن الإسرائيلية في احتجاج على مصادرة الأراضي وهدم المنازل. وأصبح تاريخ الاحتجاج في 30 مارس، يتم الاحتفال به سنوياٍ باعتباره يوم الأرض الفلسطيني.
شهد عقد 1980 ولادة الحركة الإسلامية. كجزء من الاتجاه الأكبر في العالم العربي، وقامت الحركة الإسلامية ببناء المدارس، وقدمت الخدمات الاجتماعية الأساسية الأخرى، وشيدت المساجد، وشجعت الصلاة والملابس الإسلامية المحافظة. بدأت الحركة الإسلامية في التأثير على السياسة الانتخابية وخاصة على المستوى المحلي.
دعم العديد من المواطنين العرب الانتفاضة الأولى وساعدوا الفلسطينيين في الضفة الغربية وقطاع غزة، وقدموا لهم المال والطعام والملابس. كما نُظمت إضرابات من قبل المواطنين العرب تضامناً مع الفلسطينيين في الأراضي المحتلة. وكانت السنوات التي سبقت اتفاقات أوسلو فترة من التفاؤل للمواطنين العرب. خلال إدارة إسحاق رابين، لعبت الأحزاب العربية دوراً مهماً في تشكيل ائتلاف حاكم. كما لوحظ زيادة مشاركة المواطنين العرب على مستوى المجتمع المدني. ومع ذلك، استمر التوتر القائم مع مطالبة العديد من العرب إسرائيل بأن تصبح «دولة لجميع مواطنيها»، وبالتالي تحدي الهوية اليهودية للدولة. في انتخابات عام 1999 لرئاسة الوزراء، صوت 94% من الناخبين العرب لصالح إيهود باراك. ومع ذلك، شكّل باراك حكومة واسعة من يمين الوسط دون التشاور مع الأحزاب العربية، مما خيب آمال المجتمع العربي.

### 2000-اليوم

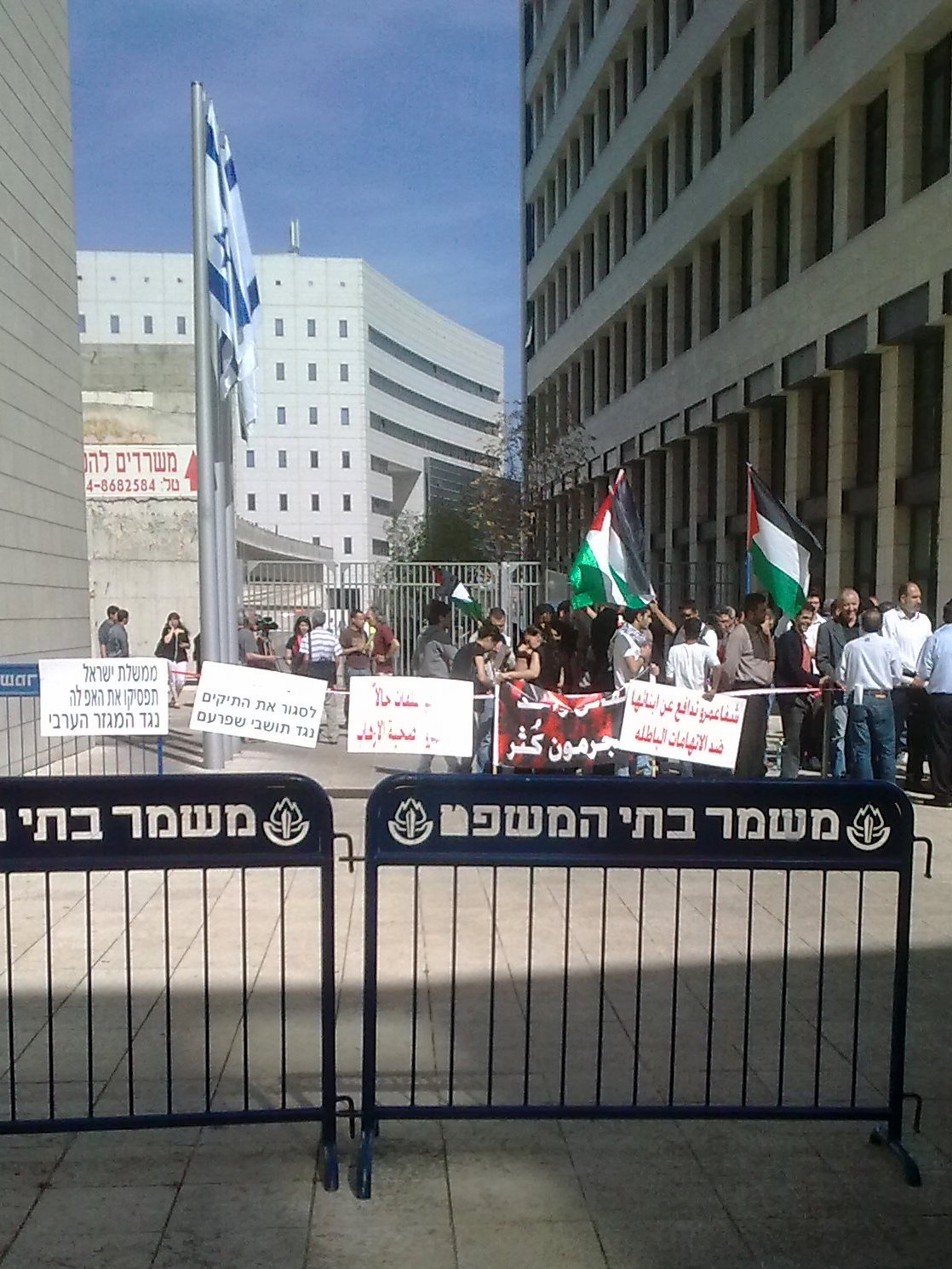
مظاهرة عربيّة في مدينة حيفا على خلفية مقتل أربعة مواطنين عرب على يد الجندي عيدان ناتان.

ارتفعت حدة التوتر بين العرب والحكومة الإسرائيلية في أكتوبر عام 2000 عندما قتل 12 مواطن عربي ورجل واحد من غزة بينما كانوا يحتجون على سياسة الحكومة الإسرائيلية خلال الانتفاضة الثانية. وردًا على هذا الحادث، أنشأت الحكومة لجنة أور. وتسببت أحداث أكتوبر 2000 للكثير من العرب إلى التشكيك في طبيعة جنسيتهم الإسرائيلية. برز ذلك في مقاطعة الانتخابات الإسرائيلية عام 2001، كوسيلة للاحتجاج. ومن المفارقات ساعدت هذه المقاطعة أرئيل شارون على هزيمة إيهود باراك. في انتخابات عام 1999، كان أكثر من 90% من الأقلية العربية في إسرائيل قد صوتت لإيهود باراك. وقد انخفض تجنيد المواطنين البدو في جيش الاحتلال الإسرائيلي كثيرًا.
خلال حرب لبنان 2006 اشتكت المنظمات العربية أن الحكومة الإسرائيلية قد استثمرت الوقت والجهد لحماية المواطنين اليهود من هجمات حزب الله، في حين قد أهملت المواطنين العرب. وأشاروا إلى ندرة الملاجئ في المدن والقرى العربية وعدم وجود معلومات عن الطوارئ الأساسية في اللغة العربية. نظر الكثير من اليهود الإسرائيليين إلى المعارضة العربية لسياسة الحكومة الإسرائيلية والتعاطف الشعبي بين عرب 48 مع اللبنانيين باعتباره علامة على عدم الولاء لدولة إسرائيل.
في أكتوبر عام 2006 ارتفعت حدة التوتر عندما دعا رئيس الوزراء الإسرائيلي إيهود أولمرت الحزب السياسي اليميني إسرائيل بيتنا، للانضمام إلى حكومته الائتلافية. زعيم الحزب أفيغادور ليبرمان، عرُف عن دعوته إلى الترانسفير كحل للصراع العربي-الإسرائيلي، وذلك عن طريق تحويل المناطق العربية (أساسًا منطقة المثلث)، لسيطرة السلطة الفلسطينية وضم الكتل الإستيطانية اليهودية الكبرى كالمستوطنات في الضفة الغربية إلى إسرائيل كجزء من اقتراح السلام. وبحسب مخطط ليبرمان فإن العرب الذين يفضلون البقاء في إسرائيل بدلًا من أن يصبحوا مواطنين في دولة فلسطينية سيكون قادرين على الانتقال إلى إسرائيل. جميع مواطني إسرائيل، سواء من اليهود أو العرب، عليهم التعهد في يمين الولاء للاحتفاظ بالمواطنة. أولئك الذين يرفضون يمكن أن يبقوا في إسرائيل كمقيمين دائمين.
في يناير عام 2007 تم تعيين أول وزير عربي وأول درزي في تاريخ إسرائيل، غالب مجادلة، وعُيّن وزيرًا بلا حقيبة. وقد انتقدت الأحزاب اليسارية هذه الخطوة، إذ رأت فيها محاولة للتغطية على قرار حزب العمل الإسرائيلي للجلوس مع إسرائيل بيتنا في الحكومة، وبالمقابل انتقدت الأحزاب اليمينية هذه الخطوة إذ رأت فيها تهديداً لمكانة إسرائيل كدولة يهودية.
أكَّد قانون الدولة القومية الذي سن في عام 2018 الممارسات الإسرائيلية على أرض الواقع منذ حرب 1948، عبر جعلها مكتوبة ومخطوطة في قانون أساس حدد طبيعة النظام الدستوري لدولة إسرائيل وعبَّر عن هويتها الدستورية. لذا، اعتبره حسن جبارين، المدير العام لمنظمة «عدالة» للدفاع عن حقوق الإنسان في إسرائيل، أنه «قانون القوانين». كما يشير القانون إلى أن الهجرة التي تؤدي إلى المواطنة المباشرة هي لليهود فقط. لاقى القانون إدانة دولية واسعة واشتملت على إدانات صدرت بين أوساط مجتمعات يهود الشتات حول العالم. وشارك أكثر من 100 ألف درزي في تظاهرةٍ احتجاجية أقامها الإسرائيليون المُعارضون لقانون الدولة القومية، تحت شعار «المسيرة من أجل المساواة»، وذلك أمام مبنى بلدية تل أبيب.

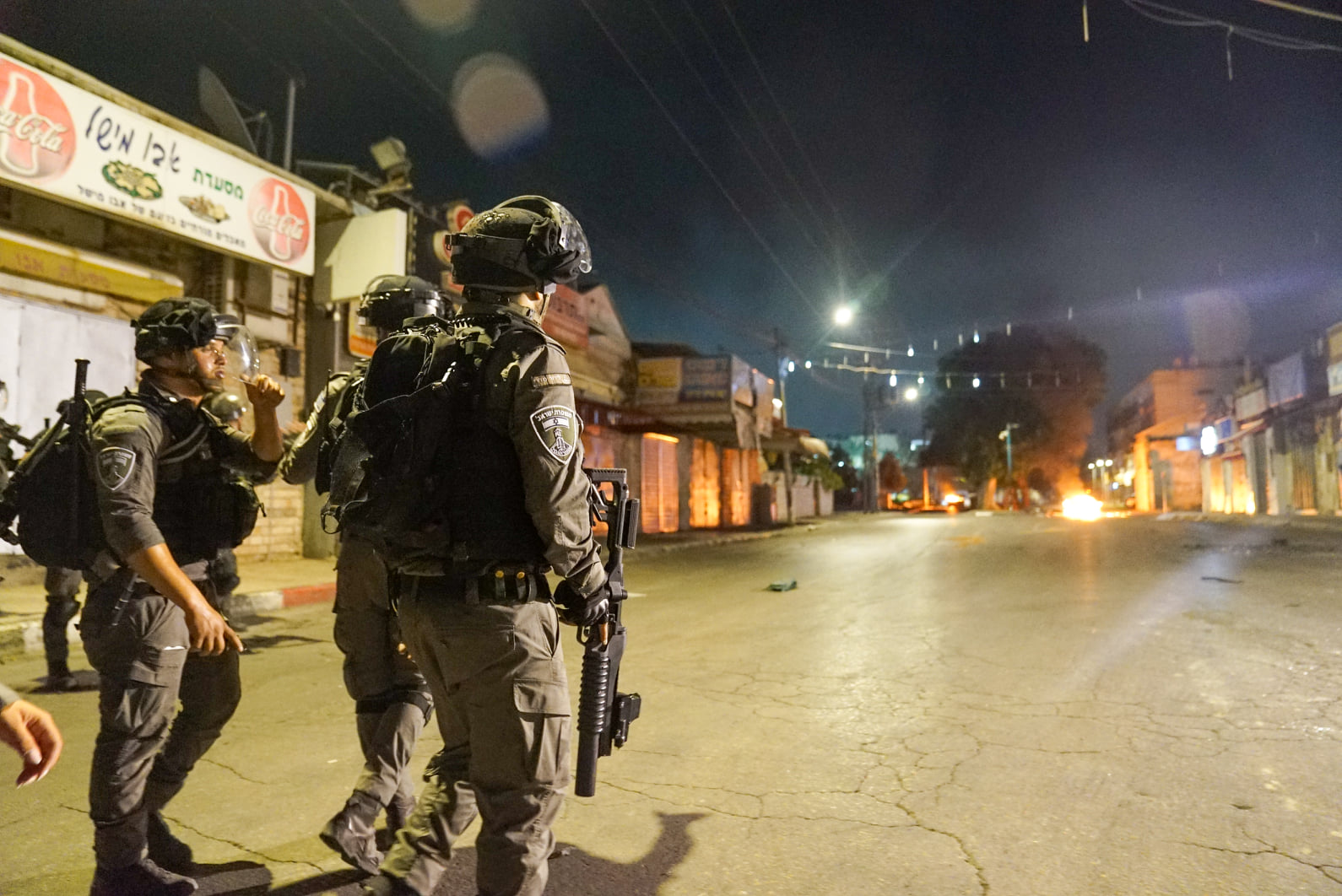
احتجاجات عرب 48 في مدينة اللد رفضًا «لجرائم قوات الاحتلال» في الضفّة وغزّة خلال الاشتباكات الإسرائيلية الفلسطينية 2021.

خلال الاشتباكات الإسرائيلية الفلسطينية عام 2021، اشتدت احتجاجات وأعمال شغب واسعة النطاق في جميع أنحاء إسرائيل، خاصة في المدن المختلطة التي تضم عددًا كبيرًا من السكان العرب. في مدينة اللد تم الاعتداء على الأحياء العربية وتعرضت المقبرة الإسلامية للتخريب. وأعلن بنيامين نتنياهو حالة الطوارئ في اللد في 11 مايو، وهي المرة الأولى منذ عام 1966 التي تستخدم فيها إسرائيل سلطات الطوارئ على مجتمع عربي. تم الإبلاغ عن أعمال عنف ضد المجتمع العربي بما في ذلك "حالات من الطعن والحرق المتعمد ومحاولات اقتحام المنازل" في بئر السبع ورهط والرملة واللد والناصرة وطبريا والقدس وحيفا وعكا. في مدينة بات يام هاجم متطرفون يهود المتاجر العربية وقاموا بضرب المارة. وتم سحب سائق سيارة عربي من سيارته وتعرض للضرب المبرح في الشارع، وتم تصوير الحادث على الهواء مباشرةً من قبل طاقم إخباري إسرائيلي.
منذ اندلاع الحرب الفلسطينية الإسرائيلية 2023 عام 2023، نفذت إسرائيل عمليات اعتقال واحتجاز جماعية للعمال الفلسطينيين والمواطنين العرب في إسرائيل. في 5 نوفمبر 2023، أفادت شبكة سي إن إن أنه تم اعتقال "العشرات" من الفلسطينيين والمواطنين العرب في إسرائيل بسبب تعبيرهم عن التضامن مع السكان المدنيين في غزة، أو مشاركة آيات قرآنية، أو التعبير عن "أي دعم للشعب الفلسطيني". وانتقدت صحيفة هآرتس الاستهداف الواسع النطاق لعرب 48 من قبل قوات الأمن الإسرائيلية. وفي إشارة إلى "مئات" الاستجوابات، ذكرت صحيفة إل باييس في 11 نوفمبر أن إسرائيل تعامل بشكل متزايد الأقلية العربية على أنها "طابور خامس محتمل". وحتى 30 نوفمبر تم اعتقال 270 مواطنًا عربيًا إسرائيليًا، بسبب تعبيرهم عن التضامن مع السكان المدنيين في غزة، وفقًا لعدالة - المركز القانوني لحماية حقوق الأقلية العربية في إسرائيل.

## المجموعات العرقية والدينية
| المجموعات الدينية | المجموعات الدينية | المجموعات الدينية | المجموعات الدينية | المجموعات الدينية |
| ----------------- | ----------------- | ----------------- | ----------------- | ----------------- |
|                   |                   |                   |                   |                   |
| مسلمون            | مسلمون            |                   | 82%               | 82%               |
| مسيحيون           | مسيحيون           |                   | 9%                | 9%                |
| دروز              | دروز              |                   | 9%                | 9%                |

في عام 2011 كان التعداد الرسمي للسكان العرب في إسرائيل حوالي 1,555,000 نسمة، أي حوالي 20% من سكان إسرائيل، ووفقاً لدائرة الإحصاء المركزية الإسرائيلية في مايو 2003 شكل المسلمين إضافة إلى البدو المسلمين حوالي 82% من مجمل السكان العرب في إسرائيل، وهم يسكنون جنباً إلى جنب المسيحيين الذين شكلوا نحو 9% والدروز الذين شكلوا حوالي 9%. وفقاً لاستطلاع قامت به مؤشر الديمقراطية الإسرائيلي عام 2015 قال 48% من المستطلعين العرب في إسرائيل أنهم تقليديين في حين قال 26% أنهم متدينين وقال 21.5% أنهم غير متدينين على الإطلاق وقال فقط 4% أنهم متدينين جداً.
اللغة الوطنية واللغة الأم للمواطنين العرب، بما في ذلك الموحدون الدروز، هي اللغة العربية والعاميّة المستخدمة هي اللهجة الفلسطينية. وفق معطيات دائرة الإحصائيات المركزية في إسرائيل في عام 2017 اسم العائلة الأكثر شيوعًا في الأوساط العربية المسلمة هو إغبارية، واسم العائلة الأكثر شيوعًا في الأوساط المسيحيَّة هو خوري، أما اسم العائلة الأكثر شيوعًا في الأوساط الدرزيَّة هو حلبي.

### المسلمون

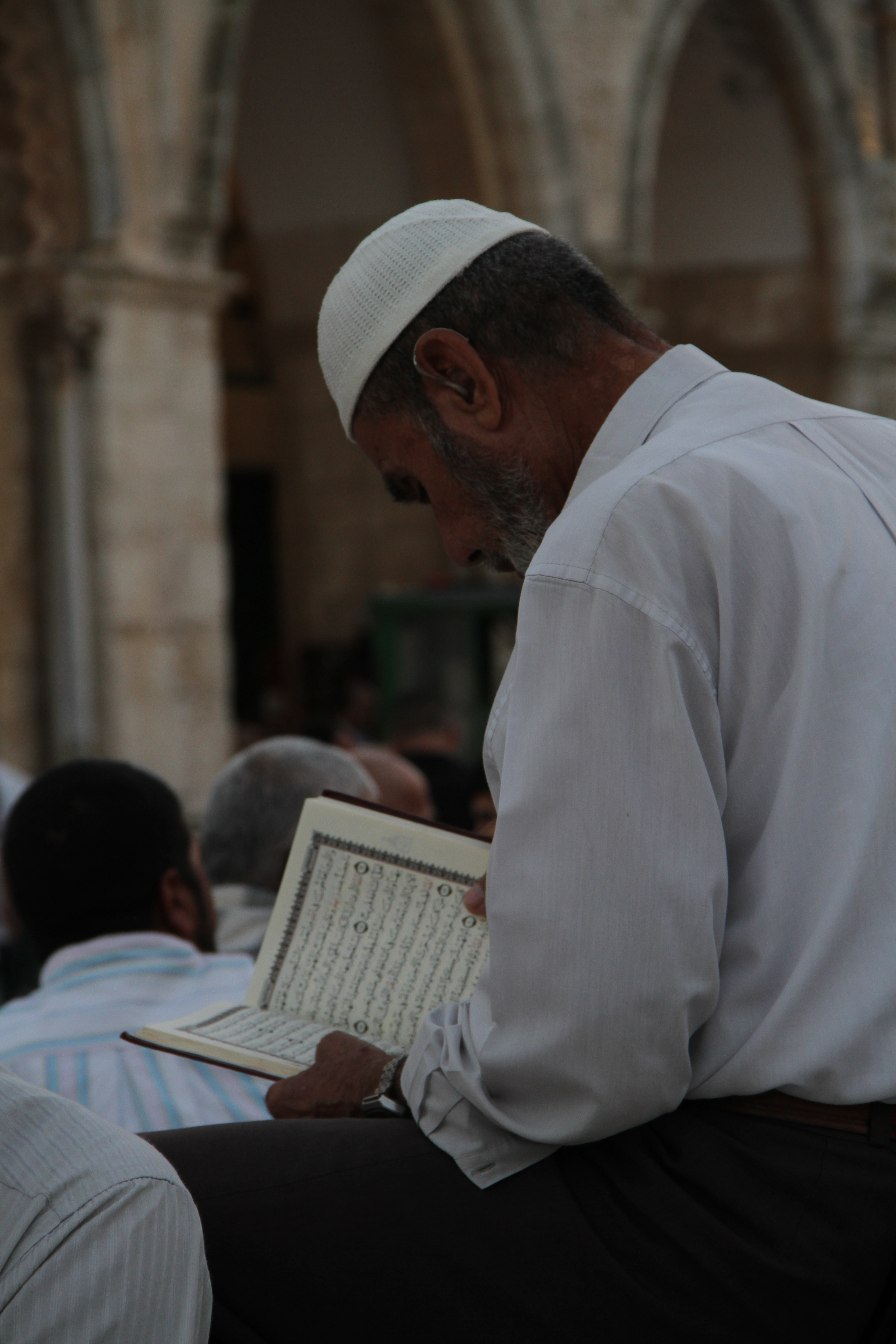
إمام مسجد في مدينة سخنين يقرأ القرآن.

يشكل المسلمون في إسرائيل حوالي 72% من مجموع السكان العرب في إسرائيل، ويشكل المسلمون من السكان الفلسطينيين التقليديين «الفلاحين والمدنيين» في إسرائيل هذه النسبة وذلك بإستثناء البدو، وفي حالة تم ضم البدو مع المسلمين الفلسطينيين التقليديين «الفلاحين والمدنيين» تصبح نسبة المسلمين 82% من مجموع السكان العرب في إسرائيل. في عام 2017 عاش 35.8% من المسلمون العرب في المنطقة الشمالية، وحوالي 21.8% في منطقة القدس، وحوالي 16.4% في المنطقة الجنوبية، وحوالي 13.8% في منطقة حيفا، وحوالي 11% في المنطقة الوسطى، وحوالي 1.1% في منطقة تل أبيب. وفي عام 2018 ضمت مدينة القدس على أكبر تجمع إسلامي في إسرائيل مع حوالي 337,000 نسمة، تلاها مدينة أم الفحم مع حوالي 55,100 نسمة، ومدينة الناصرة مع حوالي 55,000 نسمة، ومدينة الطيبة مع حوالي 43,127 نسمة. وتعتبر منطقة المُثلث؛ وهي منطقة جُغرافيّة تقع داخل الحدود الشرقية للمنطقة الوسطى ومنطقة حيفا، منطقة ذات أغلبية مُسلمة سُنيّة.
في عام 2010 كان متوسط عدد الأطفال لكل أم عربية مسلمة هو 3.84 وهذه النسبة انخفضت عن سنة 2008 حيث كان متوسط عدد الأطفال لكل أم عربية مسلمة هو 3.9، بالمقابل بين العائلات المسيحية كان متوسط عدد الأطفال لكل أم هو 2.1. معظم السكان المسلمين هم من الشباب: 42% من المسلمين هم تحت سن الـ 15 عاماً. متوسط العمر من المسلمين في إسرائيل هو 18، في حين أن متوسط عمر اليهود في إسرائيل هو 30. النسبة المئوية للأشخاص فوق سن 65 هي أقل من 3% بالنسبة للمسلمين، بالمقارنة مع 12% للسكان اليهود. ووفقاً للتوقعات، وبحسب النمو السكاني للمسلمين سيصل عددهم إلى أكثر من 2,000,000 نسمة، أو ما نسبته 24-26% من السكان خلال 15 عاماً قادمًا. وستشكل أيضًا 85% من مجمل السكان العرب في إسرائيل في 2020 (بزيادة 3% عن 2005).
بلغت نسبة المسلمين في إسرائيل 17.8% من السكان أي 1.6 مليون سنة 2017، بعد أن كانت نحو 9.5% سنة 1949، ومن المتوقع أن تبلغ نحو 21% سنة 2050. وكانت نسبة زيادة السكان المسلمين السنوية 2.4% هي النسبة الأعلى بين مواطني إسرائيل. ويعد المسلمين في إسرائيل المجموعة الدينية الأكثر شبابًا حيث أن 35% منهم تقل أعمارهم عن 14 سنة، وحوالي 3.9% تزيد أعمارهم عن سن 65. وبين عام 2010 وعام 2015 كانت معدل الخصوبة بين مسلمي إسرائيل حوالي 3.4 وهو أعلى من معدل الخصوبة العام في البلاد البالغ 2.9، وفي عام 2010 كانت معدل الأعمار بين مسلمي البلاد حوالي 21 وهو أقل من معدل الأعمار العام البالغ 30.
الأغلبيّة العظمى من مسلمي عرب 48 هم من أهل السنة والجماعة، فضلًا عن أقلية صغيرة من الشيعة. يتواجد في مدينة حيفا الجماعة الأحمديّة ويتمركز أغلبهم في حي الكبابير في مدينة حيفا، وعددهم حوالي 2,200 نسمة. وفقاً لإستطلاع قامت به مؤشر الديمقراطية الإسرائيلي عام 2015 قال 47% من المستطلعين المسلمين العرب في إسرائيل أنهم تقليديين في حين قال 32% أنهم متدينين وقال 17% أنهم غير متدينين على الإطلاق وقال فقط 3% أنهم متدينين جداً. وفقاً لدراسة مركز بيو للأبحاث عام 2017 قال 99% من المسلمين في إسرائيل أنهم عرب من الناحية العرقية. وفقاً لمركز بيو للأبحاث في حين أن المسلمين الذين يعيشون في إسرائيل، عمومًا، أكثر تديناً من اليهود الإسرائيليين، إلا أنهم أقل تديناً من المسلمين الذين يعيشون في العديد من البلدان الأخرى في الشرق الأوسط. على سبيل المثال، يقول حوالي ثلثي المسلمين في إسرائيل (68%) أن الدين مهم جداً في حياتهم، بالمقارنة مع المسلمين في الأردن (85%) والأراضي الفلسطينية (85%). ويقول غالبية المسلمين يقولون إنهم يصلون يوميًا (61%) ويقول نصفهم تقريباً أنهم يذهبون إلى المسجد مرة واحدة على الأقل في الأسبوع (49%). من المرجح أن تقول النساء المسلمات أن للدين أهمية كبيرة في حياتهن بالمقارنة مع الرجال المُسلمين، كما أن المسلمين الشباب والأصغر سناًً أقل تديناً عمومًا من الكبار في السن.

#### البدو

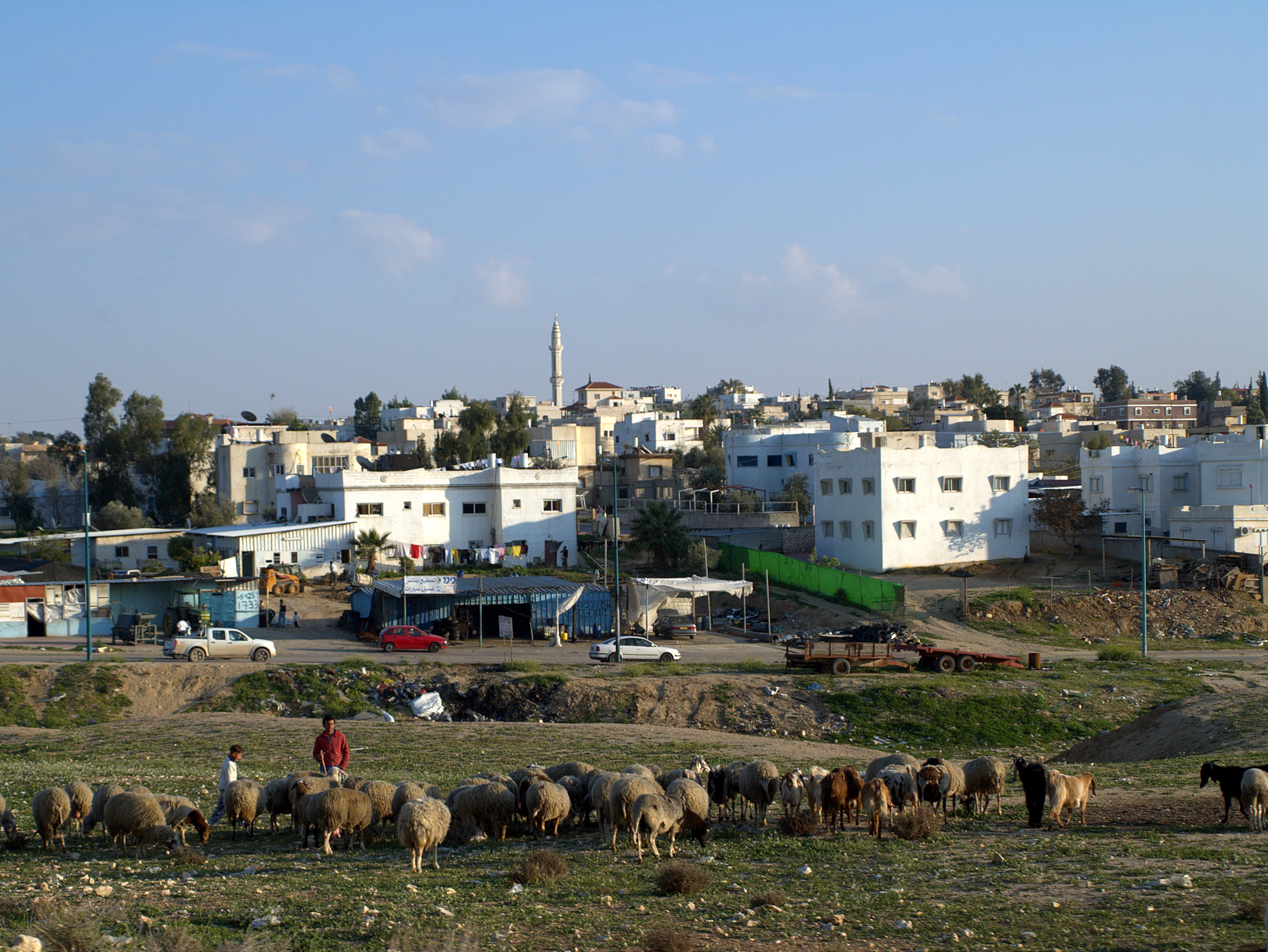
مدينة رهط؛ أكبر بلدة بدويَّة في النقب.

يُشكل البدو في إسرائيل جماعة عربيّة فرعيّة ملحوظة، وتتميز بنمط حياة خاص بها، يُقدر عدد السكان البدو في صحراء النقب الجنوبية بحوالي 200,000 إلى 230,000 شخص أو 3.5% من إجمالي سكان البلاد، وجميعهم من المسلمين السنة. خلال النصف الأخير من القرن التاسع عشر، بدأ البدو الرُحّل تقليديًا بالتحول إلى مجتمع شبه بدوي رعوي زراعي، مع ذلك ما زال المجتمع البدوي بعتمد على الإنتاج الزراعي وخصخصة الأراضي القبلية. على الرغم من التطور الثقافي-الاجتماعي فإن البدو في إسرائيل يتواصل النظر إليهم على أنهم بدو رُحّل، واليوم يعيش حوالي نصفهم في مناطق الحضر. قبل إنشاء دولة إسرائيل عام 1948، كان هناك ما يقدر بنحو 65,000 إلى 90,000 من البدو الذين يعيشون في النقب، وأثناء الحرب هاجر معظمهم إلى سيناء والأردن وقطاع غزة ومناطق الخليل والأغوار والقدس، وبقي حوالي 11,000 بدوي وتم نقل أغلبهم من قبل الحكومة الإسرائيلية في عام 1950 وعام 1960 إلى قضاء بئر السبع منطقة تسمى السياج تتألف من الأراضي الخصبة نسبيا وتقع في النقب الشمالي الشرقي والتي تضم 10% من صحراء النقب. بدو النقب، على غرار بقية السكان العرب في إسرائيل، عاشوا تحت الحكم العسكري حتى عام 1966، وبعد ذلك رفعت القيود وأصبحوا أحرارا في التحرك خارج قضاء بئر السبع. ومع ذلك، حتى بعد عام 1966 لم تكن لهم حرية في الإقامة خارج قضاء بئر السبع. فهم يقيمون فقط في 2% من مجمل مساحة النقب.
وفقًا لوزارة الخارجية الإسرائيلية عام 1999 قُدرت أعداد البدو بحوالي 170,000 نسمة، عاش منهم 110,000 بدوي في النقب، وحوالي 50,000 في منطقة الجليل، وحوالي 10,000 في المنطقة الوسطى من إسرائيل. وتم نقل 11,000 من البدو الذين بقوا من قبل الحكومة الإسرائيلية في عقد 1950 وعقد 1960 إلى منطقة في شمال شرق النقب تشكل 10% من صحراء النقب. قامت الحكومة الإسرائيلية ببناء سبع مدن تنموية للبدو بين عام 1979 وعام 1982. يعيش حوالي نصف السكان البدو في هذه البلدات، وأكبرها مدينة رهط، والبعض الآخر في عرعرة النقب، وبئر هداج، والحورة، وكسيفة، واللقية، وشقيب السلام، وتل السبع. تضم منطقة الجليل على عدد من البلدات البدوية أكبرها بئر المكسور تليها كل من البعينة - نجيدات وبسمة طبعون وطوبا الزنغرية وكعبية طباش الحجاجرة، تضم المنطقة أيضاً على عدد من القرى البدوية مثل الكمانة وضميده ورأس العين ورمة الهيب ووادي سلامة، بالإضافة إلى نسبة صغيرة تقطن في مدن مثل شفا عمرو والناصرة.
يعيش ما يقرب من 40% إلى 50% من المواطنين البدو في إسرائيل في القرى البدوية غير المعترف بها وعددها بين 39 إلى 45 قرية. مما يجعل البدو الأفقر والأقل تعليماَ بين المواطنين العرب في إسرائيل، فالبدو يعانون من سياسية تمييز عنصري تنتهجها الحكومة الإسرائيلية ضدهم.
```
يُستثنى الإسرائيليين العرب غير الدروز من 
التجنيد الاجباري
 ولكن 
التطوّع
 مفتوح لهم، حيث تكون أغلبية المتطوعين العرب من 
البدو
 ومع هذا فعدد المتطوعين البدو قليل نسبيًا ويتراوح بين 5% إلى حوالي 10% سنويًا. يتطوع البدو في 
الجيش الإسرائيلي
 نظرا للتسهيلات التي يحصل عليها الذين يخدمون بالجيش.
[
100
]
 تُشير الدراسات أنّ الكثير من البدو في إسرائيل لا يعتبرون أنفسهم 
فلسطينيين
.
[
101
]
 حيث قبل عام 
1948
 تميزت العلاقات بين بدو النقب والفلاحين في الشمال بالاختلافات الثقافية الجوهرية وكذلك بالنسبة إلى اللغة المشتركة وبعض التقاليد المشتركة.
[
102
]
```

### المسيحيون

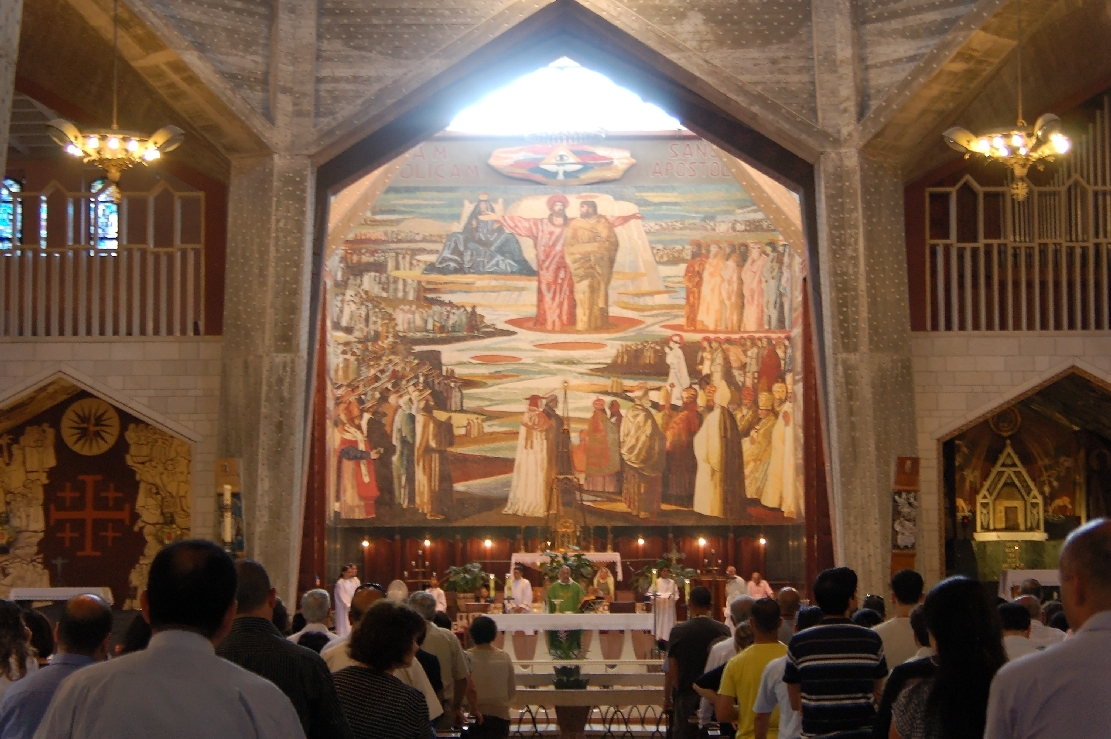
مواطنيون مسيحيون يصلون في بازيليكا البشارة في الناصرة: المسيحيون العرب هم واحدة من أكثر الجماعات العرقية الدينية تعليماً في إسرائيل.

يشكل المسيحيين حوالي 9% من مجمل السكان العرب في إسرائيل. يعيش أغلب المسيحيين العرب في إسرائيل في المنطقة الشمالية ومنطقة حيفا، وتضم مدينة الناصرة على أكبر تجمع مسيحي عربي وتليها مدينة حيفا، ويعيش المسيحيين في عدد من قرى الجليل الأخرى إما بشكل منفرد أو اختلاطًا بالمسلمين والدروز، مثل أبو سنان، والبعنة، والبقيعة، وجديدة - المكر، والجش، وحُرفيش، ودير حنا، والرامة الجليليّة، والرينة، وسخنين، وشفاعمرو، وطرعان، وإعبلين، وعرابة، وعسفيا، وعيلبون، وكسرى-كفرسميع، وكفر كنا، وكفر ياسيف، والمغار، والمزرعة، والمقيبلة، ويافة الناصرة وغيرها، مع وجود نسب أقل في سائر المدن سيّما القدس ويافا - تل أبيب والرملة واللد وعكا والناصرة العليا ومعالوت ترشيحا. ويُذكر أنَّ جميع سكان معليا وفسوطّة من المسيحيين. تاريخيًا وقبل حرب 1967 كان هناك تواجد مسيحي عربي في الجولان ذات الأغلبية الدرزيّة، حيث كانت نسبة المسيحيين في الجولان حوالي 12% من السكان حتى يونيو عام 1967، لكن عقب احتلاله من قبل القوات الإسرائيلية، هاجر مسيحيو الجولان إلى لبنان وسوريا ودول العالم الغربي، ولم يتبقّى مسيحيون في قرى الجولان سوى في مجدل شمس وعين قنية.
في نهاية عام 2017 قدرت أعداد المسيحيين العرب بحوالي 133,600 إلى جانب أكثر من 36,400 من المسيحيين من غير العرب. اعتباراً من عام 2014، كانت كنيسة الروم الملكيين الكاثوليك هي أكبر جماعة مسيحية عربية في إسرائيل، حيث انتمى إليها حوالي 60% من المسيحيين العرب، بينما انتمى حوالي 30% من المسيحيين العرب إلى الكنيسة الأرثوذكسية الشرقية. في عام 2018 عاش 70.6% من المسيحيين العرب في المنطقة الشمالية، وحوالي 13.3% في منطقة حيفا، وحوالي 9.6% في منطقة القدس، وحوالي 3.3% في المنطقة الوسطى وحوالي 2.7% في منطقة تل أبيب.
يملك المسيحيون في إسرائيل عدد كبير من المؤسسات من مدراس ومستشفيات وغيرها، جزء من هذه المؤسسات خاصة المدراس هي الأفضل في الوسط العربي. وفقاً لدراسة مركز بيو للأبحاث عام 2017 قال 96% من المسيحيين في إسرائيل أنهم عرب من الناحية العرقية. كان للعديد من المسيحيين العرب مكانة بارزة في الأحزاب السياسية العربية في إسرائيل، ونشط المسيحيون على وجه الخصوص في الجبهة الديمقراطية للسلام والمساواة وحزب التجمع الوطني الديمقراطي، ومن بينهم الأسقف جورج حكيم، وإميل توما، وتوفيق طوبي، وصليبا خميس، وإميل حبيبي، وداوود تركي، وعزمي بشارة. ولعبت بعض الأسر المسيحيّة العربيّة مثل آل خيّاط الكاثوليكية وآل خوري المارونية من حيفا دور اقتصادي واجتماعي وديبلوماسي بارز في حياة المجتمع العربي. ومن الشخصيات الدينية المسيحية البارزة إلياس شقور، وبطرس المعلم، والبطريرك السابق ميشيل صباح، والأسقف منيب يونان. كما أن كل من جورج القرا وسليم جبران؛ وهم قضاة في المحكمة العليا الإسرائيلية، من المسيحيين العرب. ومن الشخصيات المسيحية العربية البارزة في العلوم والتقنيَّة العالية تشمل حسام حايك الذي لديه اكتشافات عالمية في مجالات الإلكترونيات الجزيئية، وجوني سروجي، وهو نائب رئيس شركة أبل لتقنيات الأجهزة.

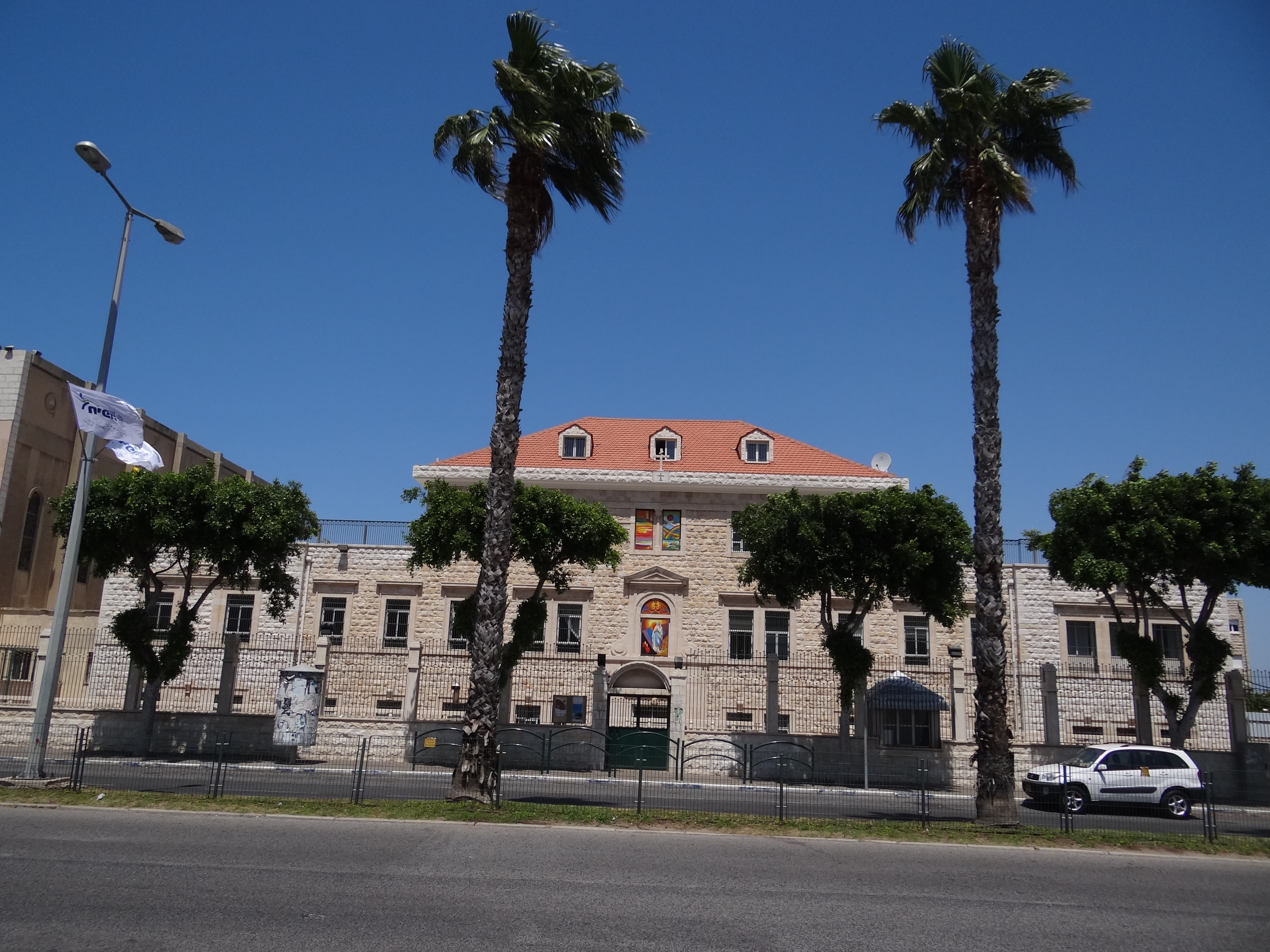
مدرسة كاثوليكية في حيفا: المدارس المسيحية هي من بين أفضل المؤسسات التعليمية أداءً في إسرائيل.

المسيحيين العرب هم واحدة من أكثر المجموعات تعليماً في إسرائيل. إحصائياً، يتمتع المسيحيون العرب في إسرائيل بأعلى معدلات للتحصيل العلمي بالمقارنة مع جميع الطوائف الدينية، ووفقاً لبيانات دائرة الإحصاء المركزية الإسرائيلية في عام 2010، حصل 63% من المسيحيين العرب في إسرائيل على شهادة جامعية أو الدراسات العليا، وهو أعلى معدل بالمقارنة مع أي مجموعة عرقية دينية. وفي عام 2020 أشارت دائرة الإحصاء المركزية الإسرائيلية أنَّ فئة المسيحيين العرب هي الفئة الدينية ذات أعلى نسبة من الحاصلين على تعليم في الجامعة (71.2% منهم أكملوا تعليمهم العالي) بينما هو 34% في المجتمع العربي عامةً وحوالي 47.2% في المجتمع اليهودي. وعلى الرغم من أن المسيحيين العرب لا يمثلون سوى 2% من مجموع السكان الإسرائيليين، فقد شكلوا في عام 2014 17% من طلاب الجامعات في البلاد، وحوالي 14% من طلاب الكليات. نسبة المسيحيين الذين حصلوا على درجة البكالوريوس أو شهادة جامعية أعلى من متوسط مجمل السكان الإسرائيليين. وكان معدل الطلاب الذين يدرسون في مجال الطب بين الطلاب العرب المسيحيين أعلى من باقي الطوائف الأخرى. كما أن نسبة النساء العربيات المسيحيات اللواتي يحصلن على تعليم عال أعلى من باقي المجموعات الدينية الأخرى. ولاحظت دائرة الإحصاء المركزية الإسرائيلية أنه عند الأخذ في الاعتبار البيانات المسجلة على مر السنين، حقق المسيحيين العرب نتائج أفضل من حيث التعليم مقارنةً بأي مجموعة أخرى في إسرائيل. في عام 2012، حقق المسيحيين العرب أعلى معدلات النجاح في امتحانات شهادة الثانوية العامة، أي 70%، مقارنةً بالطلاب المُسلمين والدروز (50% وحوالي 64% على التوالي)، ومقارنةً بطلاب مختلف فروع نظام التعليم اليهودي (61%).
من حيث الوضع الاجتماعي والاقتصادي، فإن المسيحيين العرب أكثر تشابهاً مع السكان اليهود بالمقارنة مع السكان العرب المسلمين. حيث أن لديهم أدنى معدل للفقر وأقل نسبة من البطالة، والتي تصل إلى 4.9%، مقارنةً مع حوالي 6.5% بين الرجال والنساء اليهود. ولديهم أيضاً أعلى متوسط دخل للأسرة بين المواطنين العرب في إسرائيل وثاني أعلى متوسط دخل للأسرة بين الجماعات العرقية والدينية في إسرائيل. كذلك لدى المسيحيين العرب حضور بنسبة عالية في العلوم وفي مهن ذوي الياقات البيضاء. في إسرائيل، يُصور المسيحيون العرب على أنهم أقلية عرقية - دينية متعلمة من الطبقة الوسطى.
يتمتع المسيحيون العرب بأعلى الإنجازات في القطاع العربي على جميع المؤشرات: نسبة الحاصلين على شهادة الثانوية العامة (البجروت)، ونسب خريجي الجامعات، ومجالات العمل. وفقًا لدراسة «هل العرب المسيحيون هم اليهود الإسرائيليون الجدد؟ تأملات في المستوى التعليمي للمسيحيين العرب في إسرائيل» لهنا ديفيد من جامعة تل أبيب، أحد العوامل التي تجعل المسيحيين العرب هم المجتمع الأكثر تعليماً في إسرائيل. هو المستوى العالي للمؤسسات التعليمية المسيحية. تعد المدارس المسيحية في إسرائيل من أفضل المدارس في البلاد، وفي حين أن هذه المدارس لا تمثل سوى 4% من قطاع التعليم العربي، فإن حوالي 34% من طلاب الجامعات العرب يأتون من مدارس مسيحية، وحوالي 87% من عرب إسرائيل في قطاع التكنولوجيا العالية درسوا في المدارس المسيحية. وفي مقال نشرته صحيفة معاريف عام 2011، وصف المجتمع العربي المسيحي بأنه «الأكثر نجاحاً في النظام التعليمي»، وهو رأي تدعمه دائرة الإحصاء المركزية الإسرائيلية.

### الموحدون الدروز

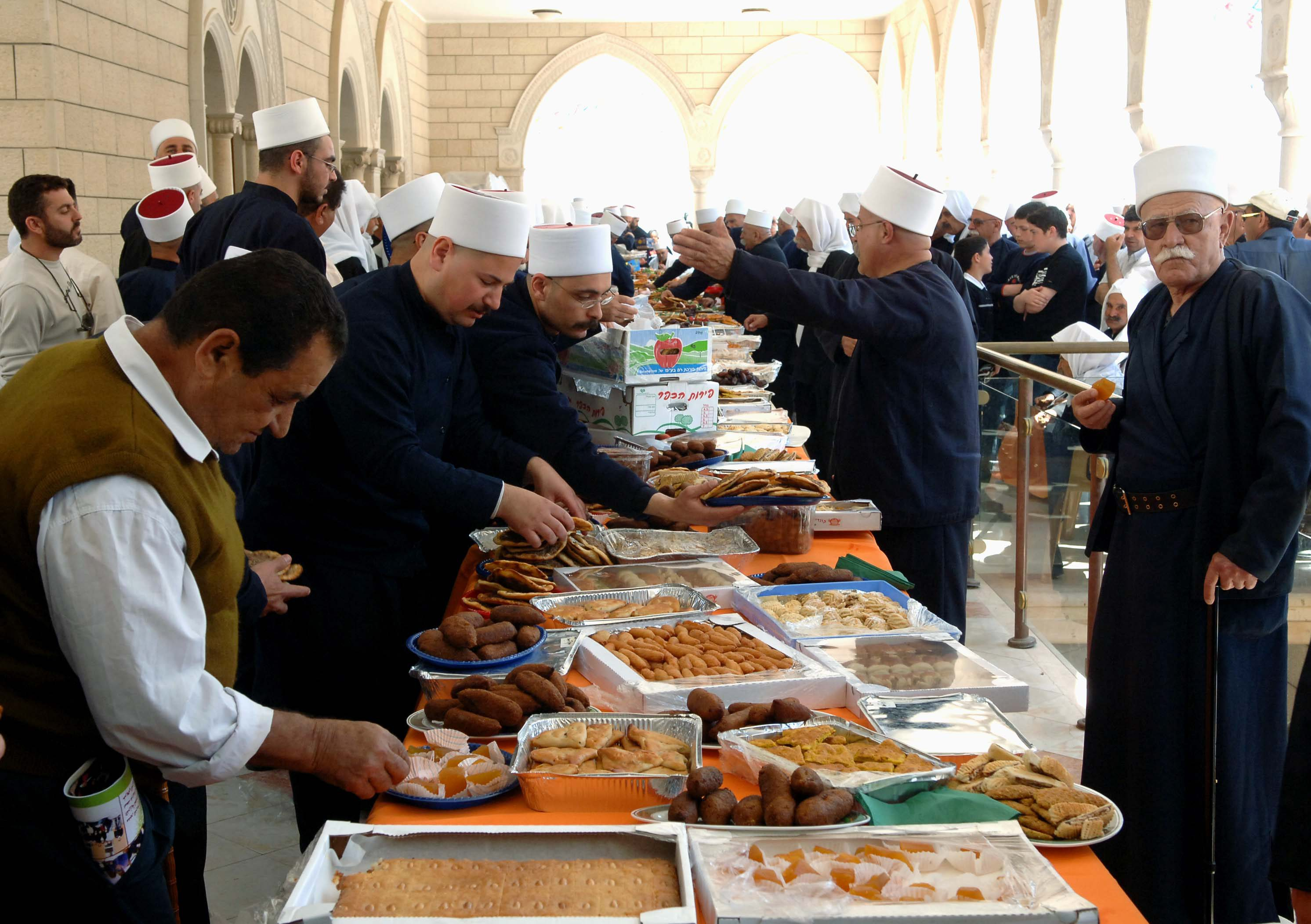
دروز خلال زيارة مقام النبي شعيب في حطين.

الموحدون الدروز هم أعضاء في طائفة دينية يقطنون في عدد من دول الشرق الأوسط، يسكنون في المناطق الجبلية في إسرائيل، ولبنان، وسوريا. الدروز الذين هم مواطنون في إسرائيل يعيش معظمهم في الشمال يشكل الدروز نسبة 9% من مجموع السكان العرب في إسرائيل. ويُضاف إليهم الطائفة الدرزية القاطنة في هضبة الجولان التي احتلتها إسرائيل في عام 1967 من سوريا وضمتها في عام 1981، وهم من المقيمين الدائمين بموجب قانون مرتفعات الجولان. وقد رفضت الأغلبية الساحقة لقبول الجنسية الإسرائيلية الكاملة، واختاروا الإحتفاظ بجنسيتهم السورية والهوية السورية. في منتصف عام 2018 وصلت أعداد الدروز في إسرائيل إلى حوالي 141,000 نسمة، وفي عام 2018 عاش 81% من الدروز في المنطقة الشماليّة وحوالي 19% في منطقة حيفا، ويسكن أبناء الطائفة الدرزية في "19" بلدة وقرية تقع جميعها على رؤوس الجبال في شمال إسرائيل، ومنها أبو سنان، والبقيعة، والرامة الجليليَّة، والمغار، وبيت جن، وحُرفيش، وجولس، ودالية الكرمل، وساجور، وشفا عمرو، وعسفيا، وعين الأسد، وكسرى-كفرسميع، وكفرياسيف، ويانوح-جت، ويركا وغيرها. أما في الجولان الواقع تحت السيطرة الإسرائيلية، يتوزع الدروز فيه بين بقعاثا، وعين قنية، ومجدل شمس ومسعدة. يوجد عدد من السياسيين الدروز في إسرائيل مثل أيوب القرا عضو حزب الليكود في الكنيست، مجلي وهبي من حزب كاديما، والذي تولى رئاسة إسرائيل لفترة وجيزة أثناء غياب موشيه كتساف في عطلة، وسعيد نفاع من حزب البلد العربي.
أظهر الدروز خلال الانتداب البريطاني لفلسطين اهتمامًا قليلاً في القومية العربية التي ازداد زخمها خلال القرن العشرين، ولم يشارك الدروز في المناوشات بين العرب واليهود في وقت مبكر من القرن العشرين. بحلول عام 1939، كانت قيادة القرى الدرزية متحالفة رسميا مع الميليشيات اليهودية قبل قيام دولة إسرائيل، على غرار الهاغانا. بحلول عام 1948، تطوع عدد كبير من الشبان الدروز في الجيش الإسرائيلي وحاربوا إلى جانبهم بنشاط. خلافا لنظرائهم المسلمين والمسيحيين، لم تدمر أيا من القرى الدرزية حرب عام 1948 ولم يجبر الدروز على ترك قراهم بشكل دائم.

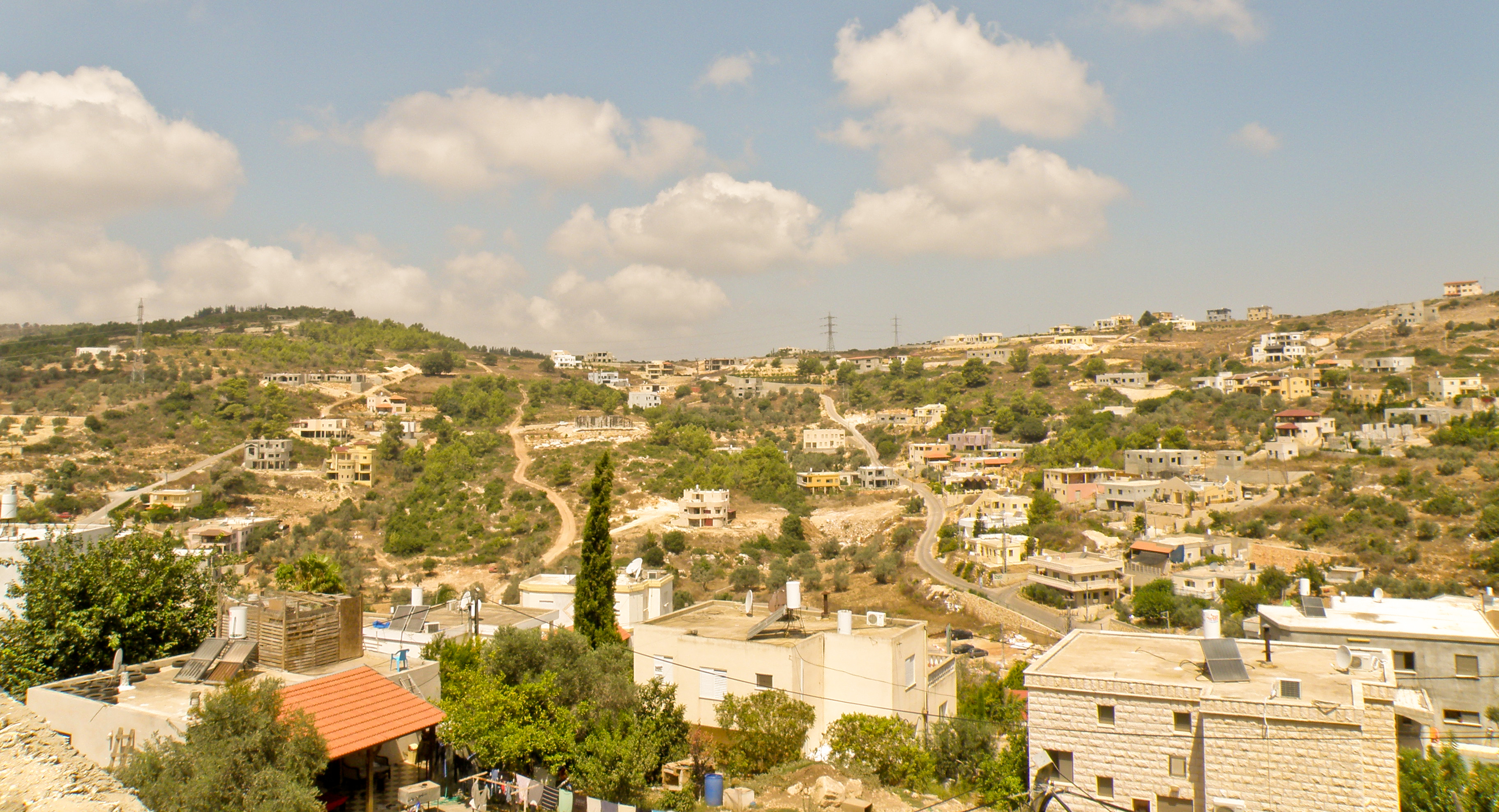
بلدة دالية الكرمل؛ من أكبر البلدات الدرزية في إسرائيل.

منذ تأسيس دولة إسرائيل، تضامن الدروز مع روح الحركة الصهيونية، وكانوا ينأون بأنفسهم عن المواضيع العربية والإسلامية التي تبناها نظرائهم المسيحيين والمسلمين. وتمشيًا مع الممارسات الدينية الدرزية وهي خدمة الدولة التي يعيشون فيها، خلافًا لنظرائهم المسيحيين والمسلمين، يتم تجنيد بشكل إجباري للذكور الدروز في الجيش الإسرائيلي.
شجعت الحكومة الإسرائيلية على هوية منفصلة وهي الهوية «الدرزية الإسرائيلية» والتي اعترفت بها رسمياً من قبل الحكومة الإسرائيلية حيث تم فصل الطائفة الدرزية عن المجتمع الإسلامي والديانة الإسلامية وجعلها ديانة مستقلة في القانون الإسرائيلي في وقت مبكر من عام 1957. لا يَعتبر الدروز الإسرائيليين مذهب التوحيد كمذهب إسلامي كما ولا يعتبرون أنفسهم مُسلمين، ويرون أن مذهب التوحيد الدرزي ديانة مستقلة عن الإسلام، وأنها ديانة قائمة بحد ذاتها. يتم تعريف الدروز كجماعة عرقية ودينية متميزة في إسرائيل حسب وزارة الداخلية في تسجيل التعداد، وحسب النظام التعليم الإسرائيلي المدارس الدرزية مستقلة ومختلفة في منهاجها عن المناهج في المدارس العبرية والعربية، ومع ذلك كان الدروز في السابق المجموعة الدينية العربية الأقل تعليماً إذ لم تتعدى نسبة الحاصلين على شهادة البجروت أو شهادة الثانوية العامة الإسرائيلية 44.4% وأقلية منهم كانت تُكمل التعليم العالي. بالمقابل، شهد المجتمع الدرزي تحسناً كبيراً في مستوى التعليم، حيث منذ عام 2000 زاد عدد الطلاب الدروز في الكليَّات والجامعات بأكثر من ثلاثة أضعاف، كما تشير الأرقام. في عام 2018 وصفت دائرة الإحصاء المركزية الإسرائيلية المجتمع الدرزي بالمجتمع ذو المستوى التعليمي الجيد.
بالمقارنة مع غيرهم من المواطنين العرب فالدروز أقل تأكيد على هويتهم العربية وأكثر تأكيد على هويتهم الإسرائيلية، وأقلية منهم يعرفون أنفسهم على انهم فلسطينيين. في استطلاع أجراه يوسف حسان من جامعة تل أبيب، قال 94% من المجيبين الدروز الذين تم استبيانهم أنهم «دروز إسرائيليون» في السياق الديني والوطني، ووفقاً لدراسة مركز بيو للأبحاث عام 2017 قال 71% من الدروز في إسرائيل أنهم عرب من الناحية العرقية. في حين توزعت النسبة المتبقية بين «آخر» أو «درزي» أو «درزي عربي». وبحسب دراسة فإن أقلية من الدروز تعتبر نفسها «فلسطينيين». علماً أنه في الآونة الأخيرة شهد المجتمع الدرزي حالة من الانقسام بشأن الخدمة العسكرية في الجيش الإسرائيلي، فبينما يشكو البعض من أنهم لا يتلقون الدعم الذي يستحقونه بعد الخدمة، تفيد معطيات متنوعة بانخفاض نسبة تجنيد الشباب الدروز بالجيش الإسرائيلي، وبتراجع كبير في ثقتهم بها وفي مؤسساتها، في حين يفيد ناشطون دروز بأن العنصرية الإسرائيلية أسهمت في ذلك. كما ويشهد المجتمع الدرزي تحركاً ملحوظاً لرفض التجنيد الإجباري المفروض على الشبان الدروز، مع تأسيس حراك «أرفض، شعبك بيحميك».

### تعريف الذات

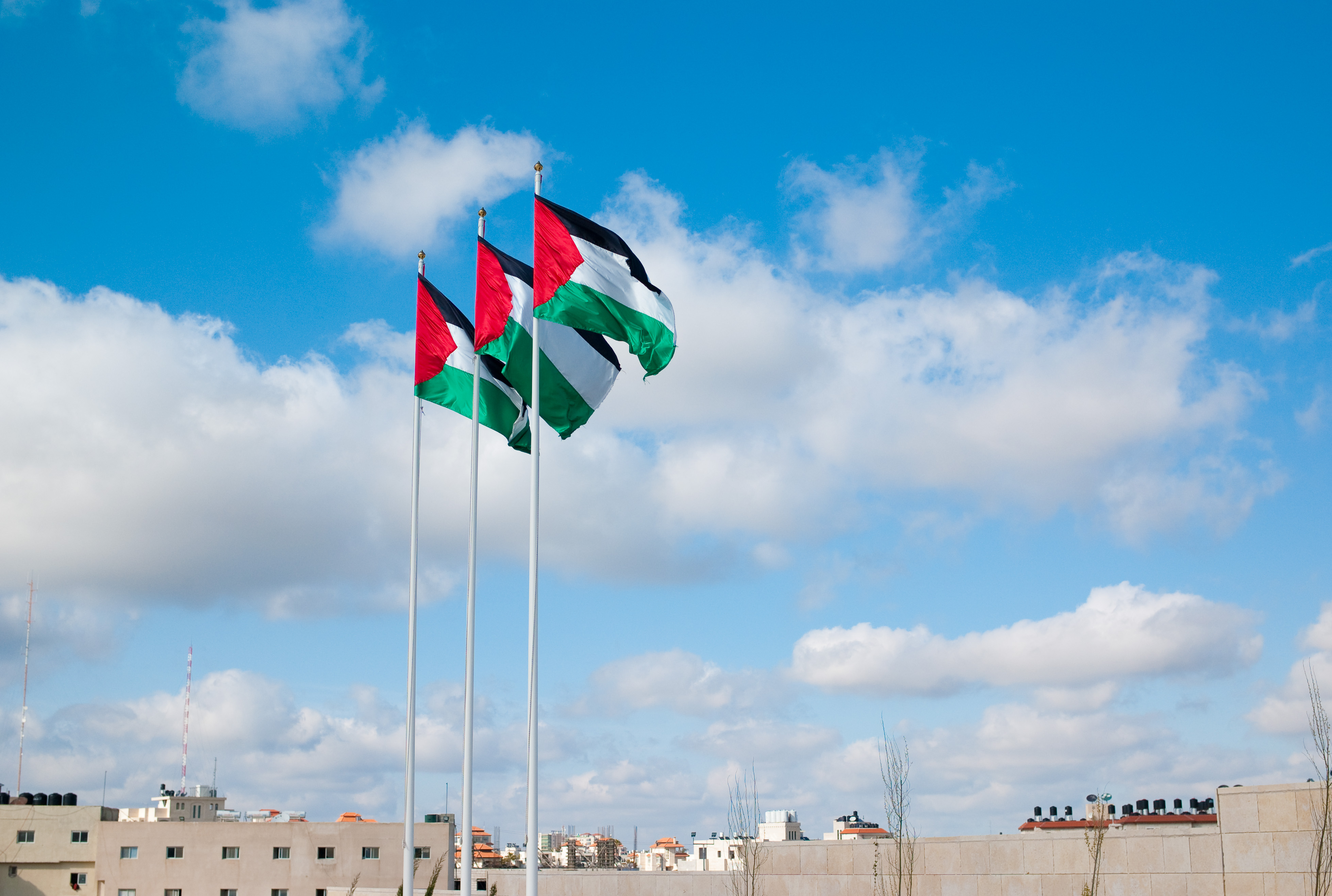
بحسب بعض الإستطلاعات يرى أغلبيّة عرب 48 نفسه جزء من الشعب الفلسطيني ويتماهى مع الهوية الفلسطينية.

العلاقة بين المواطنين العرب في دولة إسرائيل في كثير من الأحيان محفوفة بالتوتر ويمكن اعتباره كمثال للعلاقات بين الأقليات والسلطات الحكومية في مناطق أخرى من العالم. المواطنين العرب يعتبرون أنفسهم من السكان الأصليين. العلاقة المتوترة بين هويتهم الوطنية الفلسطينية والهوية العربية كمواطنين من إسرائيل وصفها شخصية سياسية معروفة، في جملته «دولتي في حرب مع شعبي».
بين عام 1948 وعام 1967، كان هناك عدد قليل جداً من المواطنين العرب في إسرائيل الذين عرَّفوا عن ذاتهم بشكل علني على أنهم «فلسطينيون»، وكانت الهوية «الإسرائيلية العربية»، وهي العبارة المفضلة للمؤسسة والجمهور الإسرائيلي، هي السائدة. كانت التعبيرات العلنية للهوية الفلسطينية، مثل عرض العلم الفلسطيني أو الغناء وتلاوة الأغاني أو الشعر القومي، غير قانونية حتى وقت قريب. مع نهاية الحكم العسكري في عام 1966 وعقب حرب 1967، انتشر الوعي الوطني وتعبيره بين عرب 48. الغالبية عرفت عن نفسها على أنها فلسطينية، مفضلة هذا الوصف على العرب المواطنين في إسرائيل بحسب العديد من الدراسات الاستقصائية على مر السنين. وفقاً لاستطلاع قامت به مؤشر الديمقراطية الإسرائيلي عام 2015 قال 29% من المجيبين العرب أنَّ الهوية الدينية (هوية مُسلمة أو مسيحيَّة أو درزيَّة) هي الهوية الأكثر أهمية بالنسبة لهم، تلاها الهوية الإسرائيلية (25%) والهوية العربية (24%) والهوية الفلسطينية (12%). في استطلاع عبر الهاتف عام 2017، وصف 40% من عرب 48 أنفسهم على أنهم «عرب في إسرائيل أو مواطنون عرب في إسرائيل»، وقال 15% أنهم «فلسطينيون»، وقال 8.9% أنهم «فلسطينيون في إسرائيل أو مواطنون فلسطينيون في إسرائيل»، في حين قال 8.7% أنه «عربي»؛ قدمت مجموعات مرتبطة بالاستطلاع نتيجة مختلفة، حيث «كان هناك إجماع على أن الهوية الفلسطينية تحتل مكانة مركزية في وعي» عرب 48.
العرب الذين يعيشون في القدس الشرقية والتي احتلتها إسرائيل منذ حرب الأيام الستة عام 1967، هم حالة خاصة. فقد أصبحوا مقيمين دائمين في إسرائيل بعد وقت قصير من الحرب. على الرغم من أنهم يحملون بطاقات هوية إسرائيلية، فان اقلية منهم قدم طلب للحصول على الجنسية الإسرائيلية، والتي يحق لهم الحصول عليها، ومعظمهم حافظ على علاقات وثيقة مع الضفة الغربية. وبما انهن مقيمين دائمين، فيحق لهم التصويت في الانتخابات البلدية لمدينة القدس، على الرغم من ذلك فان فقط نسبة مئوية صغيرة تستفيد من هذا الحق.
بحسب صالح الشيخ، فإن معظم الدروز في إسرائيل لا يعتبرون أنفسهم فلسطينيين: «إن هويتهم العربية تنبع من اللغة المشتركة ومن الخلفيَّة الاجتماعية والثقافية، ولكنها منفصلة عن أي مفهوم سياسي وطني. وهي غير موجه إلى الدول العربية أو القومية العربية أو الشعب الفلسطيني، ولا تعبر عن أي مصير معهم، ومن هذا المنظور، فإن هويتهم هي إسرائيل، وهذه الهوية أقوى من هويتها العربية». ويعتبر السكان الدروز المقيمين في مرتفعات الجولان التي احتلتها إسرائيل عام 1967، هم أيضا مقيمين دائمين بموجب قانون هضبة الجولان لعام 1981. قبلت نسبة قليلة منهم المواطنة الإسرائيلية الكاملة، والغالبية العظمى منهم يعتبرون أنفسهم جزء من الشعب السوري ومواطنين سوريين.

## السكان

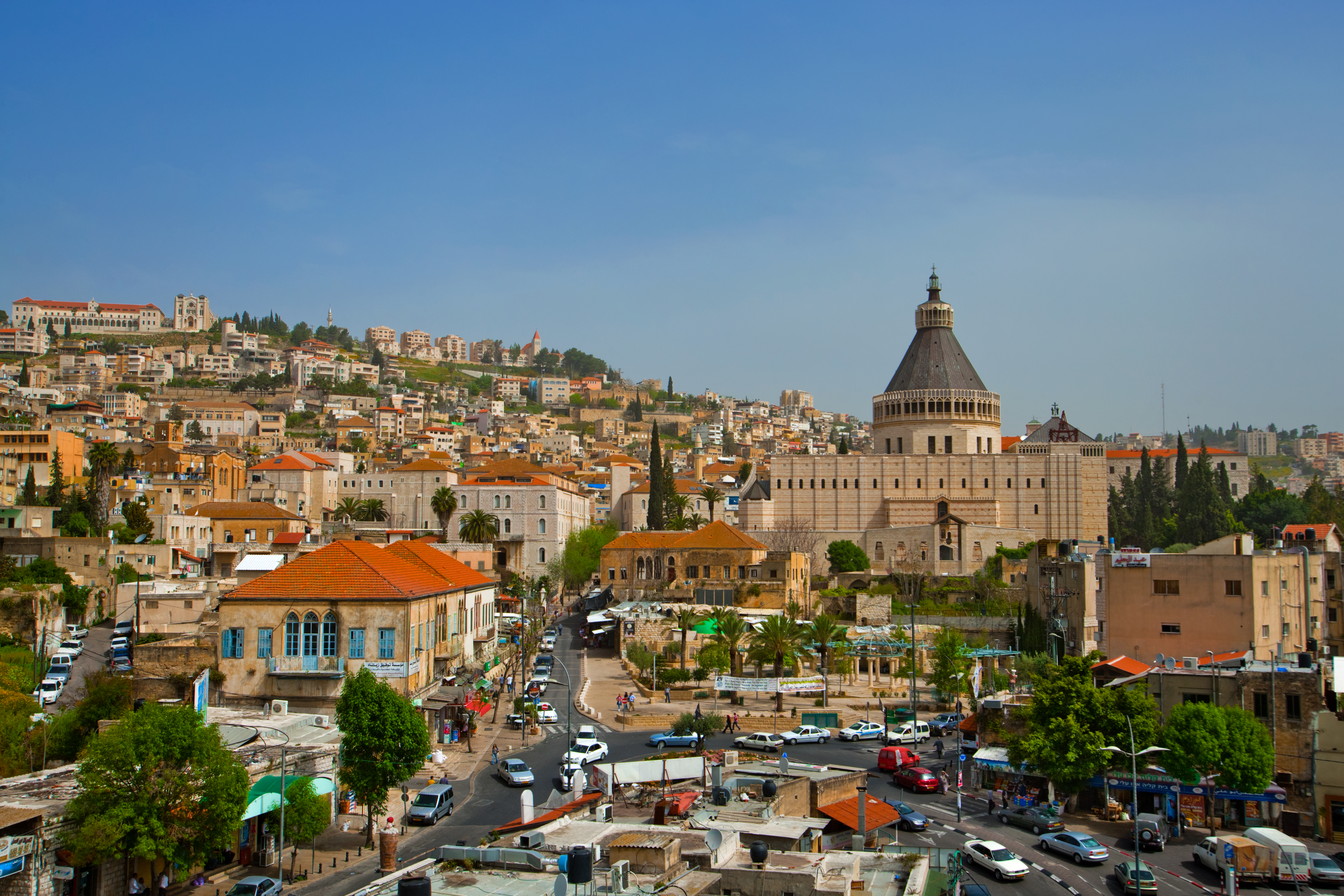
الناصرة: مدينة عربية تضم مسيحيين ومسلمين، وهي أكبر مدن عرب 48.

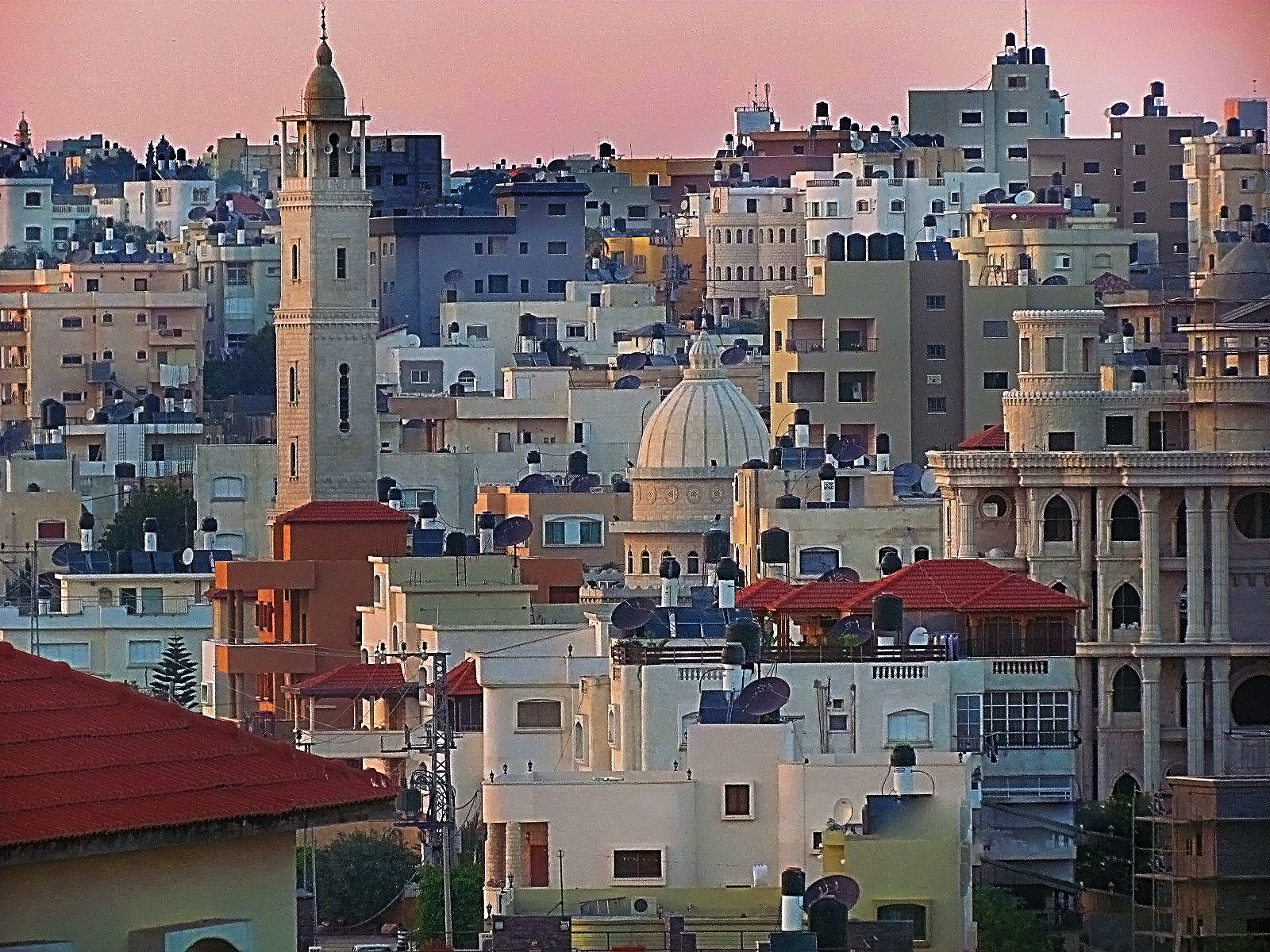
مدينة الطيبة: من أهم المدن العربية الفلسطينية داخل الخطّ الأخضر، عن واقعها اليوم تعتبر كبرى مدن المثلث وثالث أكبر مدينة عربيه داخل الخطّ الأخضر.

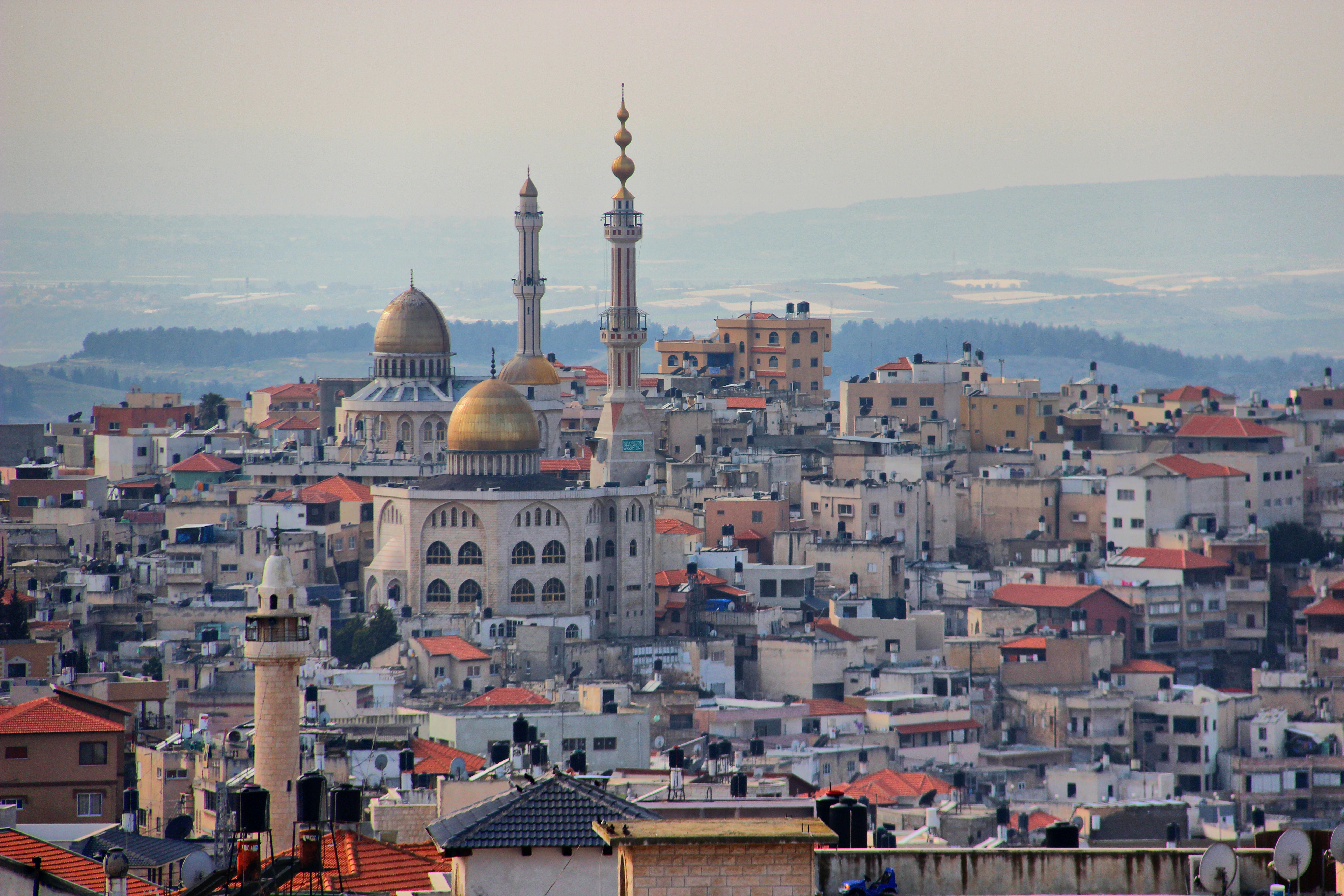
أُمّ الفحم: كُبرى المُدن الإسلاميّة داخل الخطّ الأخضر.

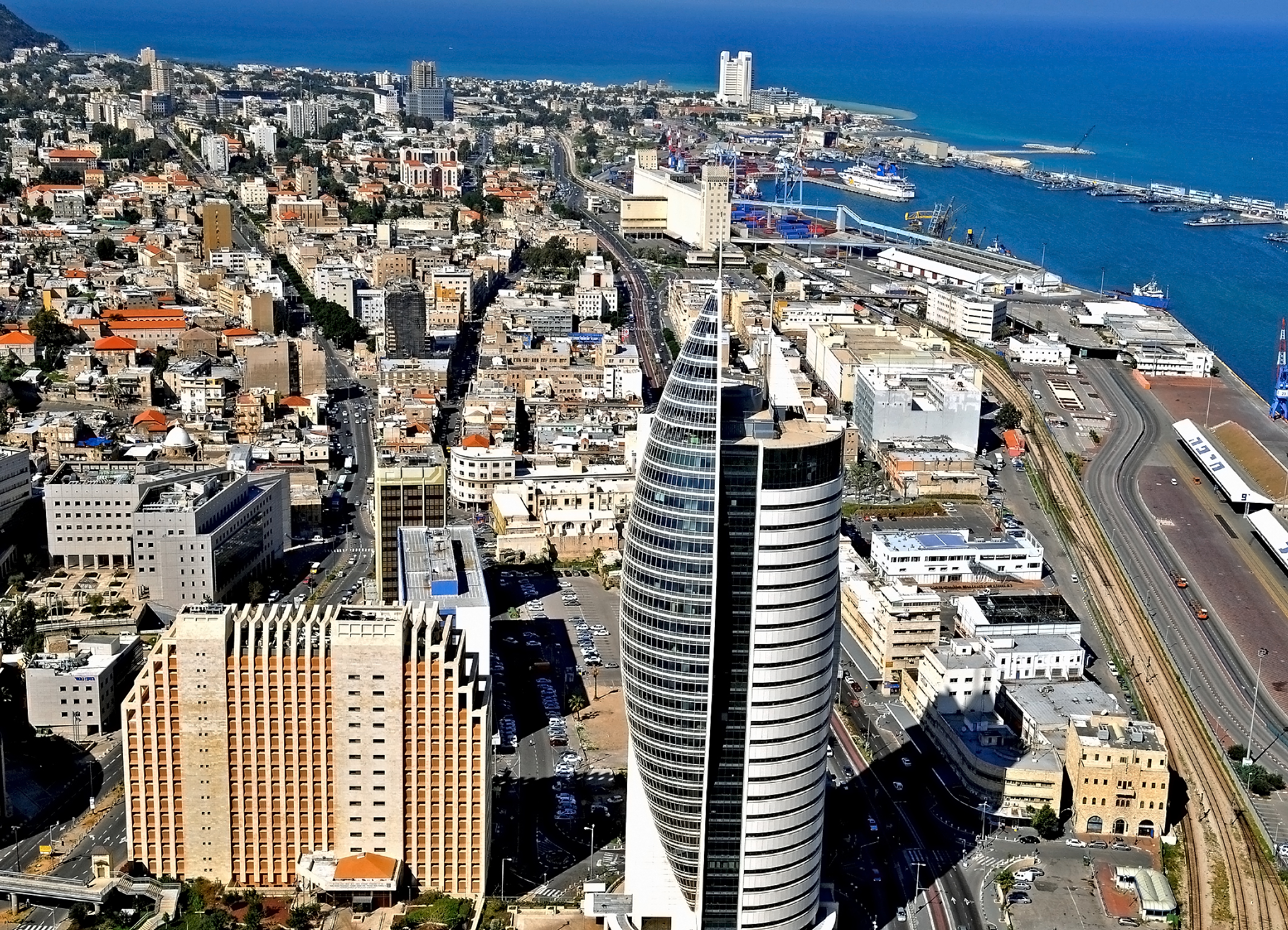
منطقة البلدة التحتى في مدينة حيفا: وهي من المناطق ذات الأغلبيّة العربية في المدينة.

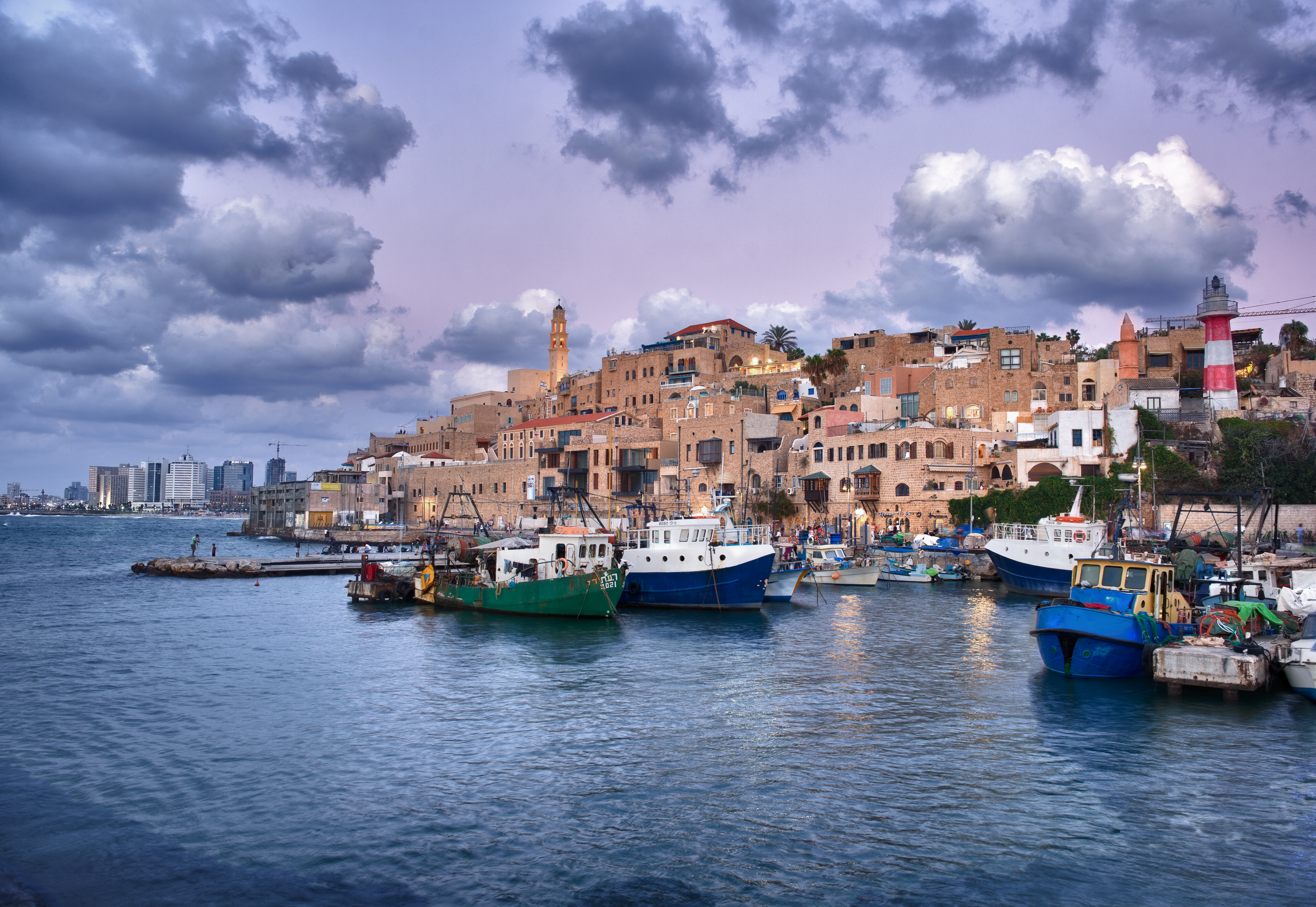
يافا: تضم حالياً 16,000 من السكان العرب من المسلمين والمسيحيين.

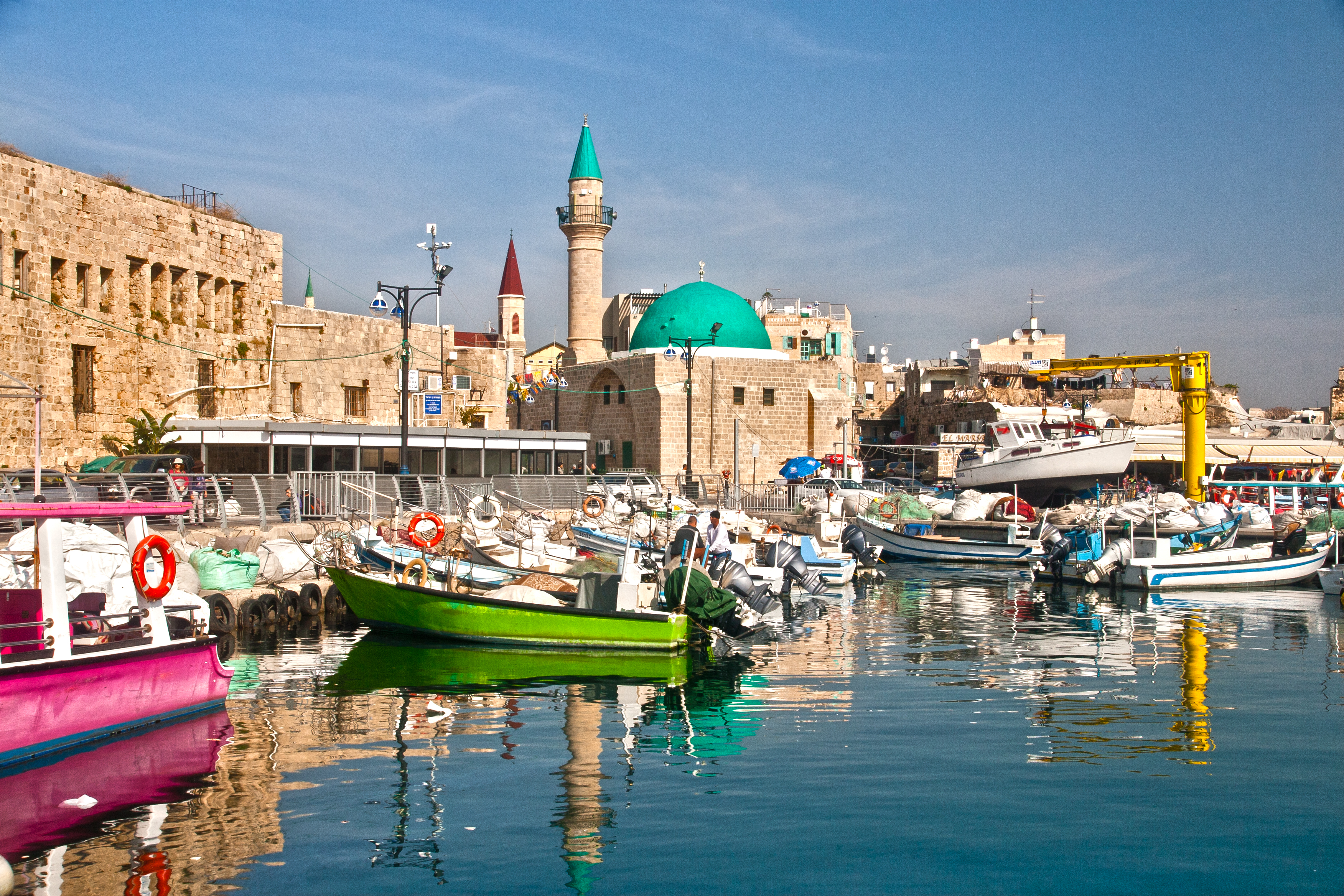
عكا القديمة: يُشكل العرب 95% من سكانها.

في عام 2006، بلغ العدد الرسمي للسكان العرب في إسرائيل 1,413,500 نسمة، أي حوالي 20% من سكان إسرائيل. يشمل هذا الرقم 209,000 عربي (أي 14% من مجمل عرب 48) في القدس الشرقية كما تم احتسابهم في الإحصاءات الفلسطينية، وذلك على الرغم من أن 98% من فلسطينيي القدس الشرقية إما يحملون الإقامة الإسرائيلية أو الجنسية الإسرائيلية. في عام 2012، ارتفع العدد الرسمي للسكان العرب في إسرائيل من 1,413,500 نسمة (في عام 2006) إلى 1,617,000 أو حوالي 21% من سكان إسرائيل. ويُقدر عدد السكان العرب في عام 2013 بحوالي 1,658,000 نسمة، يُمثلون 21% من سكان البلاد.
في عام 2010 كان يعيش حوالي 54.6% من مجمل السكان العرب في إسرائيل في منطقة الجليل الواقعة في المنطقة الشماليَّة، في حين كان يعيش حوالي 23.5% من عرب 48 في منطقة المُثلث الواقعة في للمنطقة الوسطى، وكان يعيش حوالي 13.5% في منطقة النقب في المنطقة الجنوبيّة، وعاش حوالي 8.4% في المدن المختلطة رسمياً وذات الأغلبيّة اليهودية سيّما في حيفا واللد والرملة ويافا - تل أبيب وعكا والناصرة العليا ومعالوت ترشيحا. وفقاً لإحصاءات عام 2010، يعيش السكان العرب في 134 مجلس وبلدية ذات أغلبية عربيّة. ويعيش حوالي 44% منهم في مدن أو بلديات عربية (مقابل 81% من السكان اليهود)؛ ويعيش حوالي 48% من المواطنين العرب في قرى بها مجالس محليّة (مقابل 9% من السكان اليهود). ويعيش 4% المواطنين العرب في قرى صغيرة تقع تحت سلطة المجالس الإقليمية، في حين يعيش 4% في قرى غير معترف بها ومعظمها قرى بدويّة تقع في منطقة النقب.
في نهاية عام 2020 بلغ العدد الرسمي للسكان العرب في إسرائيل 1,957,270 أي حوالي 21.1% من إجمالي السكان، يشمل هذا الرقم حوالي 362,000 عربي في القدس الشرقية وحوالي 23,000 عربي في الجولان، يحمل معظمهم صفة "مقيم دائم". في نهاية عام 2020 بلغ عدد المواطنين العرب في إسرائيل حملة الجنسية الإسرائيلية حوالي 1,595,300 ويشكلون حوالي 17.2% من إجمالي السكان. في عام 2021 كان هناك 163 قرية وبلدة عربية، منها 69 تحمل صفة مجالس محلية واثنتي عشرةَ مدينة تحمل صفة مجلس مدينة. وفقًا للمعهد الإسرائيلي للديمقراطية يقيم حوالي 49.1% من المواطنين العرب في بلدات عربية تحمل صفة مجالس محلية، 30.9% في مدن عربية وحوالي 8.3% في المدن المختلطة الرسمية (حيفا واللد والرملة ويافا - تل أبيب وعكا والناصرة العليا ومعالوت ترشيحا). وأشار المعهد الإسرائيلي للديمقراطية أن 5.5% من المواطنين العرب يقيمون في 47 قرية صغيرة مدمجة في المجالس الإقليمية، وحوالي 4.2% في قرى غير معترف بها (معظمها في النقب)، وحوالي 1.8% في مدن ذات أغلبية يهودية (بما في ذلك القدس الغربية). النسب المئوية لا تشمل سكان القدس الشرقية العرب.
يُشكل المواطنون العرب في إسرائيل غالبية السكان في المنطقة الشمالية الإسرائيلية (52%)، ويعيش حوالي 50% من السكان العرب في 114 مدينة وبلدة وقرية مختلفة في جميع أنحاء إسرائيل. في المجمل، هناك 122 بلدات عربية في إسرائيل، منها 89 يزيد عدد سكانها على ألفي نسمة. مجلس أبو بسمة الإقليمي الذي شيدته الحكومة للسكان البدو في النقب، هي المجالس المحليات العربية الوحيدة التي تم تأسيسها منذ عام 1948، وذلك بهدف نقل المواطنين العرب البدو. ويعيش حوالي 46% من عرب 48 (622,400 نسمة) في مجتمعات عربية في الشمال. في عام 2017، كانت مدينة الناصرة أكبر مدينة عربية، وبلغ عدد سكانها 76,551 نسمة، منهم حوالي 40,000 مسلمين والبقية من المسيحيين، يُذكر أن مدينة الناصرة تضم على أكبر تجمع للسكان المسيحيين في إسرائيل. في حين بلغ عدد سكان شفا عمرو حوالي 41,024 نسمة، وسكانها خليط من المسلمين والمسيحيين والموحدون الدروز. وتضم كل من بلدة دالية الكرمل ويركا والمغار وعسفيا على أكبر التجمعات الدرزية في إسرائيل.
لدى القدس، وهي مدينة مختلطة، أكبر عدد من السكان العرب عمومًا. ضمت القدس 209,000 من السكان العرب في عام 2000، وشكلوا نحو 33% من سكان المدينة وبالإضافة إلى المجلس المحلي في أبو غوش، عموماً يقطن نحو 19% من سكان عرب 48 في هذه المنطقة.
يعيش حوالي 14% من المواطنين العرب يعيشون في منطقة حيفا، في الغالب في منطقة وادي عارة. وتتواجد في منطقة وادي عارة أيضاً أكبر مدينة مسلمة في البلاد، وهي أم الفحم، والتي يبلغ عدد سكانها 54,240 نسمة. وتُعد باقة جت ثاني أكبر المراكز السكانية العربية في هذه المنطقة. تبلغ نسبة السكان العرب في مدينة حيفا حوالي 10%، ويقطن العديد منهم حي وادي النسناس. ووفقاً لصحيفة نيويورك تايمز يبلغ عدد السكان العرب في مدينة حيفا حوالي 30 ألف نسمة، أي حوالي 10% من السكان، وينقسمون بأعداد متساوية من المسلمين والمسيحيين، وهم عمومًا أكثر ثراء وأفضل تعليماً من العرب في أماكن أخرى في إسرائيل.
يسكن حوالي 10% من عرب 48 في المنطقة الوسطى، ويقيمون في المقام الأول في مدينة الطيبة والتي تعد ثالث كبرى المدن العربية داخل إسرائيل حيث يبلغ عدد سكانها حوالي 50,000 نسمه، وفي مدينة الطيرة وقلنسوة وكفر قاسم، فضلاً عن المدن المختلطة مثل اللد والرملة والتي يشكل فيها السكان اليهود الأغلبيّة السكانية.
من النسبة 11% المتبقية، يعيش حوالي 10% في مجتمعات البدو في النقب الشمالي الغربي، والمدينة البدوية رهط هي المدينة العربية الوحيدة في منطقة الجنوب وتُعد هذه المدينة رابع أكبر مدينة عربية في إسرائيل. في حين أنَّ ما تبقى من 1% يسكنون في المدن التي تكاد تكون يهودية تماماً مثل الناصرة العليا حيث يُشكل السكان العرب فيها حوالي 22%، إلى جانب يافا-تل أبيب والتي يُشكل فيها العرب حوالي 4%.
في فبراير من عام 2008، أعلنت الحكومة الإسرائيلية أنه سيتم بناء أول مدينة عربية جديدة في إسرائيل. ووفقاً لصحيفة هاآرتس «منذ إنشاء دولة إسرائيل، لم يتم إنشاء مستوطنة عربية واحدة جديدة، باستثناء مشاريع الإسكان الدائمة للبدو في النقب».

### التجمعات العربية الكبرى
يشكل العرب غالبية سكان «قلب الجليل» والمناطق الواقعة على طول الخط الأخضر بما في ذلك منطقة وادي عارة. يشكل البدو العرب غالبية الجزء الشمالي الشرقي من النقب. والقائمة التالية تستعرض كبرى التجمعات العربية في إسرائيل عام 2014:
| البلدة   | عدد السكان | المنطقة          |
| -------- | ---------- | ---------------- |
| الناصرة  | 74,600     | منطقة الشمال     |
| رهط      | 60,400     | المنطقة الجنوبية |
| أم الفحم | 51,400     | منطقة حيفا       |
| الطيبة   | 40,200     | المنطقة الوسطى   |
| شفا عمرو | 39,200     | المنطقة الشمالية |
| طمرة     | 31,700     | المنطقة الشمالية |
| سخنين    | 28,600     | المنطقة الشمالية |
| باقة جت  | 27,500     | المنطقة الشمالية |
| الطيرة   | 24,400     | المنطقة الوسطى   |
| عرعرة    | 23,600     | منطقة حيفا       |
| عرابة    | 23,500     | المنطقة الشمالية |
| كفر قاسم | 21,400     | المنطقة الوسطى   |
| المغار   | 21,300     | المنطقة الشمالية |
| قلنسوة   | 21,000     | المنطقة الوسطى   |
| كفركنا   | 20,800     | المنطقة الشمالية |

### التهديد الديموغرافي المتصور

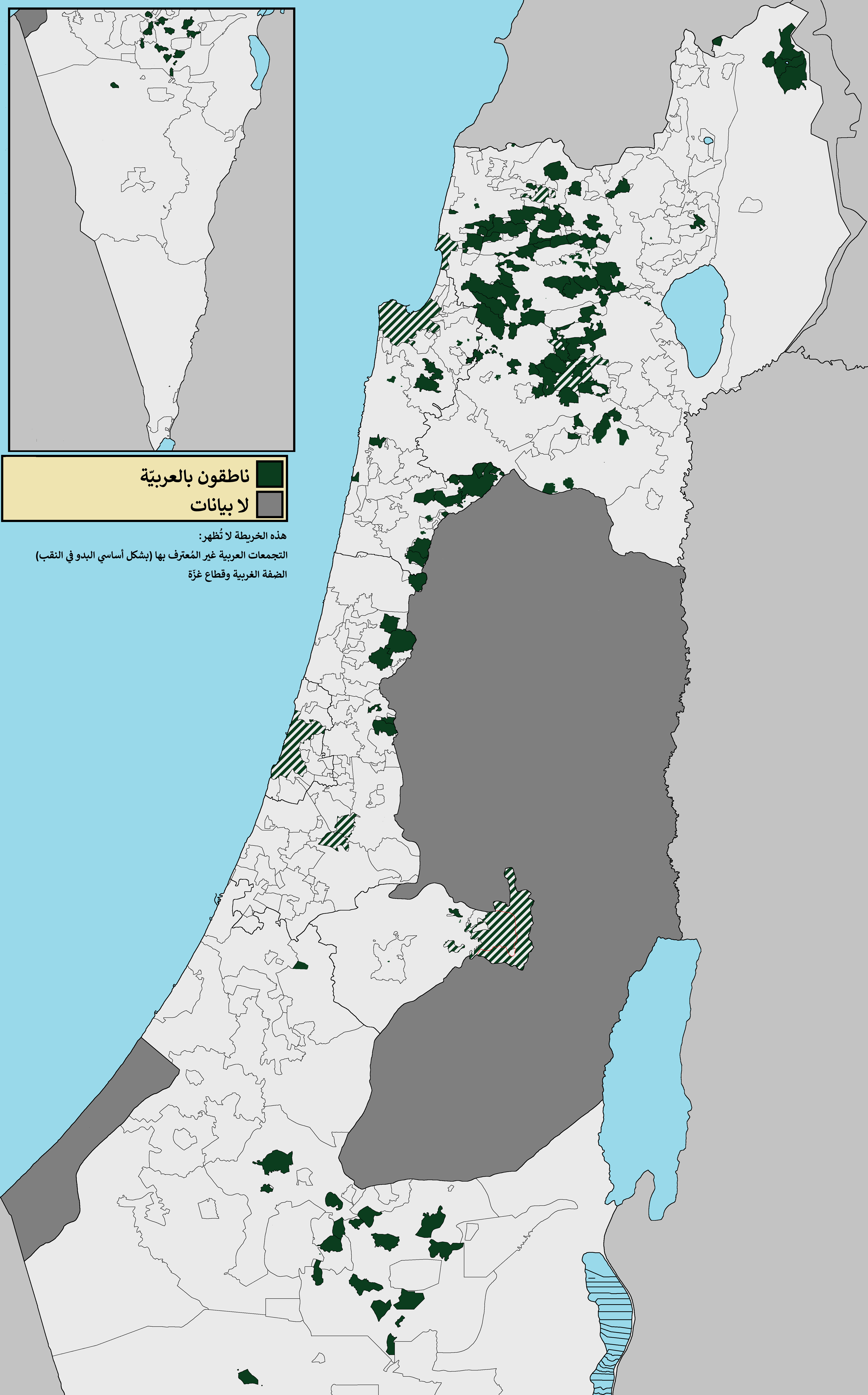
خريطة توضح المناطق العربيَّة في دولة إسرائيل (بما في ذلك القدس الشرقية ومرتفعات الجولان). تُمثل المخططات المدن المختلطة رسمياً (يسكن ما لا يقل عن 2% من العرب في مدن ذات أغلبيّة يهودية).

في الجزء الشمالي من إسرائيل، انخفضت نسبة السكان اليهود. وأصبح الازدياد في أعداد السكان العرب داخل إسرائيل، ومكانة الأغلبية التي يتمتعون بها في منطقتين جغرافيتين رئيسيتين - الجليل والمثلث - نقطة متزايدة من الخلاف السياسي المفتوح في السنوات الأخيرة. يتوقع الدكتور وحيد عبد المجيد، محرر «التقرير الاستراتيجي العربي» الصادر عن الأهرام ويكلي، أنّ: «عرب 1948 (أي العرب الذين بقوا داخل حدود إسرائيل) قد يصبحون أغلبية في إسرائيل في عام 2035، وسيكونون بالتأكيد الأغلبية في عام 2048». بين عرب 48، لدى المُسلمين أعلى معدل مواليد، يليهم الموحدون الدروز، ثم المسيحيين. تُستخدم عبارة «التهديد الديموغرافي» أو «القنبلة الديموغرافية» داخل المجال السياسي الإسرائيلي لوصف النمو السكاني لعرب 48 على أنهم يشكلون تهديداً للحفاظ على مكانة إسرائيل كدولة يهودية ذات أغلبية سكانية يهودية.
صرح المؤرخ الإسرائيلي بيني موريس في عام 2004 بأنه بينما يعارض بشدة طرد عرب 48، إلا أنه في حالة سيناريو «نهاية العالم» وفقاً له والذي فيه تتعرض إسرائيل لهجوم كامل بأسلحة غير تقليدية ولتهديد وجودي، قد يكون الطرد هو الخيار الوحيد. وقارن بيني موريس عرب 48 «بالقنبلة الموقوتة» و«الطابور الخامس المحتمل» من الناحيتين الديمغرافية والأمنية وقال إنهم عرضة لتقويض الدولة في وقت الحرب. ويعتبر العديد من السياسيين الإسرائيليين عرب 48 تهديداً ديموغرافياً وأمنياً.
استخدم بنيامين نتنياهو مصطلح «القنبلة الديموغرافية» في عام 2003 عندما أشار إلى أنه إذا ارتفعت النسبة المئوية للمواطنين العرب عن مستواها الحالي البالغ حوالي 20%، فلن تتمكن إسرائيل من الحفاظ على أغلبية ديموغرافية يهودية. انتُقدت تعليقات نتنياهو باعتبارها عنصرية من قبل أعضاء الكنيست العرب ومجموعة من منظمات الحقوق المدنية وحقوق الإنسان، مثل جمعية الحقوق المدنية في إسرائيل. ويُمكن العثور حتى على التلميحات السابقة «للتهديد الديموغرافي» في وثيقة الحكومة الإسرائيلية الداخلية التي صيغت في عام 1976 والمعروفة باسم مذكرة كنيغ، والتي وضعت خطة لتقليل عدد ونفوذ المواطنين العرب في إسرائيل في منطقة الجليل.
في عام 2003، نشرت صحيفة معاريف الإسرائيلية اليومية مقالًا بعنوان «تقرير خاص: تعدّد الزوجات تهديداً أمنياً»، يعرض بالتفصيل تقريراً قدمه مدير إدارة السكان في ذلك الوقت، هرتزل غيدج؛ وصف التقرير تعدد الزوجات في المجتمع البدوي بأنه «تهديد أمني» ودعا إلى وسائل لخفض معدل المواليد في المجتمع العربي. هيئة إدارة السكان هي دائرة تابعة للمجلس الديموغرافي، والغرض منها، وفقًا لدائرة الإحصاء المركزية الإسرائيلية هو: «... زيادة معدل المواليد اليهود عن طريق تشجيع النساء على إنجاب المزيد من الأطفال باستخدام المنح الحكومية والإعانات السكنية وغيرها الحوافز».
في يناير من عام 2006، رفضت دراسة «القنبلة الزمنية الديموغرافية» التهديد المفترض وذلك بناءً على بيانات إحصائية تُظهر زيادة عدد المواليد اليهود بينما بدأت المواليد العرب في الانخفاض. ولاحظت الدراسة أوجه القصور في التنبؤات الديموغرافية السابقة (على سبيل المثال، في عقد 1960، أشارت التنبؤات إلى أن العرب سيكونون الأغلبية في عام 1990). كما أظهرت الدراسة أن معدلات المواليد بين العرب الدروز والمسيحيين كانت في الواقع أقل من معدلات المواليد اليهود في إسرائيل. واستخدمت الدراسة بيانات من استطلاع أجرته مؤسسة غالوب لإظهار أن حجم الأسرة المرغوب فيه للعرب في إسرائيل والإسرائيليين اليهود كان هو نفسه. وتوقعت الدراسة أنه في عام 2025 سوف يشكل العرب 25% فقط من سكان إسرائيل. وأظهرت دراسة أنه في عام 2010، ارتفع معدل المواليد اليهود بنسبة 31% إلى جانب هجرة 19,000 من يهود الشتات إلى إسرائيل، في حين انخفض معدل المواليد العرب بنسبة 2%.

### تبادل الأراضي والسكان

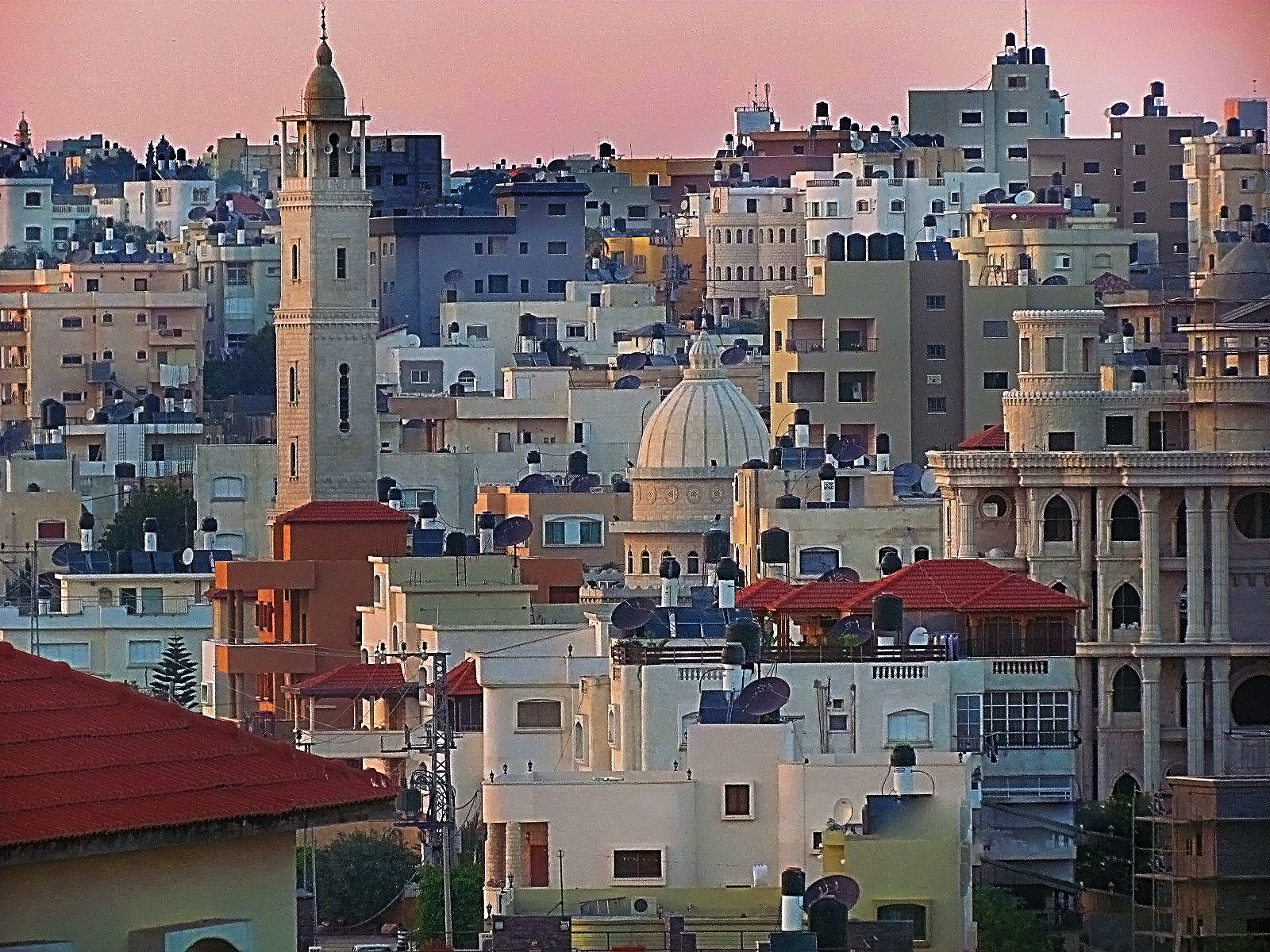
مدينة الطيبة: هناك اقتراح محدد يتمثل في أن تَنقل إسرائيل سيادة جزء من منطقة وادي عارة إلى دولة فلسطينية.

دافع بعض السياسيين الإسرائيليين عن مقترحات لمبادلة الأراضي لضمان أغلبية يهودية مستمرة داخل إسرائيل. هناك اقتراح محدد يتمثل في أن تَنقل إسرائيل سيادة جزء من منطقة وادي عارة والتي يسكنها عرب 48 (غرب الخط الأخضر) إلى دولة فلسطينية في المستقبل، مقابل السيادة الرسمية على «الكتل» الاستيطانية اليهودية الرئيسية التي تقع داخل الضفة الغربية.
أفيغدور ليبرمان من حزب إسرائيل بيتنا، رابع أكبر فصيل في الكنيست السابعة عشر، هو أحد أهم دعاة نقل المدن العربية الكبيرة الواقعة داخل إسرائيل بالقرب من الحدود مع الضفة الغربية (مثل الطيبة وأم الفحم وباقة الغربية)، لسلطة السلطة الوطنية الفلسطينية في مقابل المستوطنات الإسرائيلية الواقعة داخل الضفة الغربية. وفي أكتوبر من عام 2006، انضم حزب إسرائيل بيتنا رسمياً إلى الائتلاف البرلماني للحكومة التي كان يرأسها حزب كاديما. وبعد أن أكد مجلس وزراء إسرائيل تعيين أفيغدور ليبرمان في منصب «وزير التهديدات الاستراتيجية»، استقال ممثل حزب العمل ووزير العلوم والرياضة والثقافة أوفير بينس باز من منصبه. وفي خطاب استقالته إلى إيهود أولمرت، كتب بينس باز: «لم أستطع أن أجلس في حكومة مع وزير يبشر بالعنصرية».
تسببت خطة ليبرمان في إثارة ضجة بين عرب 48، وتشير استطلاعات الرأي المختلفة إلى أن عرب 48 لا يرغبون في الانتقال إلى الضفة الغربية أو غزة إذا تم إنشاء دولة فلسطينية هناك. وفي استطلاع أجرته صحيفة كل العرب لعينة من 1,000 شخص من سكان أم الفحم، عارض 83% من المستطلعين فكرة نقل مدينتهم إلى السلطة الفلسطينية، بينما أيد 11% الاقتراح ولم يعرب 6% عن موقفهم. ومن بين المعارضين للفكرة، قال 54% أنهم يعارضون الانضمام إلى دولة فلسطينية لأنهم يريدون الاستمرار في العيش في ظل نظام ديمقراطي والتمتع بمستوى معيشة جيد. ومن بين هؤلاء المعارضين، قال 18% أنهم راضون عن وضعهم الحالي، وأنهم ولدوا في إسرائيل وأنهم غير مهتمين بالانتقال إلى أي دولة أخرى. وقال 14% من هذه المجموعة نفسها إنهم غير مستعدين لتقديم تضحيات من أجل إقامة دولة فلسطينية. ولم يذكر 11% أي سبب لمعارضتهم.

## الأوضاع الاجتماعيّة

### الاقتصاد

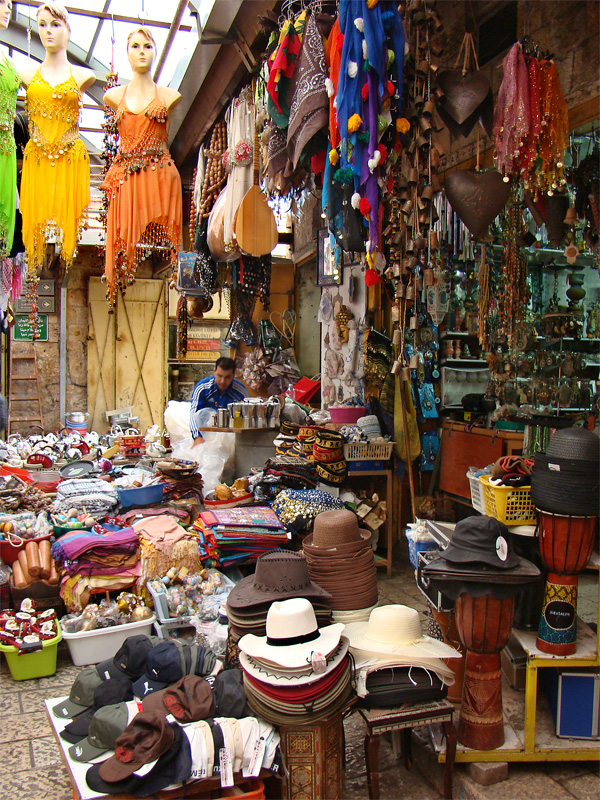
سوق مدينة عكا القديمة. تاريخيًا كان السوق عماد الاقتصاد في فلسطين التاريخية، شهد المجتمع العربي في إسرائيل تحوّل من مجتمع زراعي تقليدي إلى مجتمع صناعي.

أدّى عدم المساواة في تخصيص التمويل العام للاحتياجات اليهودية والعربية، والتمييز في التوظيف على نطاق واسع، إلى عقبات اقتصادية كبيرة على المواطنين العرب في إسرائيل، فنسبة الفقر بين فلسطينيي 48 تبلغ 45% بالمقارنة مع 13% فقط عند البقية من الإسرائيليين بحسب أرقام مؤسس التأمين الوطني الإسرائيلي (2018-2020). وبحسب منظمة «الأقليات في خطر» فإنه وعلى الرغم من التمييز الواضح يتمتع العرب في إسرائيل بأوضاع الاقتصاديّة والاجتماعية لديهم أفضل نسبيا من العرب في الجوار. علمًا أن بعض الفئات العربيّة في إسرائيل تتمتع بثراء نسبي وأفضل حالاً من الناحية الاقتصادية بالمقارنة مع بعض الفئات اليهودية مثل اليهود الشرقيين والمتدينين، على سبيل المثال نسبة المسيحيين العرب الحاصلين على دخل مالي بأكثر من 50,000 شيكل سنويًا هي 77%، ويأتي بعدهم اليهود من أصول أوروبيَّة مع 55% وذلك بحسب إحصائيات بيانات المكتب المركزي للإحصاء سنة 2008.
وكانت السمة الغالبة في التنمية الاقتصادية للمجتمع العربي هي بعد عام 1949 عندما تحول المجتمع من المزارعين والفلاحين في الغالب إلى القوى العاملة الصناعية البروليتارية. ويشار إلى أن التنمية الاقتصادية للمجتمع العربي تميزت في مراحل متميزة. الفترة الأولى، حتى عام 1967 تميزت دخول المجتمع العربي إلى صفوف البروليتاريا. ومن 1967 فصاعدًا، ومع تشجيع التنمية الاقتصادية للسكان العرب، أدت إلى ظهور برجوازية عربية متطورة على هامش البرجوازية اليهودية خصوصاً في الناصرة وحيفا وتل أبيب. ومنذ سنوات 1980 تطور المجتمع العربي اقتصاديًا ولا سيما الطاقات الصناعية.
في عام 2005، من بين 40 مدينة في إسرائيل التي توجد بها أعلى معدلات البطالة، كانت 36 منها مدينة عربية. ووفقاً لإحصائيات البنك المركزي الإسرائيلي لعام 2003، كانت معدلات رواتب العمال العرب أقل بنسبة 29% من العمال اليهود. وتُعزى الصعوبات في الحصول على عمل إلى انخفاض مستوى التعليم نسبياً مقارنة بنظرائهم اليهود، وعدم كفاية فرص العمل في المناطق المجاورة لمدنهم، والتمييز من قبل أرباب العمل اليهود، والتنافس مع العمال الأجانب في مجالات، مثل البناء والتشييد الزراعة. لدى النساء العربيات معدل بطالة أعلى في قوة العمل بالمقارنة مع النساء اليهوديات المتدينات والعلمانيات. في حين أن نسبة الانخراط في سوق العمل بين الرجال العرب كان مساوياً للرجل اليهودي، وجد الإحصائية أن 17% من النساء العربيات مندمجات في سوق العمل. هذا يضع العمالة العربية في 68% من المتوسط الإسرائيلي. لدى الدروز والمسيحيون نسبة عمالة أعلى من المسلمين.

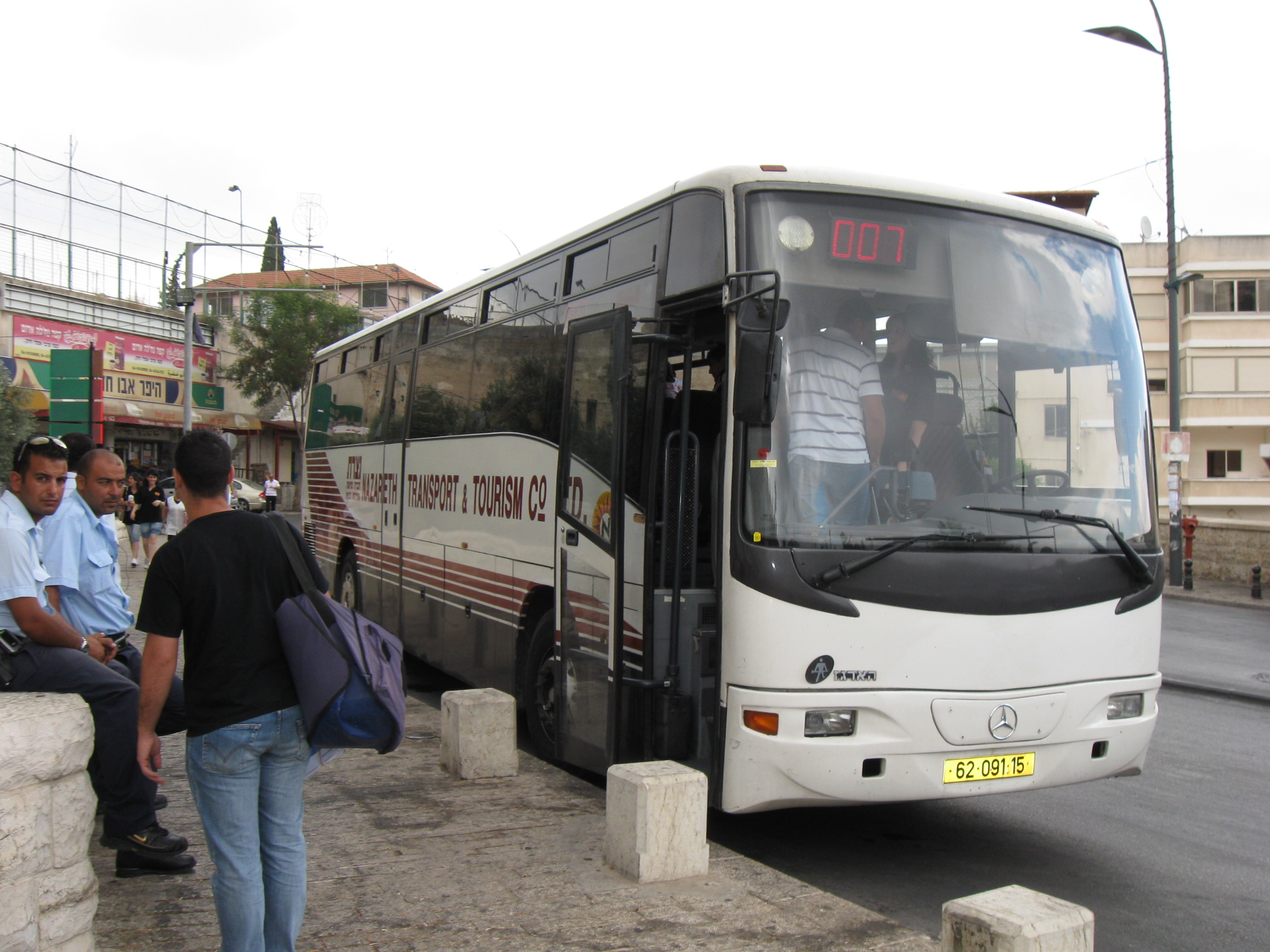
إحدى حافلات مجموعة العفيفي في مدينة الناصرة؛ وهي من أكبر شركات النقل والسياحة لدى عرب 48.

في يوليو عام 2006 صنفت الحكومة جميع المناطق العربية في البلاد باسم 'الفئة أ' وهي مناطق التنمية، مما يجعلها مؤهلة للحصول على مزايا ضريبية. ويهدف هذا القرار لتشجيع الاستثمارات في الوسط العربي. وقال رعنان دينور، مدير عام مكتب رئيس الوزراء، في ديسمبر 2006 أن إسرائيل قد وضع اللمسات الأخيرة لخططً لإنشاء صندوق الأسهم الخاصة بحوالي 160 مليون شيكل للمساعدة في تطوير الشركات في المجتمع العربي في البلاد خلال العقد المقبل. ووفقًا لدينور، فإن الشركات المملوكة من قبل المواطنين العرب في إسرائيل هي مؤهلة للتقدم بطلب إلى الصندوق ليصل إلى 4 ملايين شيكل (952,000 دولار أمريكي)، مما يتيح ذلك إلى الوصول إلى 80 شركات من أجل الحصول على المال على مدى السنوات ال 10 المقبلة.
ذكرت صحيفة نيويورك تايمز في فبراير 2007 أنّ 53% من الأسر الفقيرة في إسرائيل هي أسر عربيَّة. حيث أن غالبية العرب في إسرائيل لا يخدمون في الجيش، وبالتالي هم غير مؤهلين للعديد من المزايا المالية مثل المنح الدراسية والسكن القروض. كما أن لدى العرب كمجموعة أعلى مُلكية للمنازل في إسرائيل: 92.6% مقابل 70% بين اليهود. وفي حين دخل الفرد أقل في المجتمع العربي، وهذه الأرقام لا تأخذ في الاعتبار العمر (متوسط العمر في المجتمع العربي هو أقل من متوسط العام والشباب يكسبون أقل)، وانخفاض نسبة النساء اللواتي ينضمن إلى قوة العمل، والحجم الكبير نسبيًا للأسر العربية.
في مارس عام 2010، وافقت الحكومة الإسرائيلية على خطة تطوير مدتها خمس سنوات بقيمة 216 مليون دولار للقطاع العربي في إسرائيل بهدف زيادة فرص العمل، لا سيما للنساء والأكاديميين. بموجب هذا البرنامج، تمت إضافة حوالي 15,000 موظف جديد إلى قائمة العمل بحلول عام 2014. بحلول عام 2010، شهد مستوى المعيشة بين العرب في إسرائيل تحسناً، مع تزايد في أعداد العرب من الطبقة الوسطى. في عام 2017، ذكرت صحيفة هاآرتس، والتي وصفت العرب «الشباب المهنيين الحضريين الجدد» في إسرائيل، أن العرب، وخاصةً النساء، يتابعون التعليم العالي بأعداد متزايدة، ويبحثون بشكل متزايد عن وظائف من ذوي الياقات البيضاء. وفقًا للبروفيسور عزيز حيدر من الجامعة العبرية في القدس، في عام 2017 كان حوالي 27% من العرب من الطبقة المتوسطة (مقابل 17% قبل عقدين من الزمن) وحوالي 3% كانوا من الأثرياء، وعلى الرغم من أن معظم العرب لا يزالون في الفئات ذات الدخل المنخفض، إلا أن الطبقة الوسطى العربية تتوسع كثيرًا.

#### العمل

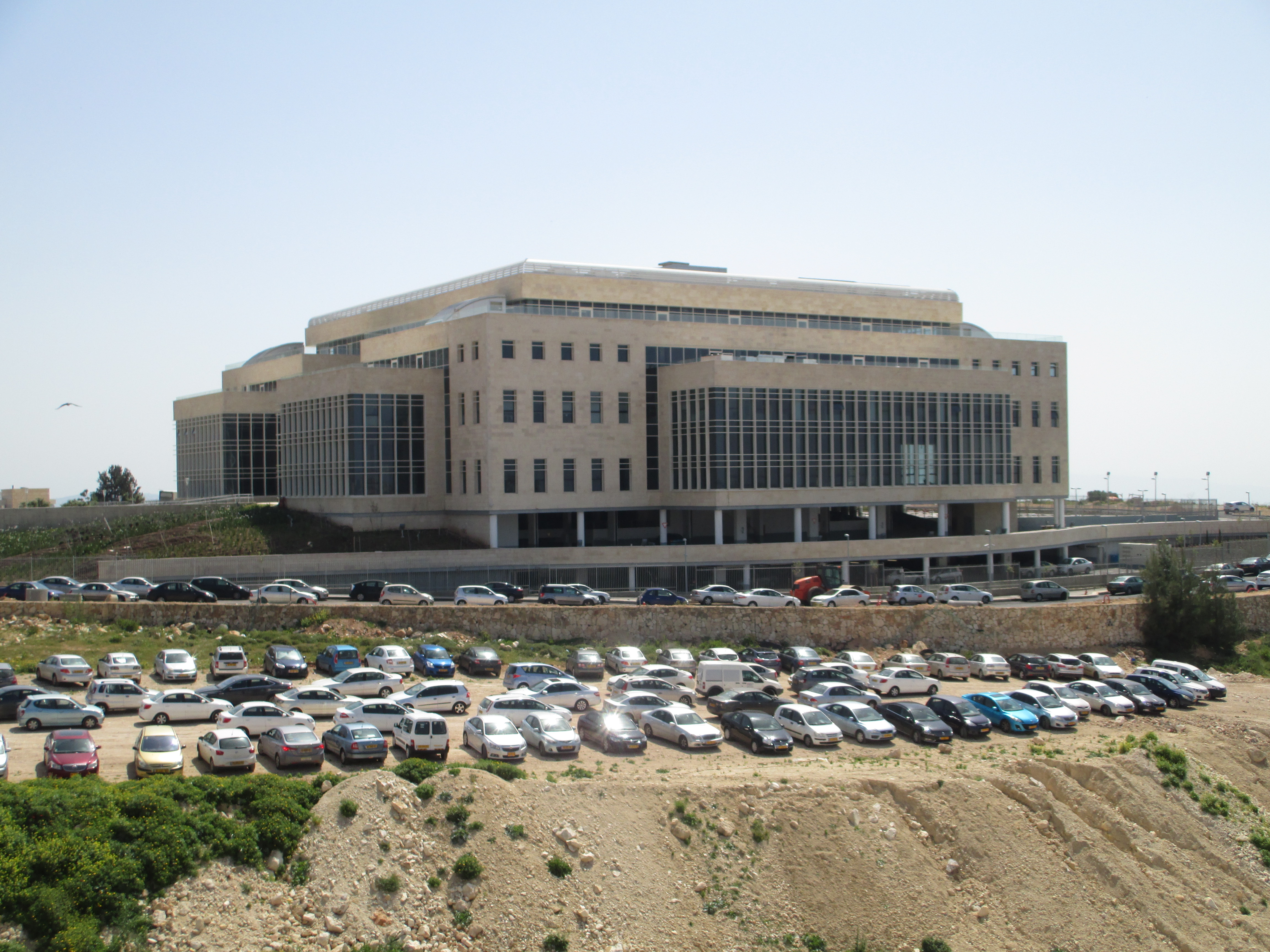
بارك التقنية العالية في الناصرة: في الآونة الأخيرة ازدادت أعداد العرب من العاملين في شركات التقنية العالية.

هناك 36 بلدة عربيّة من بين 40 بلدة في إسرائيل لديها معدلات بطالة عاليّة. ووفقًا للبنك المركزي للإحصاء في إسرائيل لعام 2003، يبلغ متوسط الراتب للعمال العرب أقل 29% من العمال اليهود. يعود ذلك بسبب المستوى المنخفض نسبيًا في التعليم مقارنًة لنظرائهم اليهود، وفرص العمل غير الكافية في محيط بلداتهم والتمييز من قبل أرباب العمل اليهود، والمنافسة مع العمال الأجانب في مجالات مثل البناء والزراعة. لدى المرأة العربية معدل بطالة أعلى في قوة العمل بالنسبة إلى النساء اليهوديات المتدينات والعلمانيّات على حد سواء. في المجمل 68% من عرب 48 مشتركون في القوى العاملة المدنية وتختلف النسب داخل المجتمع العربي حسب إحصائيات بيانات المكتب المركزي للإحصاء سنة 2011 تبين أنّ 37.9% من المسلمين مشتركون في القوى العاملة المدنية وحوالي 36.7% من الدروز بالمقابل حوالي 58% من المسيحيون مشتركون في القوى العاملة المدنية وهي نسبة مشابه للوسط اليهودي، وتصل نسبة الرجال المسيحيين المشتركين في القوى العاملة إلى 64.2% وبين النساء إلى 52.0%، وهي أعلى بالمقارنة مع كل من المسلمين والدروز، إذ يميل المسيحيون في إسرائيل أن يشغلوا في مهن الياقات البيضاء أو في مجال الأعمال التجارية وفي المجالات الأكاديمية، في حين يميل المجتمع الدرزي العربي إلى العمل في أجهزة الأمن الإسرائيلية. بين عرب 48، تميل الأسر المسيحية أن تمتلك على أعلى دخل مالي في حين تميل الأسر البدوية أن يكون لديها أقل دخل مالي.
تصل نسبة البطالة بين اليهود حوالي 6.5% (6.6% بين الرجال و6.3% بين النساء)؛ في حين تصل نسبة البطالة بين مجمل عرب 48 إلى حوالي 25%، وترتفع نسبة البطالة بين المجتمع العربي المسلم الفلاحي والبدوي، في حين تقل نسبة البطالة بين الدروز، والمسيحيين بحيث أنّ نسبة العاطلين عن العمل بين المسيحيين العرب لا تتعدى 4.3% (4.5% بين الرجال و4.0% بين النساء). ويعاني المجتمع البدوي في إسرائيل من ارتفاع البطالة حيث أصدرت مديرية الأبحاث والاقتصاد التابعة لوزارة التجارة والصناعة والتشغيل، دراسة بحثية شاملة حول أوضاع العرب البدو في النقب حتى العام 2009، جاء فيها أن 38.2% فقط من القادرين على العمل مشاركون في القوى العاملة في المرافق الاقتصادية المختلفة في إسرائيل، كما أنه يحتل البدو المرتبة الأخيرة في سلم التدريج الاجتماعي الاقتصادي في إسرائيل، حيث أنَّ نسب البطالة في هذا الوسط هي أعلى من تلك الموجودة في المجتمع الإسرائيلي ونسب اكتساب الثقافة هي قليلة بالمقارنة مع مجمل السكان في إسرائيل.

### الصحة

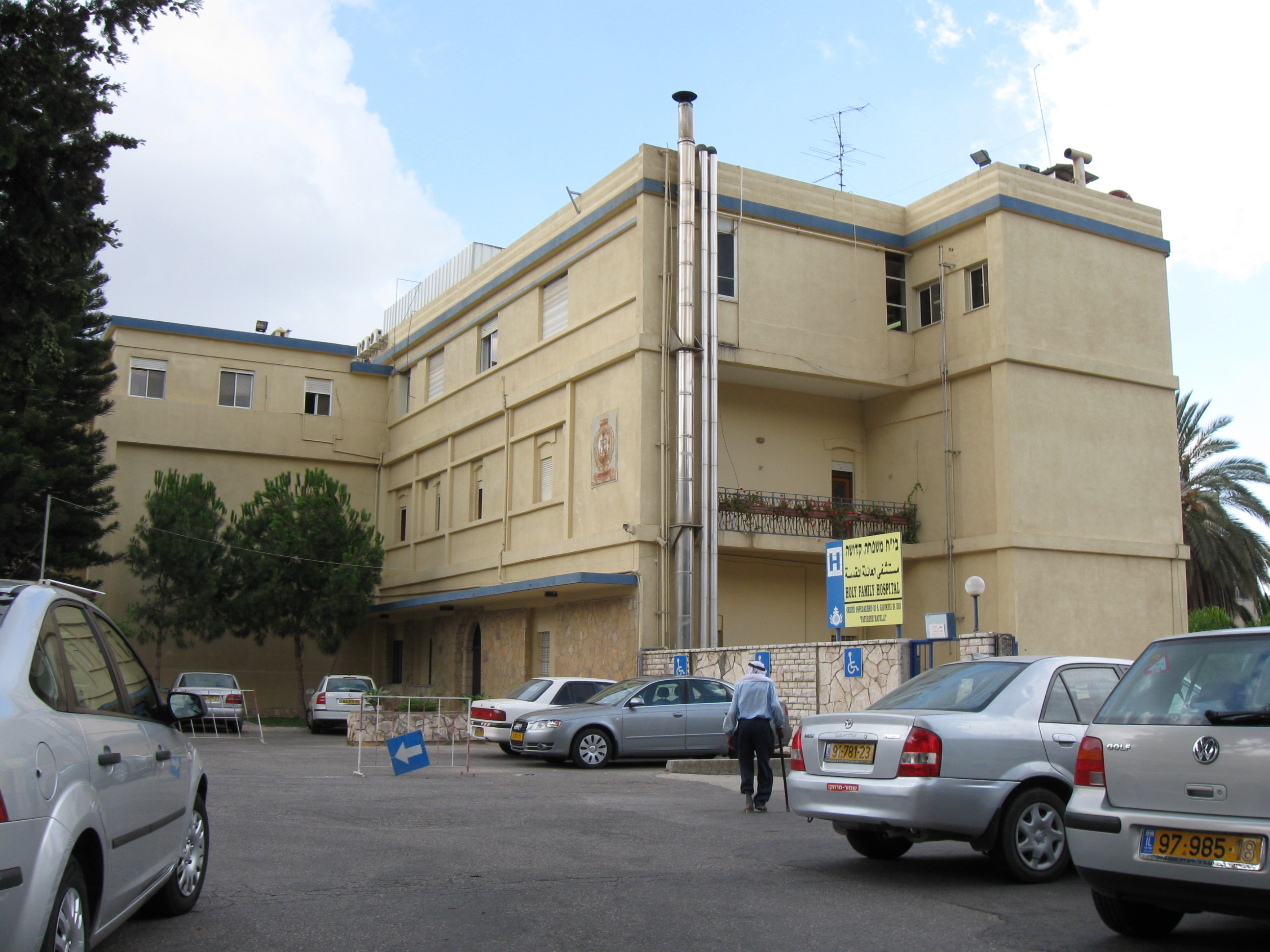
مستشفى العائلة المقدسة وهو من أقدم المستشفيات العربيّة في مدينة الناصرة.

الأسباب المتعلقة بالوفاة الأكثر شيوعًا في المجتمع العربي هي أمراض القلب والسرطان. تقريبًا تم تشخيص 14% من العرب في إسرائيل ممن يعانون من مرض السكري في عام 2000. حوالي نصف الرجال العرب يدخنون. متوسط العمر المتوقع زادت 27 عامًا منذ عام 1948. ويرجع ذلك إلى حد كبير إلى التحسينات في مجال الرعاية الصحية، حيث انخفض معدل وفيات الرضع من العرب من 32 حالة وفاة لكل ألف ولادة في عام 1970 إلى 8.6 في الألف في عام 2000. وفي عام 2003، كان معدل وفيات الرضع بين المواطنين العرب عموماً 8.4 لكل ألف، أي أكثر من ضعف المعدل 3.6 لكل ألف بين السكان اليهود. ومع ذلك، فإن معدل وفيات الرضع البدو لا يزال هو الأعلى في إسرائيل، بل وواحدة من أعلى المعدلات في العالم المتقدم. وفي ميزانية عام 2002، خصصت وزارة الصحة الإسرائيلية أقل من 1% من ميزانيتها البالغة 277 مليون شيكل (35 مليون جنيه إسترليني) لتطوير مرافق الرعاية الصحية الخاصة بالمجتمعات العربية.
تدير المؤسسات المسيحية العربية في إسرائيل أربعة مستشفيات، وتدير الكنيسة الكاثوليكية منها ثلاثة وهي مستشفى العائلة المقدسة ومستشفى القديس منصور دي بول في الناصرة والمستشفى الإيطالي في حيفا، ويدير البروتستانت مستشفى الناصرة، والذي يتبعه أيضًا مدرسة التمريض، يذكر أن مدرسة التمريض تمنح عند التخرج للطلاب شهادة من وزارة التعليم والتي تؤهل الطلاب لامتحان الرخصة للعمل في مجال التمريض. على الرغم من حقيقة أن العرب يشكلون 20% من إجمالي سكان إسرائيل، فقد شكلوا في عام 2015 حوالي 35% من مجمل الأطباء في إسرائيل، ووفقاً لدراسة أجرتها جامعة تل أبيب، يُمثل العرب حوالي 35% من مجمل الصيادلة في إسرائيل. ولدى عرابة البلدة العربيَّة واحدة من أعلى أعداد الأطباء للفرد في العالم.

### التعليم

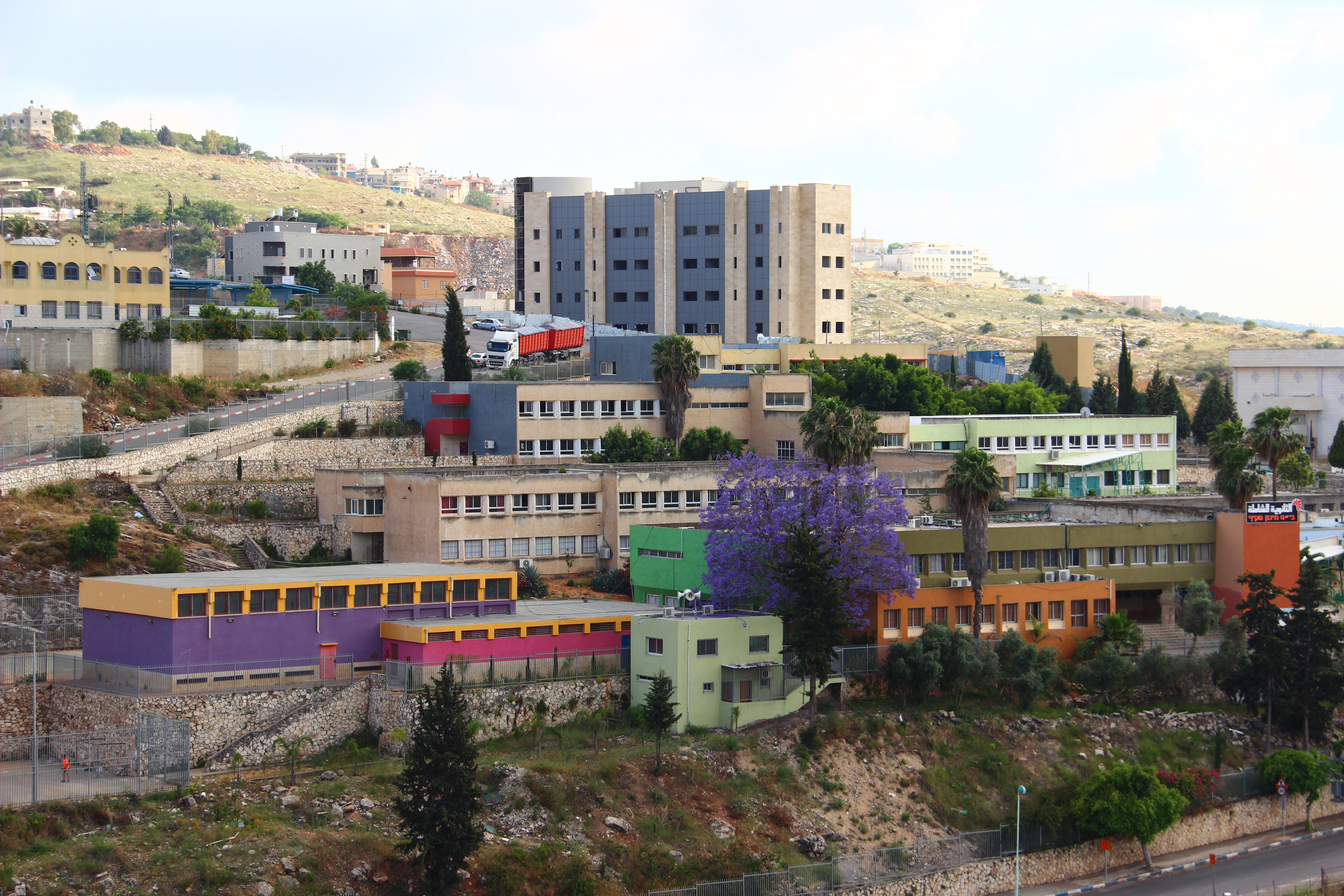
المدرسة الثانوية الشاملة في مدينة أم الفحم.

تنظم الحكومة الإسرائيلية وتمول معظم المدارس العاملة في البلاد، بما في ذلك غالبية المدارس الخاصة والتي تسمى في الأوساط العربية المدارس الأهلية. النظام المدرسي الوطني يضم اثنين من الفروع الرئيسية الفرع الناطق باللغة العبرية، والفرع الناطق بالعربية. تتطابق المناهج المدرسيّة تقريبًا في الرياضيات، والعلوم، واللغة الإنجليزية. في حين تختلف المناهج في العلوم الإنسانية (التاريخ والأدب وغيرها). في حين يتم تدريس اللغة العبرية كلغة ثانية في المدارس العربية منذ الصف الثالث وهي مادة إجبارية ويمتحن فيها الامتحانات النهاية للعام الدراسي، بالمقابل يتم تدريس فقط القليل من اللغة العربية في المدارس العبرية، وعادة بين الصف السابع إلى الصف التاسع. واللغة العربية ليست إلزامية لامتحانات الشهادة الثانوية العامة في المدارس الناطقة باللغة العبرية. الانقسام في لغة التعليم تبدأ مرحلة ما قبل المدرسة، وحتى نهاية المرحلة الثانوية. على المستوى الجامعي معظم المواد التدريسيّة يتم تدريسها باللغة العبرية والإنجليزية.
في عام 2001، وصفت هيومن رايتس ووتش المدارس العربية التي تديرها الحكومة بأنها «عالم بعيد عن المدارس اليهودية التي تديرها الحكومة». وفي التقرير فروق ملحوظة تقريباً في كل جميع جوانب النظام التعليميّ. وفي عام 2005 وجدت لجنة المتابعة للتعليم العربي أن الحكومة الإسرائيلية أنفقت في المتوسط 192 دولار سنويًا على الطلاب العرب بالمقارنة إلى 1,100 دولار للطلاب اليهود. وبلغ معدل التسرب للعرب ضعفي لليهود (12% مقابل 6%). كان هناك نقص 5,000 فصل دراسي في الوسط العربي.

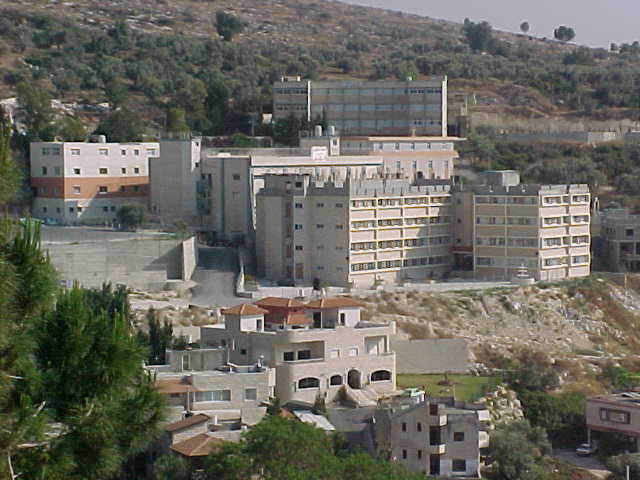
كليّة مار إلياس الثانويَّة في إعبلين.

وفقاً لتقارير وزارة الخارجية الأميركية عام 2004 بشأن ممارسات حقوق الإنسان في إسرائيل والأراضي المحتلة، "كان تمثيل عرب إسرائيل تمثيلًا ناقصًا في الهيئات الطلابية وكليات معظم الجامعات وأعلى الرتب المهنية والتجارية. وغالبَا ما تعثر على العرب ذوي المستوى التعليمي العالي القدرة على العثور على وظائف تتناسب مع مستواهم التعليمي. ووفقا لجمعية سيكوي، ما يقرب من 60 إلى 70 من أعضاء هيئة التدريس الجامعي في البلاد الذي يصل عددهم إلى 5,000 هم من العرب. وحسب إحصائيات بيانات المكتب المركزي للإحصاء سنة 2008 تبيّن أن 49% من الطلاب المسلمين و48% من الطلاب الدروز و67% من التلاميذ المسيحيين حصلوا على شهادة البجروت أو شهادة الثانوية العامة الإسرائيلية، بالمقابل حصل 56% من الطلاب اليهود على شهادة البجروت أو شهادة الثانوية العامة الإسرائيلية. العديد من المدارس المسيحية والكاثوليكية العربية في إسرائيل هي جزء من هذه المؤسسات والمدراس الأفضل في الوسط العربي، ويُطلق عليها "مدارس النُخبة"، ومن أبرزها المدرسة الإكليركيّة المطران ومدرسة راهبات مار يوسف والمدرسة المعمدانيَّة في الناصرة، والكلَّية الأرثوذكسيّة العربيَّة في حيفا.
حسب امتحان بيزا هو امتحان دولي يُقارن تحصيل الطلاب في مجالات القراءة، العلوم والرياضيات في 64 دولة ويهدف أن يفحص جاهزية الطلاب للحياة البالغة، أي قدرتهم على مواجهة الحياة والمنافسة في سوق العمل في المستقبل. فقد كانت نتائج الامتحان الأخير الذي أجري ضعيفة جدًا لكل طلاب إسرائيل عرباً ويهوداً. وقد أدرجت إسرائيل في المكان 41 في العلوم وفي المكان 36 في القراءة وفي المكان 41 في الرياضيات. هذه النتائج تدل على ضعف جهاز التعليم في إسرائيل عمومًا، مقارنةً مع العالم الغربي، وفي الوسط العربي خصوصًا ففي امتحان القراءة الذي يفحص مهارات مثل فهم، تحليل واستنتاج من نصوص مقروءة كان معدل الطلاب العرب 382 من أصل 800 نقطة. وفي الرياضيات كان معدل الطلاب العرب 367 نقطة من أصل 800 نقطة.

#### التعليم العالي

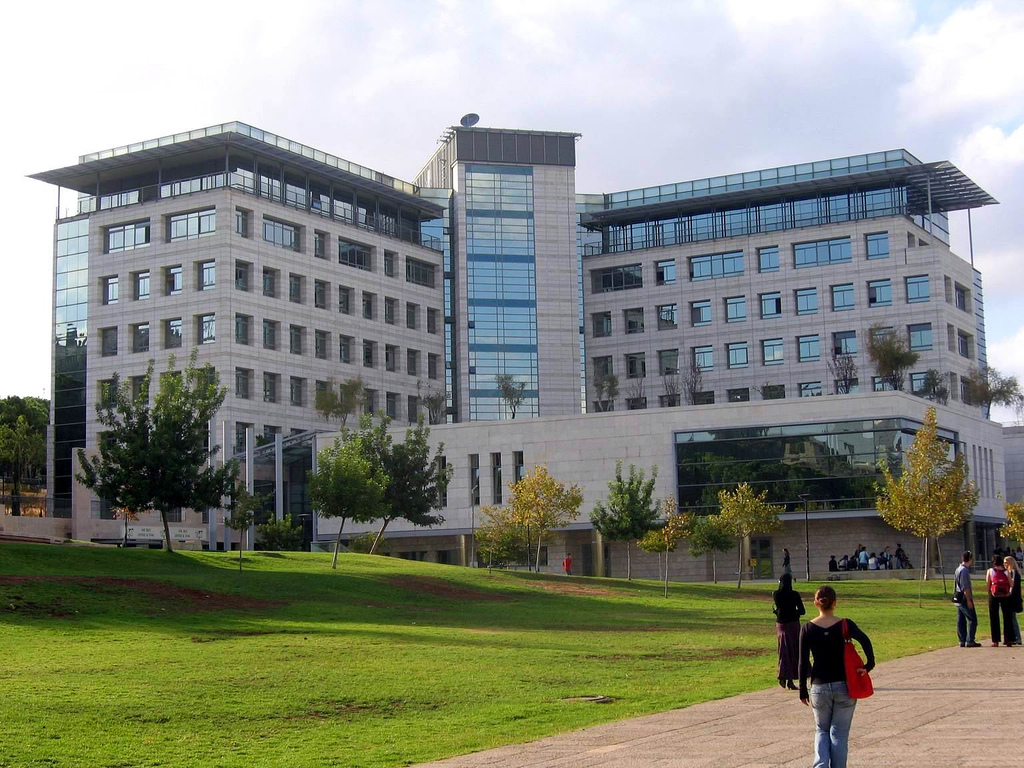
جامعة تخنيون وهي من جامعات النخبة في إسرائيل، تبلغ نسبة العرب فيها 20%.

ما يقرب من نصف الطلاب العرب ممن نجحوا في امتحان شهادة الثانوية العامة فشلوا في الحصول على مكان في التعليم العال وذلك بسبب صعوبات اختبار البسيخومتري، وذلك مقابل من 20% من المتقدمين اليهود. ويعتقد خالد عرار، وهو أستاذ في كلية بيت بيرل، أنّ اختبار البسيخومتري هو منحاز ثقافيًا: «ظلت الفجوة في الدرجات بين الطلاب العرب واليهود ثابتة -وهي أكثر من 100 نقطة من 800 - منذ عام 1982». عامل إضافي يفسر الفرق بين تحصيل الطالب العربي واليهودي، هو معدل جيل المتقدمين للامتحان. ففي حين أن الغالبية الساحقة من اليهود تتقدم للامتحان بعد إنهاء فترة التجنيد الإلزامي أي في جيل 23-22 سنة، فإن غالبية الطلاب العرب يتقدمون للامتحان في جيل 18-17 سنة وهذا العامل له تأثير بالغ على توجه الطالب وتعامله مع الامتحان.
بين عرب 48 تميل العائلات المسيحية إلى أن تكون الأكثر تعليماً، في حين أن المُسلمين البدو هم الأقل تعليماً؛ حيث بلغت نسبة خريجي الجامعات والحاصلين على شهادة جامعية عام 2010 نحو 63% بين المسيحيين العرب، مقابل 58% بين اليهود، و46% بين المسلمين. وأظهرت الإحصائيات أن 2.5% من الطلاب المسيحيين العرب يدرسون الطب، بما يعادل 3 أضعاف نظرائهم بين اليهود. فضلاً عن أن عدد المسيحيات العربيات اللاتي يدرسن للحصول على درجات أكاديمية عالية أكبر بكثير من بقية شرائح المجتمع الإسرائيلي. يميل المجتمع الدرزي أيضاً إلى أن يكون مجتمع متعلم، حيث أن منذ عام 2000 زاد عدد الطلاب الدروز في الكليات والجامعات الإسرائيلية بأكثر من ثلاثة أضعاف.
في الفترة الأخيرة، هناك تغيير ملحوظ يحدث في الجامعات الأفضل في إسرائيل. إن عدد الطلاب الجامعيين، وخاصةً الطالبات الجامعيات آخذ بالازدياد وهكذا تزداد تحصيلات العرب في إسرائيل. في عام 2001، كان الطلاب الجامعيون العرب يشكلون 11% من إجمالي الطلاب في المؤسسة التعليمية، وفي عام 2005 طرأ ازدياد إضافي ليشكلوا 15% من إجمالي الطلاب. في عام 2012، استمرت الزيادة ووصلت إلى 18% من إجمالي الطلاب وفي عام 2013 اجتازت نسبتهم 20% ووصلت إلى 21% من إجمالي الطلاب في المؤسسة التعليمية. الحديث عن تمثيل لائق للسكان العرب في إسرائيل كلها (يشكل العرب في إسرائيل 21% من إجمالي السكان في إسرائيل). وتبيّن أنّ نحو 20% من طلاب التخنيون في حيفا هم من عرب 48، وهي نسبة تساوي حصّتهم من السكان (استطلاع أجري عام 2012). وفي عام 2015 كان حوالي 35% من مجموع الأطبّاء في إسرائيل اليوم هم من العرب بالإضافة إلى 35% من الصيادلة.

## السياسة

### الأحزاب السياسية العربية

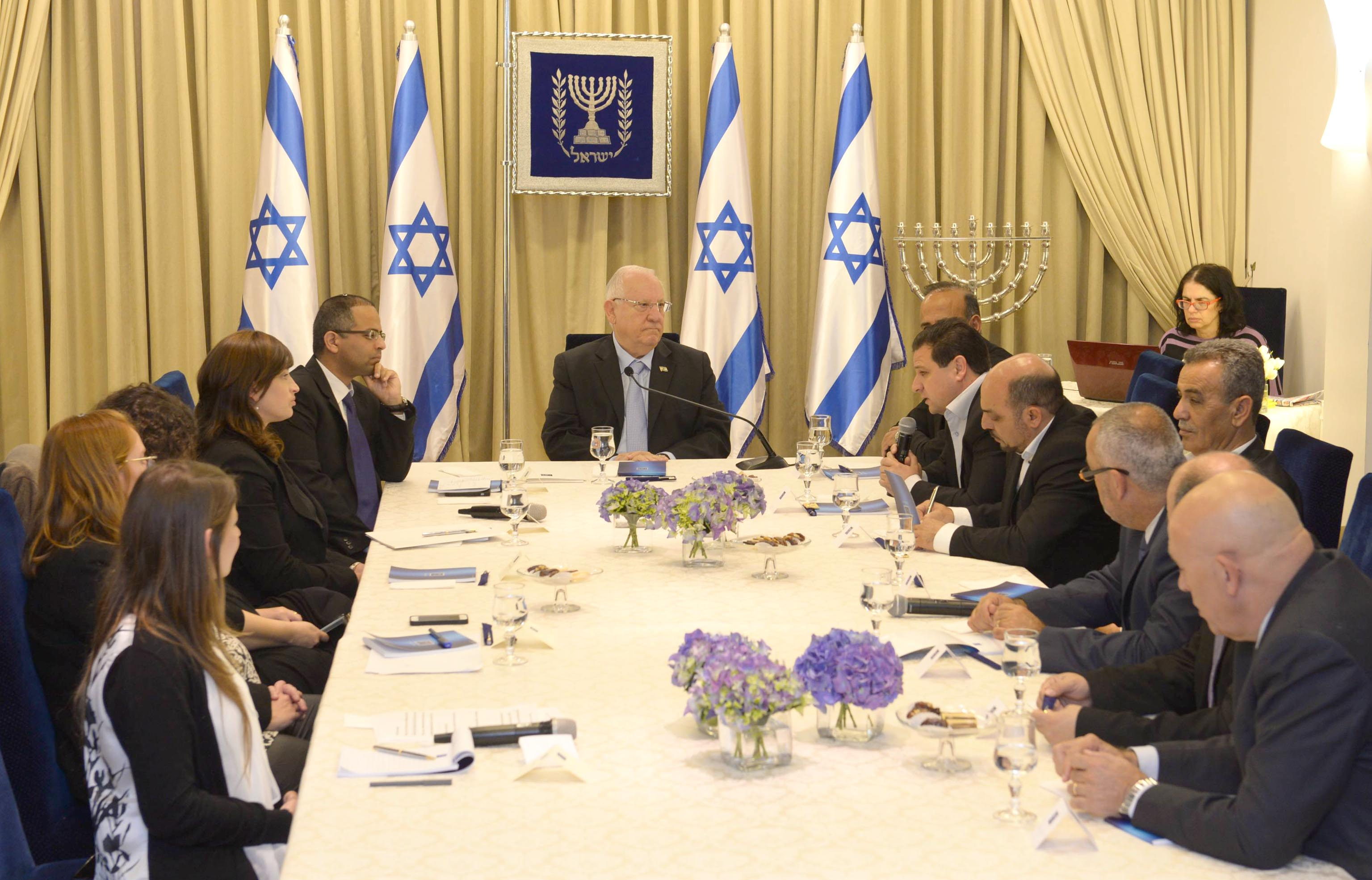
أعضاء في القائمة المشتركة مع الرئيس رؤوفين ريفلين، بعد الانتخابات في عام 2015.

هناك ثلاثة أحزاب عربية رئيسية في إسرائيل: الجبهة الديمقراطية للسلام والمساواة وهو حزب عربي يهودي مشترك مع وجود عربي كبير، والتجمع الوطني الديمقراطي، والقائمة العربية الموحدة وهي ائتلاف يضم العديد من المنظمات السياسية المختلفة بما في ذلك الحركة الإسلامية في إسرائيل. بالإضافة إلى ذلك، هناك الحركة العربية للتغيير. كل هذه الأحزاب تمثل في المقام الأول المصالح العربية الإسرائيلية والفلسطينية، كما أن الحركة الإسلامية هي منظمة إسلامية ذات فصيلين: واحد يعارض وجود إسرائيل، والآخر يعارض وجودها كدولة يهودية. خاض حزبان عربيان الانتخابات الأولى لإسرائيل عام 1949، وفاز واحد منها وهي القائمة الديمقراطية للناصرة، بمقعدين. حتى عقد 1960، كانت جميع الأحزاب العربية في الكنيست متحالفة مع الحزب الحاكم ماباي.
أقلية من العرب تنضم وتصوت لصالح الأحزاب الصهيونية. في انتخابات عام 2006، ذهبت 30% من الأصوات العربية إلى هذه الأحزاب، بالمقارنة مع 25% في عام 2003، رغم انخفاضها بالمقارنة مع الانتخابات عام 1999 (31%)، وعام 1996 (33%). الأحزاب الصهيونية اليسارية (مثل حزب العمل الإسرائيليوميرتس، وأمة واحدة سابقاً) هي الأحزاب الأكثر شعبية بين العرب، رُغم أنَّ بعض الدروز قد صوتوا أيضاً للأحزاب الصهيونية اليمينية مثل الليكود وحزب إسرائيل بيتنا، وكذلك حزب كاديما الوسطي.
الأحزاب التي يهيمن عليها العرب عادةً لا تنضم إلى الائتلافات الحاكمة. ومع ذلك، تاريخياً، شكلت هذه الأحزاب تحالفات مع أحزاب إسرائيلية حمائم وعززت تشكيل حكوماتها بالتصويت معها من المعارضة. لدى الأحزاب العربية الفضل في إبقاء رئيس الوزراء إسحاق رابين في السلطة، وقد اقترحوا أن يفعلوا الشيء نفسه بالنسبة لحكومة يقودها زعيم حزب العمل إسحاق هرتصوغ ومفاوضة السلام تسيبي ليفني. وجد استطلاع للرأي أجرته صحيفة هاآرتس عام 2015 أن غالبيَّة عرب 48 يرغبون في انضمام أحزابهم، ثم الترشيح على قائمة مشتركة، إلى الائتلاف الحاكم.
في 23 يناير 2015 أعلن عن تشكيل القائمة المشتركة، كتحالف يضم أربع قوائم تمثل الجماهير العربية في إسرائيل، في اعقاب رفع نسبة الحسم والإعلان عن انتخابات مبكرة عام 2015، وضمت الجبهة الديمقراطية للسلام والمساواة، والتجمع الوطني الديمقراطي، والقائمة العربية الموحدة، والحركة العربية للتغيير، خاض هذا التحالف الانتخابات التشريعية العشرين للكنيست الإسرائيلية، وحصل على 13 مقعدًا، وكانت هذه وهي المرة الأولى التي تتقدم فيها الأحزاب العربية بقائمة موحدة إلى انتخابات الكنيست. تم الإعلان عن القائمة وتركيبتها في الناصرة في 23 يناير 2015، برئاسة ايمن عودة مرشح الجبهة الديمقراطية للسلام والمساواة، وتميزت تركيبتها كذلك بانها جمعت بين إسلاميين وعلمانيين وليبراليين، ونسويين/ات، وقوميين واشتراكيين، وضمّت أيضاً نواباً مسلمين ومسيحيين ودروز ويهوداً، وتمثيل جغرافي للشمال والمركز والجنوب، وتمثيل للمدن وللقرى. نص الاتفاق على ترتيب المقاعد الأحد عشر الأولى لولاية كاملة فيما يتم التناوب على المقاعد الثاني عشر والثالث عشر. في مطلع عام 2019 فشلت جهود إبقاء الأحزاب الأربعة ضمن قائمة واحدة، وفي 21 فبراير من عام 2019، أعلن عن خوض الانتخابات في قائمتين منفصلتين احداها تضم الجبهة الديمقراطية والحركة العربية للتغيير والثانية تضم الحركة الإسلامية والتجمع الوطني الديمقراطي.

### التمثيل في الكنيست
جلس العرب الفلسطينيين في أول مجلس برلماني في الدولة في عام 1949. في عام 2011، كان 13 من أصل 120 عضواً في البرلمان الإسرائيلي من المواطنين العرب، ويمثل معظمهم الأحزاب السياسية العربية، إلى قاضي واحد قضاة المحكمة العليا في إسرائيل عربي. وتضمنت انتخابات عام 2015 18 عضواً عربياً في الكنيست. إلى جانب 13 عضوًا في القائمة المشتركة، كان هناك خمسة برلمانيين عرب ممثلون في الأحزاب الصهيونية، وهو أكثر من ضعف عددهم في الكنيست السابقة.
يخضع بعض أعضاء الكنيست العرب، في الماضي والحاضر، للتحقيق من قبل الشرطة لزياراتهم إلى بلدان حددها القانون الإسرائيلي كدول معادية. تم تعديل هذا القانون بعد زيارة عضو الكنيست محمد بركة إلى سوريا في عام 2001، بحيث يتعين على أعضاء الكنيست طلب إذن صريح لزيارة هذه الدول من وزير الداخلية. في أغسطس من عام 2006، زار أعضاء الكنيست من التجمع الوطني الديمقراطي، وهم كل من عزمي بشارة وجمال زحالقة وواصل طه سوريا دون طلب أو الحصول على هذا الإذن، وبدأ تحقيق جنائي في تصرفاتهم. تم استجواب عضو عربي سابق في الكنيست محمد ميعاري في 18 سبتمبر من عام 2006 من قبل الشرطة للاشتباه في دخوله دولة معادية دون إذن رسمي. وتم استجوابه «بحذر» لمدة ساعتين ونصف الساعة في محطة بتاح تكفا عن زيارته الأخيرة إلى سوريا. كما تم استدعاء عضو عربي سابق آخر في الكنيست، وهو محمد كنعان، لاستجواب الشرطة بشأن الرحلة نفسها. في عام 2010، زار ستة من أعضاء الكنيست العرب ليبيا، وهي دولة عربية معادية للصهيونية بشكل صريح، واجتمعوا مع معمر القذافي والعديد من كبار المسؤولين الحكوميين. وحثهم القذافي على البحث عن حل الدولة الواحدة، وعلى «مضاعفة» العرب من أجل مواجهة أي «مؤامرات» لطردهم.
طبقاً لدراسة أجرتها الجمعية العربية لحقوق الإنسان بعنوان «إسكات المعارضة»، خلال الفترة من عام 1999 إلى عام 2002، تعرض ثمانية من تسعة من أعضاء الكنيست العرب آنذاك للضرب على أيدي القوات الإسرائيلية خلال المظاهرات. في الآونة الأخيرة، وفقًا للتقرير، صدر تشريع، بما في ذلك ثلاثة قوانين انتخابية، وقانونان متصلان بالكنيست يهدفان إلى «كبح حق الأقلية (السكان العرب) كثيرًا في اختيار ممثل عام ولهؤلاء الممثلين لتطوير برامج سياسية مستقلة والقيام بواجباتها».

### التمثيل في مجال الخدمة المدنية
في مجال التوظيف العام، بحلول نهاية عام 2002، كان 6% من 56,362 من موظفي الخدمة المدنية الإسرائيليين من العرب. وفي يناير من عام 2004، أعلن رئيس الوزراء أرييل شارون أن كل شركة تديرها الدولة يجب أن يكون لها على الأقل مواطن عربي إسرائيلي في مجلس إدارتها.

### التمثيل في المناصب السياسية والقضائية والعسكرية

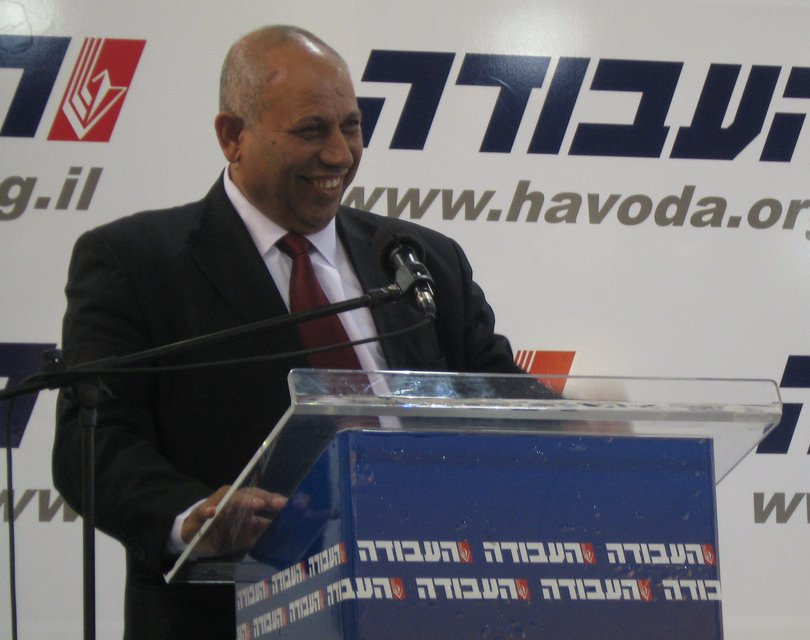
غالب مجادلة، أول وزير عربي مسلم في حكومة إسرائيلية.

- الحقائب الوزارية: أصبح نواف مصالحة، أول مُسلم عربي تسلم حقيبة وزارية في الحكومة الإسرائيلية عندما عُيَّن نائب وزير الصحة من قبل اسحق رابين في عام 1992.[266] وحتى عام 2001، لم يتم ضم أي عربي في حكومة رئيس الوزراء. في عام 2001، تغير هذا الوضع، عندما تم تعيين صالح طريف، المواطن العربي الدرزي عضواً في حكومة شارون دون حقيبة. طُرد طريف في وقت لاحق بعد إدانته بالفساد.[267] وفي عام 2007، عُين أول وزير عربي غير درزي في تاريخ إسرائيل، غالب مجادلة، وزيراً بدون حقيبة، وبعد شهر عُين وزيراً للعلوم والثقافة والرياضة.[61][268] انتقد الإسرائيليين اليمينيين المتطرفين تعيين مجادلة، لكن أثار هذا إدانة عبر الطيف السياسي الإسرائيلي السائد.[62][269] وفي الوقت نفسه، وصف المشرعون العرب التعيين بأنه محاولة «لتبييض سياسات إسرائيل التمييزية ضد الأقلية العربية».[270][271]
- الكنيست: تم انتخاب مواطنين عرب إسرائيل لكل كنيست، ويشغلون حالياً 17 مقعدًا من أصل 120 مقعدًا. كانت أول عضو عربي في البرلمان هي حسنية جبارة، وهي مسلمة عربية من الطيبة، وتم انتخابها في عام 1999.[272]
- المحكمة العليا: كان عبد الرحمن زعبي، أول عربي في المحكمة العليا الإسرائيلية، خدم لمدة 9 أشهر في عام 1999. وفي عام 2004، أصبح سليم جبران، وهو عربي مسيحي من حيفا، أول عربي يشغل منصب دائم في المحكمة. وتكمن خبرة جبران في مجال القانون الجنائي.[273] وشغل جورج القرا، وهو عربي مسيحي من يافا، منصب قاضي محكمة تل أبيب المحلية منذ عام 2000. وكان رئيساً في محاكمة موشيه كتساف. في عام 2011، تم ترشيحه كمرشح للمحكمة العليا الإسرائيلية.[274]
- الخدمة الخارجية: أصبح علي يحيى أول سفير عربي لإسرائيل في عام 1995 عندما عُيَّن سفيراً لدى فنلندا. وخدم حتى عام 1999، وفي عام 2006 عُيَّن سفيراً في اليونان. ومن بين السفراء العرب الآخرين وليد منصور، وهو درزي، عُين سفيراً في فيتنام عام 1999، ورضا منصور، وهو أيضاً درزي، سفير سابق في الإكوادور. ومحمد مصاروة كان القنصل العام في أتلانتا. في عام 2006، تم تعيين إسماعيل خالدي قنصلًا إسرائيليًا في سان فرانسيسكو، ليصبح أول قنصل بدوي لدولة إسرائيل.[275]
- قوات الدفاع الإسرائيلية: الجنرالات العرب في الجيش الإسرائيلي هم اللواء حسين فارس قائد شرطة الحدود الإسرائيلية، واللواء يوسف مشلب قائد قيادة الجبهة الداخلية والمنسق الحالي للأنشطة الحكومية في المناطق. ومن الضباط الآخرين رفيعي المستوى في الجيش الإسرائيلي هم المقدم أموس ياركوني من المجتمع البدوي.
- الشرطة الإسرائيلية: في عام 2011، أصبح جمال حكروش أول نائب مسلم عربي المفتش العام في الشرطة الإسرائيلية. وقد شغل سابقاً منصب قائد المنطقة في منطقتين.[276]
- الصندوق القومي اليهودي: في عام 2007، أصبح راضي صفوري أول مواطن عربي في إسرائيل يُنتخب مديراً للصندوق القومي اليهودي، بناءًا على عريضة ضد تعيينه. أيدت المحكمة تعيين صفوري.[277]

### المنظمات والحركات السياسية الأخرى

#### أبناء البلد
حركة أبناء البلد هي حركة سياسية نشأت من تنظيم شباب الجامعات العربية، ابتداءً من عام 1969. وأثناء مشاركتها في الانتخابات البلدية، يرفض حركة أبناء البلد بحزم أي مشاركة في الكنيست الإسرائيلي. تشمل المطالب السياسية «عودة جميع اللاجئين الفلسطينيين إلى ديارهم وأراضيهم، وإنهاء الاحتلال الإسرائيلي والفصل العنصري الصهيوني وإقامة دولة علمانية ديمقراطية في فلسطين كحل نهائي للصراع الصهيوني العربي».

#### لجنة المتابعة العليا للجماهير العربية
لجنة المتابعة العليا للجماهير العربية في إسرائيل هي منظمة برلمانية شاملة تمثل المواطنين العرب في إسرائيل على المستوى الوطني. وإنها «الهيئة التمثيلية العليا التي تناقش المسائل ذات الاهتمام العام للمجتمع العربي بأسره وتتخذ قرارات ملزمة». وفي حين أنها تتمتع باعتراف فعلي من دولة إسرائيل، إلا أنها تفتقر إلى اعتراف رسمي أو قانوني من الدولة بسبب الأنشطة في تقوم بها.

#### تعايش
تعايش هي «حركة شعبية من العرب واليهود تعمل على تحطيم جدران العنصرية والعزل من خلال بناء شراكة عربية يهودية حقيقية».

## الوضع القانوني

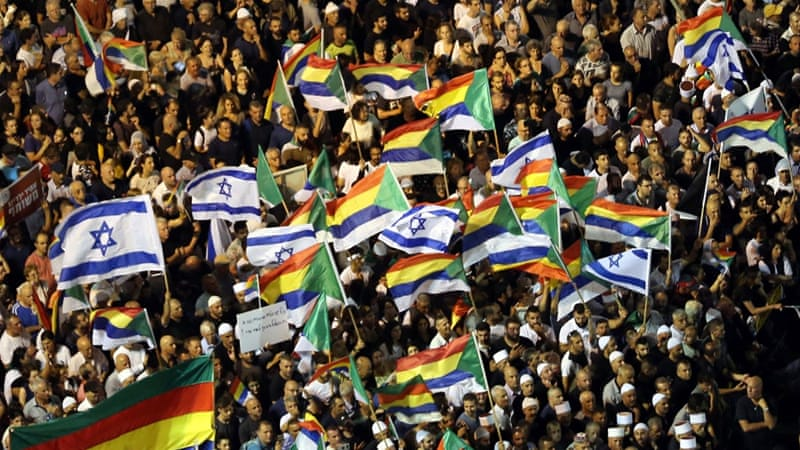
مُتظاهرون دُروز يحتجُّون على قانون الدولة القوميَّة في مدينة تل أبيب يوم 4 أغسطس عام 2018.

دعت وثيقة إعلان قيام دولة إسرائيل إلى إقامة دولة يهودية تتمتع بالمساواة في الحقوق الاجتماعية والسياسية، بغض النظر عن الدين أو العرق أو الجنس. وحقوق المواطنين مضمونة بموجب مجموعة من القوانين الأساسية (إسرائيل ليس لديها دستور مكتوب). على الرغم من أن هذه المجموعة من القوانين لا تتضمن صراحةً مصطلح «الحق في المساواة»، فقد دأبت المحكمة العليا الإسرائيلية على تفسير «القانون الأساسي: كرامة الإنسان وحريته»، و«القانون الأساسي: حرية من الاحتلال (1994)»، كضمان المساواة في الحقوق لجميع المواطنين الإسرائيليين.
تنص وزارة الخارجية الإسرائيلية على أنَّ «العرب هم مواطنون في إسرائيل متساوون في الحقوق» وتذكر أن «التمييز القانوني الوحيد بين المواطنين العرب واليهود ليس هو الحقوق، بل هو في الواجب المدني. منذ إنشاء إسرائيل، تم إعفاء المواطنون العرب من الخدمة الإجبارية في الجيش الإسرائيلي». يتم تجنيد الدروز والشركس في الجيش الإسرائيلي، بينما قد يخدم العرب الآخرون طواعيةً؛ ومع ذلك، فقط عدد صغير جداً من العرب يختارون التطوع في الجيش الإسرائيلي.
يشعر الكثير من المواطنين العرب بأن الدولة، وكذلك المجتمع كله، لا يتعامل معهم كمواطنين الدرجة الثانية فحسب، بل يعاملهم كأعداء أيضاً، مما يؤثر على تصوراتهم لحكم القانون مقابل الواقعية لمواطنتهم. تؤكد الوثيقة المشتركة "رؤية مستقبلية للعرب الفلسطينيين في إسرائيل" على أن: "تعريف الدولة الإسرائيلية كدولة يهودية واستغلال الديمقراطية في خدمة يهوديتها يستبعدنا، ويخلق التوتر بيننا وبين طبيعة الدولة وجوهرها". وتشرح الوثيقة أن مفهوم "الدولة اليهودية"، بحكم تعريفه، يعتمد على المعاملة التفضيلية عرقياً تجاه اليهود المنصوص عليها في قانون الهجرة (قانون العودة) وسياسة الأرض (الصندوق القومي اليهودي)، وتدعو إلى إنشاء حماية لحقوق الأقليات يتم تنفيذها بواسطة لجنة مستقلة لمناهضة التمييز".
يذكر تقرير صدر عام 2004 عن مساواة، وهو مركز للدفاع عن المواطنين الفلسطينيين العرب في إسرائيل، أنه منذ أحداث أكتوبر عام 2000، قُتل 16 عربياً على أيدي قوات الأمن، مما رفع العدد الإجمالي إلى 29 ضحية «للعنف المؤسسي» في أربع سنوات. ذكر أحمد السعدي، في مقاله عن مفهوم الاحتجاج وتمثيله من قبل لجنة أور، أنه منذ عام 1948 كان المتظاهرون الوحيدون الذين قتلوا على أيدي الشرطة هم من العرب.
كتب يوسف منير، وهو من عرب 48 والمدير التنفيذي لصندوق القدس، أن للفلسطينيين فقط درجات متفاوتة من الحقوق المحدودة في إسرائيل. يقول إنه على الرغم من أن عرب 48 يشكلون حوالي 20% من سكان إسرائيل، فإن أقل من 7% من الميزانية مخصصة للمواطنين العرب. ويصف 1.5 مليون مواطن عربي في إسرائيل كمواطنين من الدرجة الثانية، بينما أربعة ملايين آخرين ليسوا مواطنين على الإطلاق. ويذكر أنه يمكن لليهودي من أي بلد أن ينتقل إلى إسرائيل، لكن لا يمكن للاجئ فلسطيني حق المطالبة بملكية في إسرائيل.

### اللغة

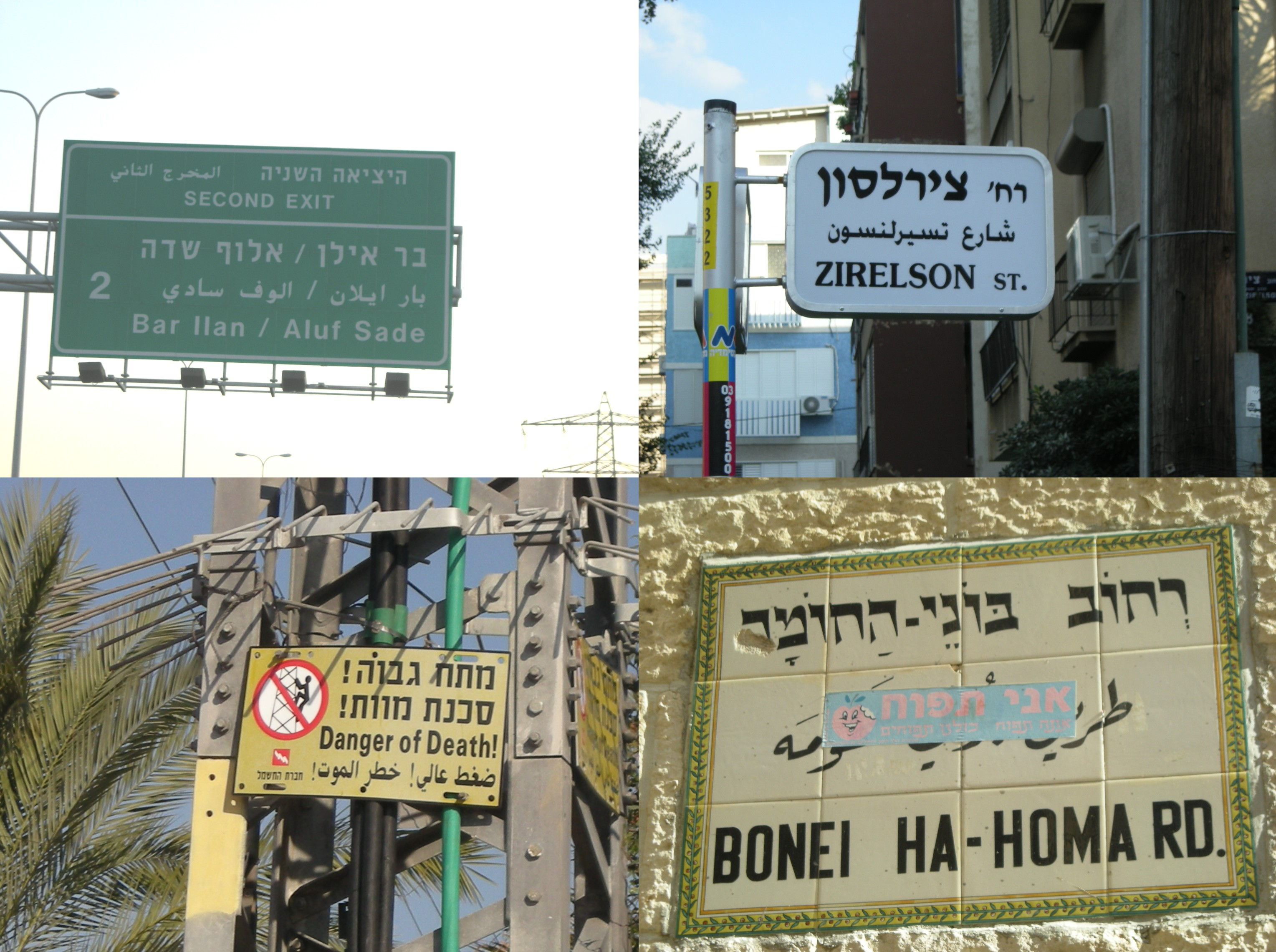
لافتات في اللغة العبريّة والعربيّة.

كانت اللغة العربية حتى يوليو عام 2018 واحدة من اللغات الرسمية لإسرائيل. وزاد استخدام اللغة العربية بصورة ملحوظة بعد صدور أحكام المحكمة العليا في عقد 1990، ويعرف «القانون الأساسي: إسرائيل كدولة للشعب اليهودي» اللغة العبرية باعتبارها اللغة الرسمية للدولة وتُعطي اللغة العربية مكانة خاصة.
تقوم الوزارات الحكومية بنشر جميع المواد المعدة للجمهور باللغة العبرية، مع ترجمة مواد مختارة إلى اللغة العربية والإنجليزية والروسية ولغات أخرى يتم التحدث بها في إسرائيل. هناك قوانين تضمن حق السكان العرب في تلقي المعلومات باللغة العربية. تتضمن بعض الأمثلة أنَّ جزءاً من إنتاجات القنوات التلفزيونية العامة يجب أن يكون باللغة العربية أو مترجمة إلى العربية، ويجب نشر لوائح السلامة في أماكن العمل باللغة العربية إذا كان عدد كبير من العمال من العرب، ويجب تقديم معلومات عن الأدوية أو المواد الكيميائية الخطرة باللغة العربية، ويجب توفير المعلومات المتعلقة بالانتخابات باللغة العربية. يتم نشر قوانين البلاد باللغة العبرية، وفي نهاية المطاف يتم نشر الترجمات بالإنجليزية والعربية. ويكفي نشر القانون باللغة العبرية في الجريدة الرسمية لجعله ساري المفعول. لا يمكن اعتبار عدم توفر الترجمة العربية بمثابة دفاع قانوني إلا إذا أثبت المدعى عليه أنه لا يستطيع فهم معنى القانون بأي طريقة يمكن تصوره. بعد الاستئناف أمام المحكمة العليا الإسرائيلية، زاد استخدام اللغة العربية في لافتات في الشوارع والملصقات كثيرًا.
تفتقر العديد من القرى العربية إلى لافتات شوارع من أي نوع وغالباً ما يتم استخدام الاسم العبري وتقوم مدارس الدولة في المجتمعات العربية بالتدريس باللغة العربية وفقاً لمناهج مخصصة. يتضمن هذا المنهج دروس إلزامية للغة العبرية كلغة أجنبية بدءاً من الصف الثالث وما بعده. ويتم تدريس اللغة العربية في المدارس الناطقة باللغة العبرية، ولكن المستوى الأساسي فقط إلزامي. في صيف عام 2008، كانت هناك محاولة فاشلة من المشرعين من اليمين الإسرائيلي لتجريد العربية من مكانتها إلى جانب العبرية كلغة رسمية للدولة.

### الرموز الوطنية الإسرائيلية
طلب بعض السياسيين العرب إعادة تقييم العلم الإسرائيلي والنشيد الوطني، بحجة أن نجمة داود في مركز العلم هو رمز حصري لليهود، كما أنّ النشيد الوطني الإسرائيلي هاتيكفا لا يمثل المواطنين العرب، لأنه يتحدث عن رغبة الشعب اليهودي في العودة إلى وطنهم. لجنة المتابعة العليا للجماهير العربية في إسرائيل واللجنة القطرية لرؤساء السلطات المحلية العربية في إسرائيل رفضت فرض النشيد الوطني الإسرائيلي على المدارس العربية واعتبرته بمثابة اغتصاب للهوية الوطنية للطلبة العرب.

### يوم الاستقلال

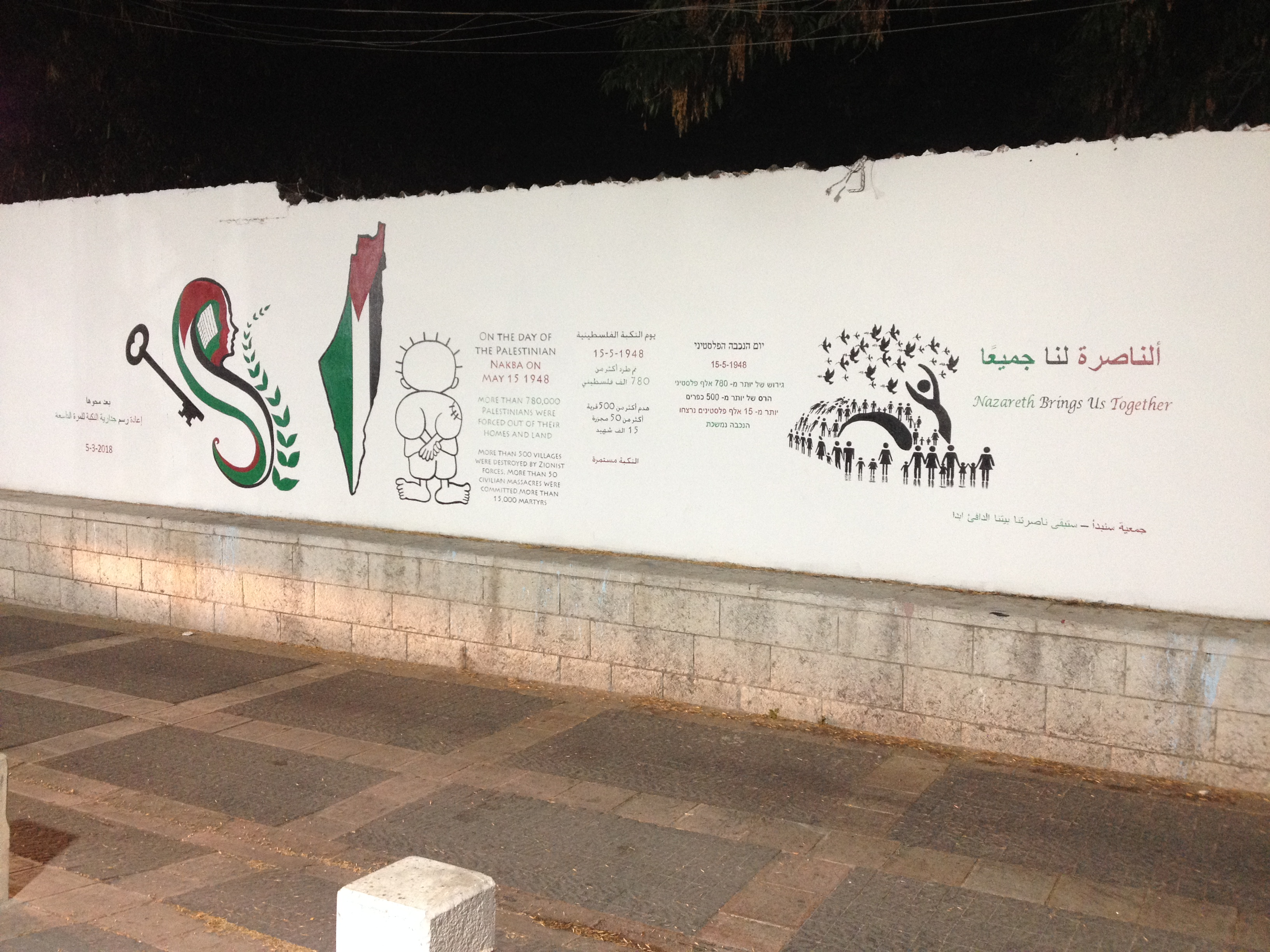
إحياء ذكرى النكبة في الناصرة.

في إسرائيل، يتم الاحتفال في يوم الاستقلال في 5 أيام حسب التقويم العبري، مما يعني أنه يقع في تواريخ مختلفة كل عام في إطار التقويم الغريغوري. المواطنون العرب في إسرائيل يقومون بإحياء ذكرى النكبة عمومًا في هذا اليوم، وفي 15 مايو، كما يفعل الفلسطينيين الآخرين. ومع ذلك، كان الجنود الدروز حاضرين في أول موكب يوم الاستقلال في إسرائيل في عام 1949، ومنذ ذلك الحين كانت هناك مسيرات خاصة للدروز والشركس، وكذلك للبدو، في يوم الاستقلال.
اشارت نتائج استطلاع للرأي اجراها المعهد الإسرائيلي للديمقراطية عشية عيد استقلال في دولة إسرائيل سنة 2014 إلى أن ثلاثة أرباع المواطنين العرب فيها لا يشاركون في الاحتفالات التي تقام بهذه المناسبة، بينما يعتبر 24% منهم هذا اليوم عيداً بغض النظر إن كانوا يحتفلون به أم لا. ومن ضمن الأمور التي تطرق إليها الاستطلاع هو رأي المشاركين من نوايا الحكومة التقدم بمشروع قانون يمنع تمويل المؤسسات الإسرائيلية التي تحيي ذكرى النكبة. فقد أجاب 58% من المشاركين انهم يؤيدون قانونا كهذا فيما كشف 33% عن معارضتهم لمثل هذا القانون. ويحيي العديد من عرب 48 في 15 مايو ذكرى النكبة وبالمقابل يحيي اليهود الإسرائيليين عيد استقلال إسرائيل في 15 مايو مما يعكس انقسام الوعي التاريخي بالنسبة للحدث بين المجتمع العربي واليهودي.

### قانون المواطنة

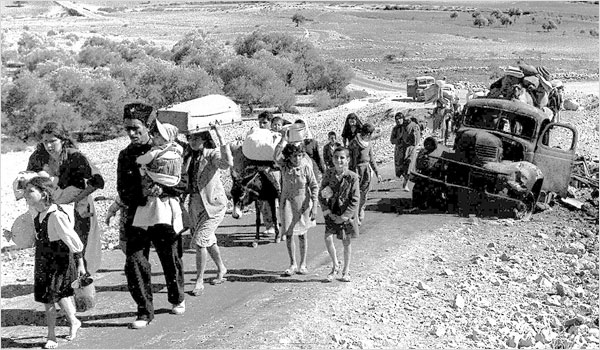
لاجئين فلسطينيين في سنة 1948 كنتيجة للتطهير العرقي في فلسطين، أدّت الحرب إلى تحول 150 ألف فلسطيني إلى مواطنين إسرائيليين.

في 31 يوليو من عام 2003، سنَّت إسرائيل قانون المواطنة والدخول إلى إسرائيل (بند مؤقت)، وهو تعديل مدته عام واحد لقانون الجنسية الإسرائيلي وفيه يحرم الجنسية والإقامة الإسرائيلية للفلسطينيين المقيمين في الضفة الغربية أو قطاع غزة والمتزوجين من عرب مواطنين في إسرائيل؛ وتم التجنب عن هذه القاعدة لأي فلسطيني «يرتبط بدولة إسرائيل وأهدافها، وعندما يقوم هو أو أحد أفراد أسرته باتخاذ إجراء ملموس لتعزيز الأمن أو الاقتصاد أو أي مسألة أخرى مهمة للدولة». عند انتهاء الصلاحية، تم تمديد القانون لمدة ستة أشهر في أغسطس من عام 2004، ومرة أخرى لمدة أربعة أشهر في فبراير من عام 2005. في 8 مايو من عام 2005، عدّلت اللجنة الوزارية الإسرائيلية المعنية بقضايا التشريع مرة أخرى قانون الجنسية والدخول إلى إسرائيل، لتقييد الجنسية والإقامة في إسرائيل فقط على الرجال الفلسطينيين الذين تزيد أعمارهم عن 35 سنة، والنساء الفلسطينيات فوق سن 25.

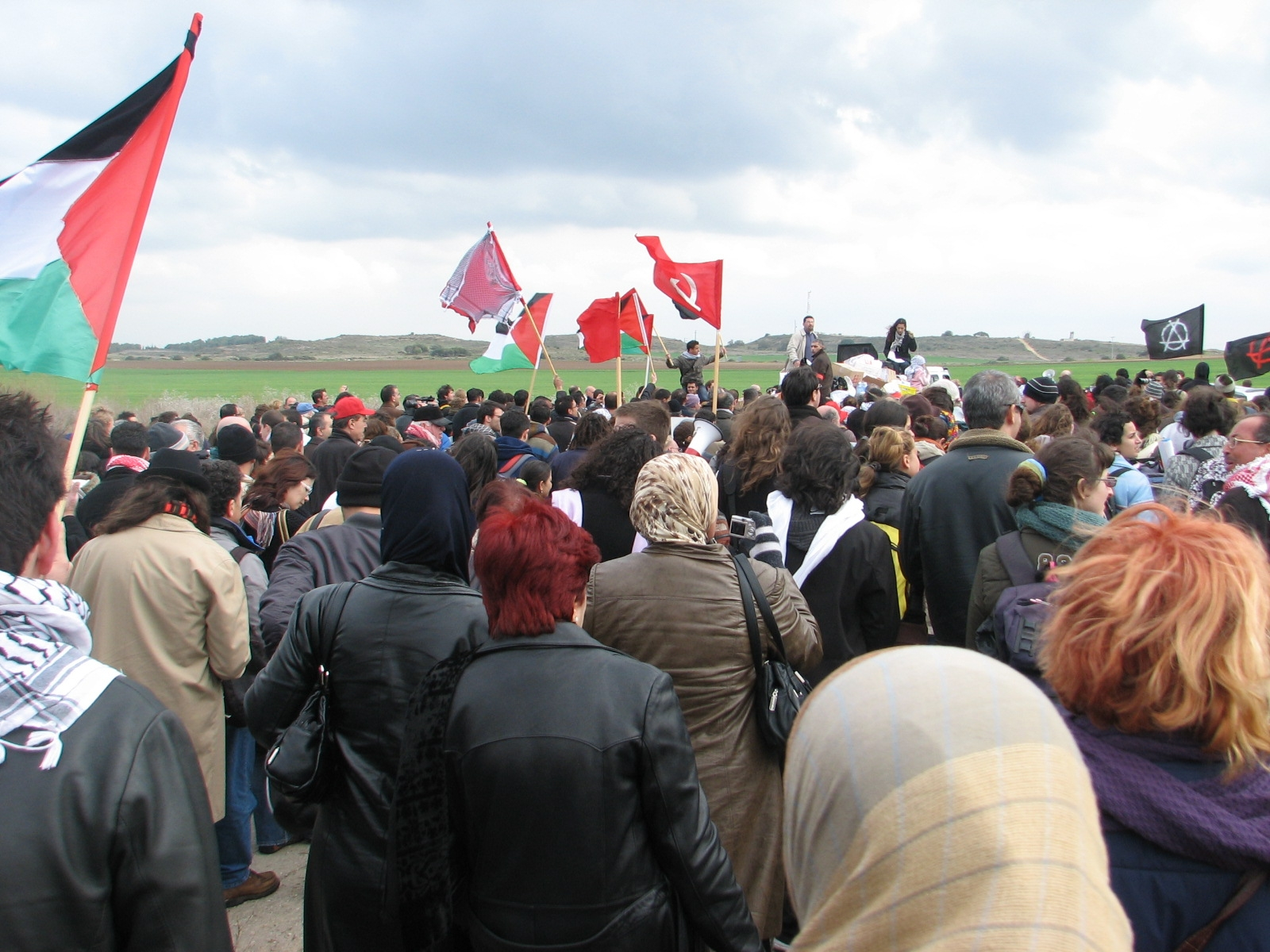
مظاهرة لعرب 48 داعمة لمدينة غزة.

يقول المدافعون عن قانون الجنسية والدخول إلى أنه يهدف إلى منع الهجمات الإرهابية والحفاظ على «الطابع اليهودي» لإسرائيل من خلال تقييد الهجرة العربية. وتمت صياغة مشروع القانون الجديد وفقاً لإحصائيات «الشاباك» التي توضح أن التورط في الهجمات الإرهابية يتراجع مع تقدم العمر. ويزيل هذا التعديل الأحدث، في الواقع العملي، القيود المفروضة على نصف الفلسطينيين الذين يطلبون وضعاً قانونياً من خلال الزواج في إسرائيل. أيد هذا القانون بقرار من المحكمة العليا في عام 2006.
على الرغم من أن هذا القانون ينطبق من الناحية النظرية على جميع الإسرائيليين، إلا أنه أثر بشكل غير متناسب على المواطنين العرب في إسرائيل؛ حيث من المرجح أن يكون لدى العرب أزواج فلسطينيين أكثر من الإسرائيليين الآخرين. وهكذا تم اعتبار القانون تمييزاً على نطاق واسع، وقد وافقت لجنة الأمم المتحدة للقضاء على التمييز العنصري بالإجماع على قرار ينص على أن القانون الإسرائيلي ينتهك معاهدة دولية لحقوق الإنسان ضد العنصرية.

### ملكية العقار والسكن
الصندوق القومي اليهودي هو مؤسسة خاصة تأسست عام 1901 لشراء وتطوير الأراضي في فلسطين التاريخية للاستيطان اليهودي. تم تمويل شراء الأراضي عن طريق تبرعات من يهود العالم حصرياً لهذا الغرض. تمتلك الصندوق القومي اليهودي حالياً 13% من الأراضي في إسرائيل، بينما 80% مملوكة من قبل الحكومة الإسرائيلية، والبقية، أي حوالي % مقسمة بالتساوي بين مالكيها من العرب واليهود. وهكذا تسيطر مديرية أراضي إسرائيل على حوالي 94% من الأراضي في إسرائيل، كما وكان جزء كبير من أراضي الصندوق القومي اليهودي في الأصل ممتلكات تركها وراءهم «الغائبين» الفلسطينيين ونتيجة لذلك كانت شرعية ملكية بعض أراضي الصندوق القومي اليهودي محل خلاف. واشترى الصندوق القومي اليهودي هذه الأراضي من دولة إسرائيل بين عام 1949 وعام 1953، بعد أن سيطرت الدولة عليها وفقاً لقانون الحاضر الغائب. وبينما يحدد ميثاق الصندوق القومي اليهودي الأرض لاستخدام الشعب اليهودي، فقد تم استئجار الأرض من قبل رعاة من البدو. ومع ذلك، فقد تم انتقاد سياسة الأراضي الخاصة بالصندوق القومي اليهودي باعتبارها تمييزًا.
ترفض مديرية أراضي إسرائيل، والتي تدير 94% من الأراضي في إسرائيل (بما في ذلك الأرض المملوكة للصندوق القومي اليهودي)، استئجار الأراضي للمواطنين الأجانب من غير اليهود، بمن فيهم السكان الفلسطينيين في القدس الذين يحملون بطاقات هوية لكنهم ليسوا مواطني إسرائيل. عندما يتم «شراء» أراضي مديرية أراضي إسرائيل في إسرائيل، يتم تأجيرها فعلياً إلى «المالك» لمدة 49 عاماً. وفقًا للمادة 19 من عقد الإيجار الصادر عن مديرية أراضي إسرائيل، يتم استبعاد الأجانب من تأجير أراضي لمديرية أراضي إسرائيل، وقد يثبت الأجانب في الواقع أنهم مؤهلون كيهود بموجب قانون العودة. يُميز القانون الإسرائيلي أيضاً بين السكان اليهود والعرب في القدس فيما يتعلق بالحق في استرداد الممتلكات المملوكة قبل الاضطرابات التي خلقتها الحرب العربية الإسرائيلية عام 1948. ينص قانون أملاك الغائبين لعام 1950 على أن أي ممتلكات داخل إسرائيل ما بعد الحرب كانت مملوكة لعرب غادروا البلاد في الفترة من 29 نوفمبر عام 1947 إلى 19 مايو عام 1948، أو من قبل فلسطينيين كانوا في الخارج أو في منطقة فلسطينية تحت سيطرة قوات معادية حتى 1 سبتمبر عام 1948، فقدت جميع حقوقها في تلك الممتلكات. يُعتبر الفلسطينيين الذين فروا أو طردوا من منازلهم على أيدي القوات اليهودية أو الإسرائيلية، قبل وأثناء الحرب العربية الإسرائيلية عام 1948، لكنهم ظلوا داخل حدود ما سيصبح إسرائيل، أي أولئك الذين يُعرفون حالياً باسم عرب 48، بالغائب الحاضر. تعتبرهم الحكومة الإسرائيلية حاضرين غائبين لأنهم غادروا منازلهم، حتى ولو غادروها لبضعة أيام، أو بشكل قسري.
في أعقاب حرب الأيام الستة عام 1967 التي احتلت فيها إسرائيل الضفة الغربية والقدس الشرقية، أقرَّت إسرائيل عام 1970 قانون ترتيبات الإدارة والقانون الذي يسمح لليهود الذين فقدوا ممتلكاتهم في القدس الشرقية والضفة الغربية خلال عام 1948 الحرب لاستصلاحها. في حين لا يمكن للمقيمين الفلسطينيين في القدس (الغائبين) في نفس المواقع، والعرب المواطنين في إسرائيل (الغائبين الحاليين)، الذين امتلكوا ممتلكات في القدس الغربية أو مناطق أخرى داخل دولة إسرائيل، وخسروها نتيجة حرب 1948، استرداد ممتلكاتهم. وبالتالي، يسمح التشريع الإسرائيلي لليهود باستعادة أراضيهم، ولكن ليس العرب.
في أوائل العقد الأول من القرن العشرين، اتُهمت عدة مستوطنات مجتمعية في النقب ومنطقة الجليل بمنع المتقدمين العرب من الانتقال إليها. وفي عام 2010، أقرّ الكنيست تشريعات تسمح لجان القبول بالعمل في المجتمعات الأصغر في الجليل والنقب، بينما تمنع صراحةً لجان لحظر المتقدمين على أساس العرق أو الدين أو الجنس أو العرق أو الإعاقة أو الأحوال الشخصية أو العمر أو الأبوة أو الميول الجنسية أو بلد المنشأ أو الآراء السياسية أو الانتماء السياسي. ومع ذلك، يقول النقاد إن القانون يمنح لجان القبول التي يديرها القطاع الخاص حرية واسعة على الأراضي العامة، ويعتقدون أنها ستزيد من التمييز ضد الأقلية العربية.

### معارضة الزواج المختلط
الزواج المختلط محظور من قبل الهالاخا اليهودية. في حالة الزواج العربي اليهودي المختلط، وجد استطلاع للرأي أجري عام 2007 أن أكثر من نصف اليهود الإسرائيليين يعتقدون أن الزواج المختلط يعادل الخيانة الوطنية. بدأت مجموعة من الرجال اليهود في حي بسغات زئيف بالقدس بدوريات في الحي لمنع النساء اليهود من مواعدة الرجال العرب. كما أعلنت بلدية بتاح تكفا عن مبادرة لتوفير خط هاتفي ساخن للأصدقاء والعائلة للإبلاغ عن الفتيات اليهوديات اللواتي يواعدن الرجال العرب وكذلك علماء النفس لتقديم المشورة. أطلقت مدينة كريات جات حملة في المدارس لتحذير الفتيات اليهود من مواعدة الرجال البدو المحليين.
وجد استطلاع لمركز بيو للأبحاث في عام 2015 أنَّ 82% من المسلمين وحوالي 87% من الدروز وحوالي 88% من المسيحيين في إسرائيل يعارضون زواج أبنائهم من يهود. ووجد الإستطلاع أن 97% من اليهود الإسرائيليين لن يكونوا مرتاحين إذا تزوج أحد أبناءهم من المسلمين وحوالي 89% لن يكونوا مرتاحين إذا تزوجوا من مسيحيين. في عام 2018 أثار زواج لوسي هريش وهي صحفية عربية مسلمة معروفة في الإعلام الإسرائيلي، من الممثل اليهودي الإسرائيلي تساحي هليفي جدلاً عاماً في المجتمع الإسرائيلي، حيث انتقد أورن حزان من حزب الليكود الإسرائيلي ونائب في الكنيست العشرين ذلك على أنه «استيعاب»، بالمقابل قام العديد من أعضاء الكنيست، بمن فيهم مسؤولون حكوميون آخرون، بتهنئة الزوجين ووصف زملاءهم على أنهم «عنصريون».

### الكنيست
يلقي «مركز مساواة»، وهو منظمة مناصرة للعرب في إسرائيل، اللوم على الكنيست للتمييز ضد العرب، مشيرة إلى زيادة بنسبة 75% في مشاريع القوانين التمييزية والعنصرية المقدمة إلى الكنيست في عام 2009. وفقاً للتقرير، هناك 11 مشروع قانون اعتبرها المركز وضعت لتكون «تمييزية وعنصريَّة» على طاولة المجلس التشريعي في عام 2007، في حين تم البدء في 12 مشروع قانون من هذا النوع في عام 2008. ومع ذلك، في عام 2009، تمت مناقشة 21 مشروع قانون كامل اعتبرها مركز مساواة تمييزية في الكنيست.
تصنف التقارير على أنها مقترحات «عنصرية» مثل تقديم منح أكاديمية للجنود الذين خدموا في وحدات قتالية، ومشروع قانون لإلغاء التمويل الحكومي من المنظمات التي تعمل «ضد مبادئ الدولة». قال التحالف ضد العنصرية ومركز مساواة إن التشريع المقترح يسعى إلى نزع الشرعية عن مواطني إسرائيل العرب عن طريق تقليص حقوقهم المدنية.

## التجنيد العسكري

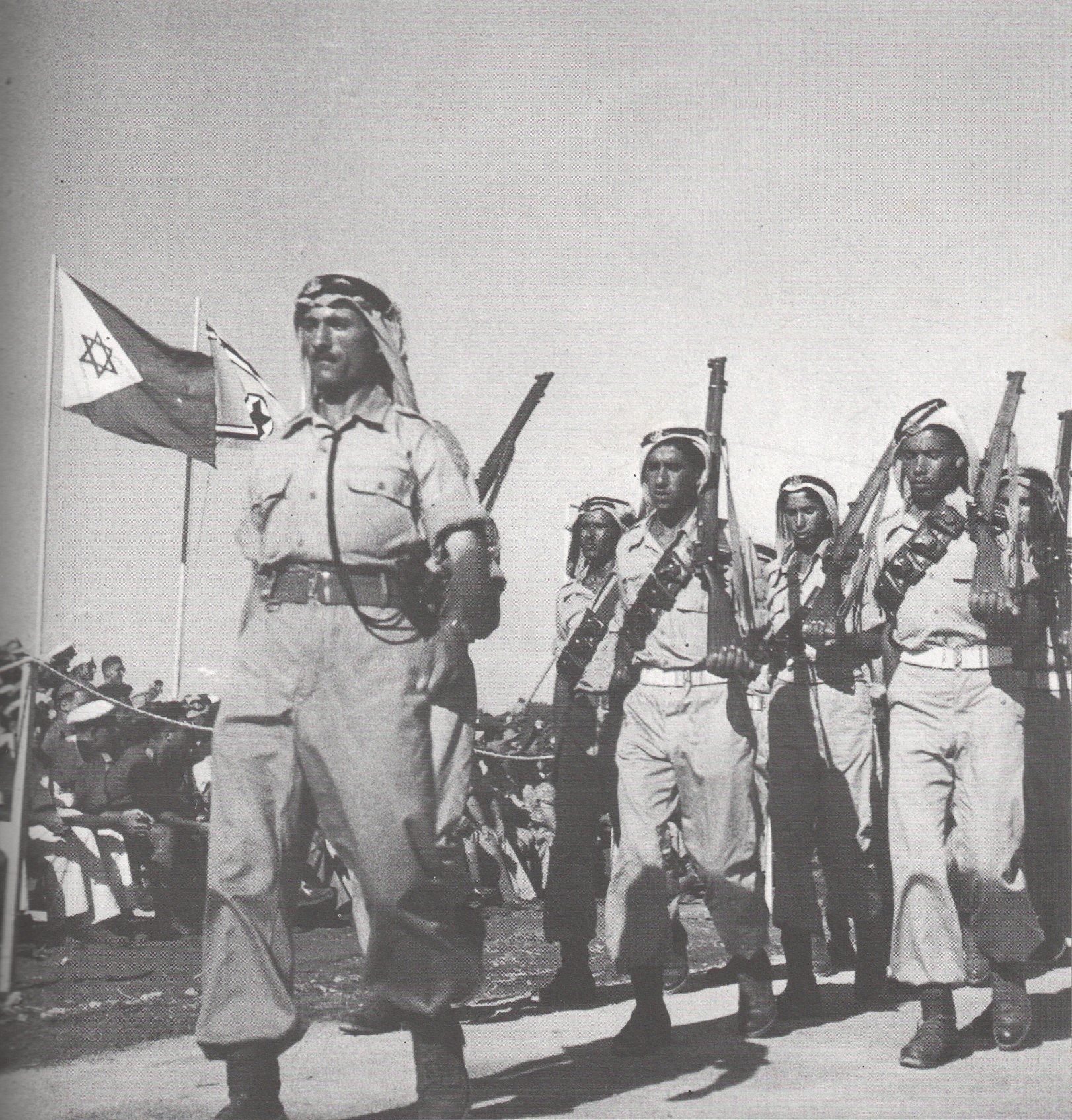
جنود بدو في جيش الإحتلال الإسرائيلي خلال عرض عسكري في تل أبيب في يونيو عام 1949.

لا يُطلب من المواطنين العرب الخدمة في الجيش الإسرائيلي، وخارج المجتمع البدوي، هناك عدد قليل جداً من المتطوعين (حوالي 120 سنوياً). حتى عام 2000، تطوع سنوياً ما بين 5% إلى 10% من البدو في سن التجنيد لصالح الجيش الإسرائيلي، ويسيطر الجنود البدو على وحدات التتبع البشرية التي تحرس الحدود الشمالية والجنوبية لإسرائيل. في السنوات الأخيرة قد يكون عدد البدو في الجيش أقل من 1%. وذكر تقرير صدر عام 2003 أن الاستعداد لدى البدو للخدمة في الجيش الإسرائيلي قد انخفض كثيرًا في السنوات الأخيرة، حيث فشلت الحكومة الإسرائيلية في الوفاء بوعود توفير الخدمات المتساوية للمواطنين البدو. ومع ذلك، ذكر مقال نشر عام 2009 في صحيفة هآرتس أن تجنيد المتطوعين في وحدة النخبة البدوية في الجيش ارتفع ثلاث مرات.
تشير أرقام الجيش الإسرائيلي إلى أنه في عام 2002 وعام 2003، كان المسيحيون يمثلون 0.1% من جميع المجندين. في عام 2004، تضاعف عدد المجندين المسيحيين. إجمالاً في عام 2003، ارتفعت نسبة المسيحيين الذين يخدمون بنسبة 16% خلال عام 2000. ولا ينشر الجيش الإسرائيلي أرقاماً عن العدد الدقيق للمجندين حسب المذهب الديني، لكن يقدر أن بضع عشرات فقط من المسيحيين يخدمون حالياً في الجيش الإسرائيلي.
يُجبر من الدروز الذكور الخدمة في الجيش الإسرائيلي وفقاً لاتفاق بين الزعماء الدينيين المحليين والحكومة الإسرائيلية في عام 1956. كانت معارضة القرار بين السكان الدروز واضحة على الفور، لكنها لم تنجح في عكس القرار. وتشير التقديرات إلى أن 85% من الرجال الدروز في إسرائيل يخدمون في الجيش، وكثير منهم يصبحون ضباطًا ويرتقي بعضهم إلى رتبة ضابط عام. في السنوات الأخيرة، شجبت أقلية متنامية من داخل المجتمع الدرزي هذا التجنيد الإلزامي، وترفض الخدمة في الجيش الإسرائيلي. في عام 2001، أسس سعيد نفاع، والذي يُعرف نفسه بأنه درزي فلسطيني ويشغل منصب رئيس المجلس الوطني لحزب التجمع الوطني الديمقراطي، «ميثاق الدروز الحر»، وهي منظمة تهدف إلى «إيقاف تجنيد الدروز وتقول أن المجتمع الدرزي هو جزء من العرب في إسرائيل والأمة الفلسطينية ككل».

### الخدمة وطنية
بدلاً من أداء الخدمة العسكرية، لدى الشباب من عرب 48 خيار التطوع للخدمة الوطنية والحصول على مزايا مماثلة لتلك التي يتلقاها الجنود المفصولون. يتم تشغيل المتطوعين عموماًبين السكان العرب، حيث يساعدون في الأمور الاجتماعية والمجتمعية. اعتباراَ من عام 2010، كان هناك 1,473 عربيًا متطوعين في الخدمة الوطنية. وفقًا لمصادر في إدارة الخدمة الوطنية، فإن القادة العرب يقدمون المشورة للشباب للامتناع عن أداء الخدمات للدولة.

## المجتمع والثقافة

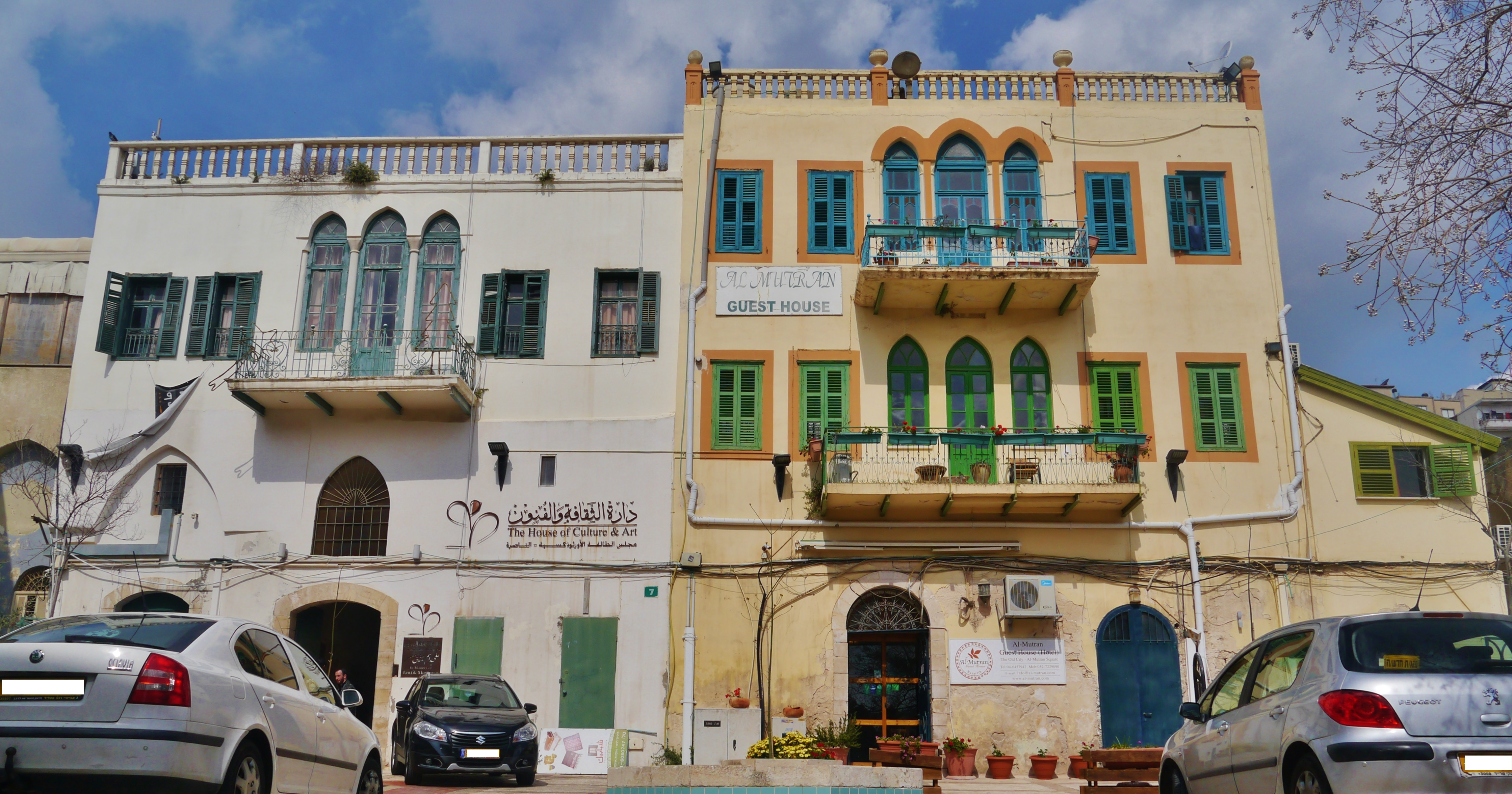
عمارة فلسطينية تقليدية في الناصرة.

يتشارك العديد من المواطنين العرب في إسرائيل ثقافة الشعب الفلسطيني والمنطقة العربية على نطاق أوسع. لا تزال هناك بعض النساء اللواتي ينتجن المنتجات الثقافية الفلسطينية مثل التطريز الفلسطيني. الرقص الشعبي الفلسطيني، والمعروف باسم الدبكة، لا يزال من أبرز المعالم الثقافية.
حيفا هي مركز الثقافة الليبرالية العربية، كما كانت تحت حكم الانتداب البريطاني. وتطورت الحياة الثقافية العربية النشطة في حيفا في القرن الحادي والعشرين. ووفقاً لصحيفة نيويورك تايمز بدأت النهضة العربية الليبرالية الحديثة في حيفا في عام 1998. وتم افتتاح المزيد من المطاعم والحانات والمقاهي والنوادي الليليَّة المملوكة للعرب في حي الألمانية والبلدة القديمة، مع إشارات ترحيبة بجميع الناس باللغات العربية والإنجليزية وأحياناً بالعبرية. بعد قيام دولة إسرائيل، شكّلت الناصرة المركز الثقافي والعلمي والأكاديمي لعرب 48، جنبًا إلى جنب مع كفرياسيف والرامة الجليليَّة وحيفا. وتَشهد الناصرة منذ سنة 2000، مبادرات ومحاولات عديدة لتنشيط الحراك الثقافيّ فيها، وتفعيل مؤسّسات ثقافيّة، أكثر من الفترات السابقة باستثناء فترة السبعينيات.

### المطبخ

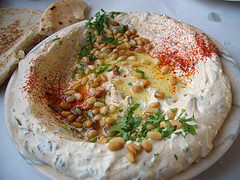
حمص بطحينة، وهي من الأكلات الشعبية بين عرب 48.

عمومًا، يتشابه مطبخ عرب 48 مع المطبخ الفلسطيني وإلى حد كبير مع فن الطبخ مع مناطق بلاد الشام الأخرى. ويُعد المسخن أحد أشهر الأطباق الفلسطينية. ينعكس تاريخ فلسطين من حكم إمبراطوريات كثيرة مختلفة على المطبخ الفلسطيني بشكل واضح، حيث استفادت البلاد من مختلف المساهمات والتبادلات الثقافية. كما تأثرت الأطباق الفلسطينية بثلاث ثقافات إسلامية رئيسية، هي: العرب، والفرس والأتراك. لقد أثر الحكم العربي لبلاد الشام على تقاليد الطهي البسيطة التي تستند في المقام الأول على استخدام الأرز، والضأن واللبن الزبادي. كما بدأت الثقافة الفارسية بالتأثير على المطبخ في المنطقة منذ العصر العباسي فصاعدًا. كما تأثر المطبخ الفلسطيني بالأتراك كثيرًا، بحكم سيطرتهم على بلاد الشام لفترة 4 قرون تقريباً، حتى عام 1917. ولعلّ الفتوش والتبولة أشهر أنواع السلطات الفلسطينية المحلية خصوصاً في المناطق الشماليّة ومنطقة الجليل. أما الحلويات، فهي تقسم بين ما هو معروف باسم الحلو العربي كالكنافة، والمعمول. ومنها كعك ومعمول العيد والتي تتضمن السميد الخشن والتمر. في التقاليد الفلسطينية يتم إعداد حلويات خاصة تسمى بالميغلي بمناسبة ولادة الأطفال الجدد، وللاحتفال بالحياة الجديدة. تُصنع الميغلي من الأرز والسكر وخليط من التوابل، وتزين باللوز والصنوبر والجوز.
يُعد الحمص بطحينة من الأكلات الأكثر الشعبيًّة بين عرب 48؛ ويبحث كل من العرب واليهود الإسرائيليين على حد سواء عن الحمص الأصيل في المطاعم العربية المتخصصة في الحمص، مما يجعل القرى العربية مثل أبو غوش وكفر ياسيف وجه لهم. ويُسافر المتحمسون من اليهود إلى القرى العربية والدرزية النائية في منطقة الجليل الشمالية بحثاً عن «تجربة الحمص المثالية» كما وصفتها بي بي سي.

### اللغة

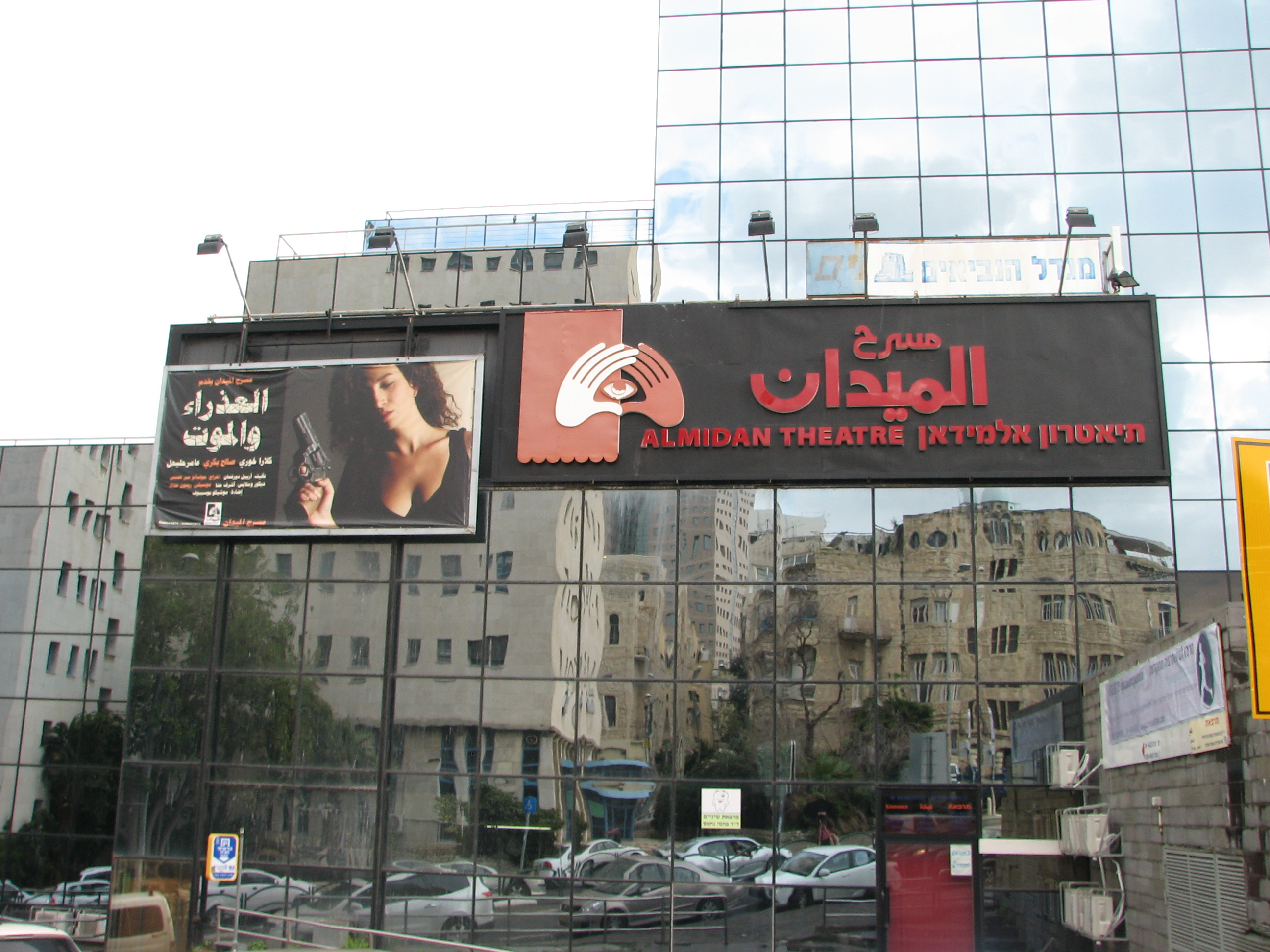
مسرح الميدان في حي وادي النسناس بحيفا.

من الناحيّة اللغويّة، يتحدث غالبية المواطنين العربية في إسرائيل كل من اللهجة الفلسطينية العربية واللغة العبرية بطلاقة. اللغة المحكيّة أساسًا في المنازل والبلدات العربية هي اللغة العربية العامية. وقد دخلت بعض الكلمات العبرية على اللهجة العامية العربية. على سبيل المثال، غالبًا ما يستخدم العرب كلمة يسيدر (بالعبرية: בְּסֵדֶר) والتي تعني حسنُا بينما يتحدون بالعربية. الكلمات العبرية الأخرى التي دخلت على اللهجة العربية هي رمزوز (بالعبرية: רַמְזוֹר) والتي تعني إشارة توقف، ومزجان (بالعبرية: מַזְגָן) والتي تعني مكيّف هوائي، ومحاشيف (بالعبرية: מַחְשֵׁב) والتي تعني حاسوب، ومعونوت (بالعبرية: מָעוֹנות) والتي تعني سكن الطلاب الجامعي، وبيلفون (بالعبرية: פֶּלֶאפוֹן) والتي تعني هاتف محمول. نتيجة لهذا التداخل اللغوي نشأت اللهجة العربية الإسرائيلية. وجد استطلاع أجرته دائرة الإحصاء المركزية الإسرائيلية في عام 2013 أن 60% من عرب إسرائيل يتقنون العبرية أو يتحدثون بها بطلاقة، بينما 17% لا يستطيعون قراءتها وحوالي 12% لا يجيدون التحدث بها.
يتحدث معظم عرب 48 باللغة العامية باللهجة العربية الفلسطينية، بينما يتكلم البدو عادةً باللهجة البدويَّة. يتأثر الجزء الشمالي من البلاد باللهجة اللبنانية وخاصةً بين الدروز. وتختلف اللهجات العامية المحلية بين العرب حسب المناطق والبلدات المختلفة، على سبيل المثال، من المعروف أن سكان أم الفحم يتحدثون بمزايا وسمات مختلفة كنطق القاف كاف. في حين أنَّ لهجة سكان منطقة الجليل وعكا وحيفا وصفد والناصرة فهي تقترب أحياناً من اللهجات الشامية الشمالية، وغالباً ما ينطقون القاف كهمزة.
تختلف اللهجة العربية الدرزية، خاصةً في القرى، عن اللهجات العربية الإسرائيلية الإقليمية الأخرى. تتميز اللهجة العربية الدرزية عن غيرها باحتفاظها بنطق القاف. وهم غالبًا ما يستخدمون الأحرف العبرية لكتابة لهجتهم العربية على الإنترنت. وقد لوحظت بحسب دراسة زيادة في الأسرلة بين الطائفة الدرزية في إسرائيل، وتشير الدراسة إلى وجود اتجاه نحو الأسرلة بين الشباب الدرزي، من خلال تفضيل استخدام اللغة العبرية بدلاً من اللغة العربية في وسائل التواصل الاجتماعي. ويُعبرّ كل من الشباب، ومن هم أقل تعليماً، والإناث عن مواقف إيجابية تجاه اللغة العبرية. وتتمتع اللغة العبريّة بحضور قوي بين المجتمع الدرزي في جبل الكرمل بسبب اعتماد البلدات الدرزية اقتصادياً على اليهود الإسرائيليين، بالمقابل تتمتع اللغة العربية بوجود أقوى في المناطق الدرزيّة في منطقة الجليل الأسفل. وبحسب الدراسة على الرغم من أن اللغة العربية لا تظهر عليها علامات تراجع، وما تزال تُهيمن على التقاليد الثقافية والأعمال الأدبية، إلا أن هناك دليلاً واضحًا على تحول اللغة نحو العبرية أو «اللهجة العربية الإسرائيليّة»، والمجموعات الدرزية المُتأسرلة هي: الشباب عمومًا، والدروز في قرى جبل الكرمل.
يُميل المواطنين العرب في إسرائيل إلى مشاهدة على حد سواء القنوات الفضائية العربية والإسرائيلية، وكل من القنوات الفضائية الإخبارية العربية والإسرائيلية وقراءة كل الصحف العربية والعبرية، ومقارنة المعلومات المُتلقاة ببعضها البعض.

### الموسيقى والفن

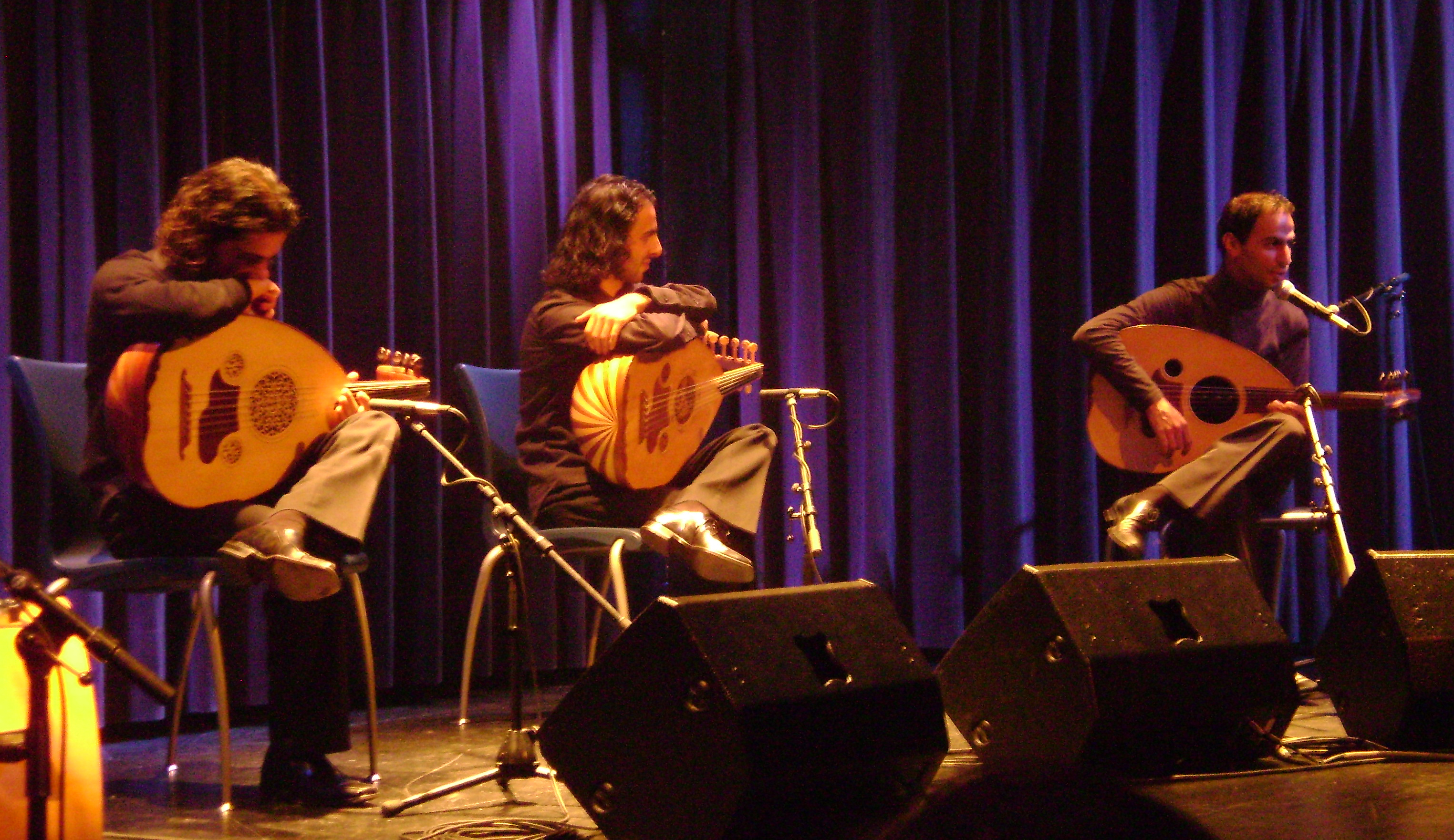
الثلاثي جبران، من أعلام عرب 48.

تم دعم المشهد الفني الفلسطيني عمومًا من خلال مساهمات العديد المواطنين العرب في إسرائيل. بالإضافة إلى مساهمة عدد من الفنانين مثل الفنانة أمل مرقص لتطور أنماط الموسيقى الفلسطينية والعربية التقليدية، وظهر جيل جديد من الشباب العربي في إسرائيل مؤكدًا على الهوية الفلسطينية في أشكال موسيقية جديدة. على سبيل المثال من مجموعة الهيب هوب الفلسطينية دام من مدينة اللد، والتي حفزت ظهور غيرها من الجماعات الهيب هوب من عكا، إلى بيت لحم، إلى رام الله، إلى مدينة غزة. وعلى صعيد الفن والموسيقى ظهرت أسماء عربية أثرت في مجال الموسيقى خاصًة الملتزمة والوطنية مثل دلال أبو آمنة وريم بنا، وميرا عوض وهي مغنية اشتركت في يوروفيجن، بالإضافة إلى الثلاثي جبران وهي فرقة عود موسيقية، وكميليا جبران وهي مطربة ولاعبة على العود والقانون، وهيثم خلايلة الحاصل على المركز الثاني في برنامج آراب آيدول في موسمه الثالث، وأمير دندن الحاصل على المركز الثاني في برنامج آراب آيدول في موسمه الرابع بعد أن حصل على نسبة تصويت عالية من الجمهور. وبرز كل من فرقة دام وتامر نفار وشادية منصور في فن الهيب هوب عربي.

### السينما والمسرح

فيلم الجنة الآن من إخراج هاني أبو أسعد وحاز الفيلم على العديد من الجوائز.

ساهم المواطنين العرب في إسرائيل مساهمات كبيرة باللغتين العبرية والعربية في السينما والمسرح. منهم محمد بكري، وهيام عباس، وعلي سليمان، وقيس ناشف، وهشام سليمان، وأشرف برهوم، وجوليانو مير خميس والذي لعب دور البطولة في العديد من الأفلام والمسلسلات الإسرائيلية. وضع المخرجين مثل محمد بكري، إيليا سليمان، هاني أبو أسعد، وميشيل خليفي المواطنين العرب في إسرائيل على الخريطة السينمائية. ومن أبرز الأعمال السينمائية لعرب 48 فيلم الجنة الآن هو فيلم فلسطيني صدر سنة 2005 من إخراج هاني أبو أسعد. يحكي الفيلم قصة آخر 48 ساعة في حياة شابين فلسطينيين يستعدان للقيام بإحدى العمليات الاستشهادية في إسرائيل. تم ترشيح لجائزة الأوسكار لأفضل فيلم بلغة أجنبية في حفل توزيع جوائز الأوسكار الثامن والسبعون. وحازت بعض الأفلام العربية الإسرائيلية مثل العروس السورية وشجرة ليمون وعُمر وعجمي وبر بحر على العديد من الجوائز العالمية. ويعد شغل عرب وهي سلسلة دراما قام بتأليفها الكاتب والصحفي سيد قشوع، من أبرز المسلسلات التي تصور هوية عرب 48 المعقدة في التلفاز الإسرائيلي. وقد علقت صحيفة نيويورك تايمز على مسلسل شغل عرب «تمكن سيد قشوع من اختراق الحواجز الثقافية وإدخال وجهة نظر عربية ... في الاتجاه السائد للترفيه الإسرائيلي». مجموعة من الممثلين والمخرجين والمهتمين بتطوير المشهد الثقافي والفني الفلسطيني داخل إسرائيل.

### الأدب
تشمل القائمة الكتاب العرب مثل إميل حبيبي، وأنطون شماس، وسيد قشوع. ويركز الأدب الفلسطيني بشكل رئيسي على الروايات العربية، والقصص القصيرة والقصائد الشعرية، والتي أنتجها فلسطينيون في جميع أنحاء العالم. يشكل هذه الأدب جزءاً من أدب أوسع هو الأدب العربي، وغالبًا ما يتميز الأدب الفلسطيني المعاصر من خلال شعور الأدباء المتزايد بالسخرية واستكشاف موضوعات وقضايا الهوية الوجودية ومقاومة الاحتلال والمنفى وخسارة الأرض، والحب والشوق للوطن. بعد حرب 1967، اقتنع معظم النقاد بوجود ثلاثة فروع للأدب الفلسطيني، حيث انقسم حسب الموقع الجغرافي: الأول من داخل إسرائيل، الثاني من الأراضي المحتلة، بينما الثالث من أماكن تواجد الشتات الفلسطيني في جميع أنحاء الشرق الأوسط والعالم.

### الرياضة

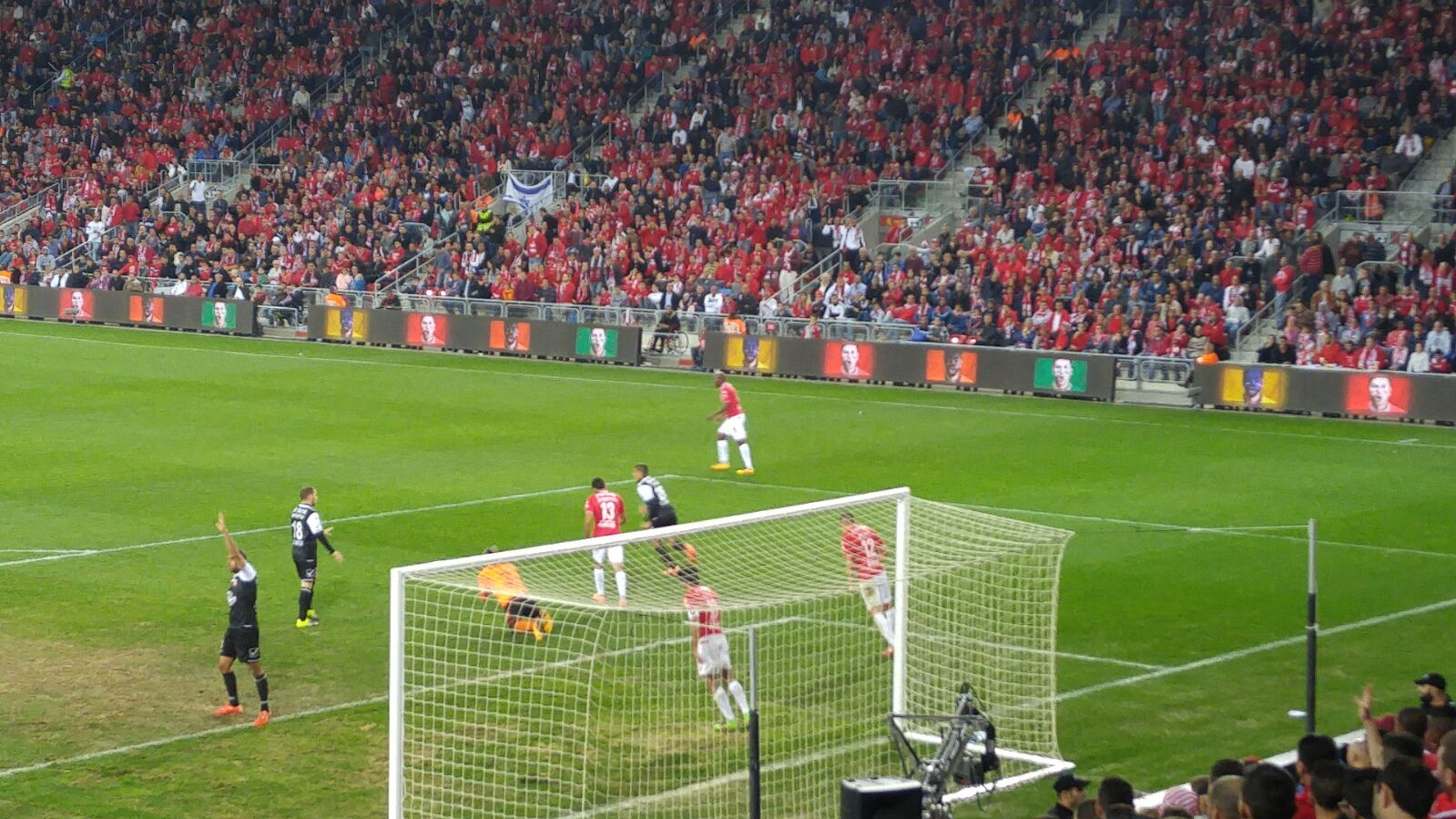
لعبة كرة قدم بين نادي هبوعيل بئر السبع واتحاد أبناء سخنين: اتحاد أبناء سخنين هو النادي الأكثر نجاحاً بين الأندية العربية في إسرائيل بعد فوزه بكأس الدولة عام 2004.

كان عرب 48 بارزين في مجال ألعاب القوى، كما يتضح على وجه التحديد من خلال مساهماتهم في كرة القدم الإسرائيلية. وقاد عباس صوان منتخب إسرائيل لكرة القدم. وقد قيل إن هؤلاء اللاعبين يمثلون رموز الحركة السياسية والعدالة المدنية للمواطنين العرب في إسرائيل، بالنظر إلى المشاعر التمييزية المزعومة ضد السكان العرب. على وجه التحديد، في مباراة التأهل لكأس العالم عام 2005، لعب عباس صوان وزملاؤه العرب أدوارًا مهمة في منتخب إسرائيل لكرة القدم، حيث سجل صوان هدفاً مساوياً أمام المنتخب الوطني لجمهورية أيرلندا. بعد هذه المباراة، تلقى المواطنون العرب في إسرائيل اهتماماً إعلامياً غير مسبوق من محطات التلفزيون الإسرائيلية. حتى من دون الدعاية، قيل إن المواطنين العرب في إسرائيل ينظرون إلى هؤلاء اللاعبين على أمل أن يتحدثوا عنهم كصوتهم السياسي داخل إسرائيل. وفي الأشهر التالية، قامت وسائل الإعلام العبرية بانتقاد صوان وغيره من اللاعبين بسبب تورطهم في القضايا السياسية. كان هذا بسبب إجاباتهم على الأسئلة المتعلقة ورفضهم بالمشاركة في غناء النشيد الوطني الإسرائيلي.

### الإعلام
أصبحت النّاصرة منذ عام 1980 مركزاً إعلامياً بارزاً، فبعد أن أُغلقت جميع الصّحف الفلسطينيَّة أبوابها بعد حرب 1948 (باستثناء صحيفة الاتحاد التابعة للحزب الشيوعي، والتي أسسها توفيق طوبي عام 1944 واستمرت بالصدور في حيفا)، أخذت تصدُر في الناصرة صحف أسبوعية، وكان أولها صحيفة «فينوس». وفي عام 1988 أصدرت صحيفة كل العرب، وهي بحسب بي بي سي الصحيفة العربية الأكثر نفوذاً وقراءة في إسرائيل. وعمل في تحرير الصحيفة مدة من الوقت الشاعر سميح القاسم. ومن الجدير بالذكر أن جميع الصحف الحالية تصدر يوم الجمعة من كل أسبوع، باستثناء صحيفة الميدان التي صدرت يوم الخميس، وصحيفة «العين» التي تصدر بشكل غير منتظم خلال يوم الأربعاء من كل أسبوع. وهناك صحيفة أخرى أخذت تصدر في الناصرة منذ عام 1999 وهي صحيفة «حديث الناس»، وقد كان لها شعبية كبيرة في الفترة الأولى من صدورها، ثم أخذت بالتراجع. ومن الصحف العربية الأخرى «صحيفة الصنارة» وصحيفة بانوراما وصحيفة المدينة. وكانت صحيفة الصنارة تصدر شهرياً مجلة ليلك والتي كانت تقيم مسابقة «ملكة جمال ميس ليلك» السنويَّة، وهي المسابقة الفلسطينية الوحيدة في هذا المجال.
تُعد كل من بانيت وفرفش، والعرب، وبكرا من أبرز المواقع الإلكترونية العربية في إسرائيل، والتي تخدم احتياجات السكان العرب في إسرائيل، أما إذاعة الشمس، وراديو مكان، وراديو بانيت فهي من أبرز الإذاعات الناطقة في العربية بإسرائيل. ومن أبرز القنوات التلفزيونية العربية في إسرائيل قناة مكان والتي تعرض برامج متنوعة وترفيهية وحوارية وثقافية، إلى جانب قناة آي 24 نيوز الإخباريَّة والناطقة بالعربية والتي تستهدف المجتمع العربي في إسرائيل، وقناة مساواة الفضائية والتي تعرض برامج متنوعة منها الحوارية والثقافية والسياسية والاجتماعية، وقناة هلا والتي ترتكز برامجها على الإنتاجات المحلية والمتنوعة، إلى جانب قناة «إحنا TV» وهي أول قناة عربية تلفزيونية على الإنترنت لعرب 48.

## الهوامش
- 1 تقرير إحصائي
- 2 لا وجود لمعطيات دقيقة إذ ان دائرة الإحصاء المركزية (الإسرائيلية) تشمل في معطياتها ما يقارب 250,000 عربي يعيشون في الجزء الشرقي من مدينة القدس و20,000 درزي في هضبة الجولان، فأغلبيتهم ليسوا مواطنين بل حائزين على مكانة «مقيم دائم» في إسرائيل وبضعة آلاف من عائلات عناصر جيش لبنان الجنوبي الذين لجأوا إليها بعد انسحاب القوات الإسرائيلية من جنوب لبنان. بحسب تلك المعطيات بلغ عدد العرب في نهاية 2005 1,377,100.
- 3 الرقم غير واضح بالضبط لوجود أخطاء في الإحصائيات من ذلك الحين.

## وصلات خارجية
- موقع الوقت الراهن -دليل مواقع لعرب 48
- موقع فلسطينيو 48
- البلدات والسلطات المحلية العربية في إسرائيل، ارقام وخرائط المركز العربي للتخطيط البديل
- القرى العربية غير المعترف بها في النقب، ارقام وخرائط المركز العربي للتخطيط البديل
- عدالة - المركز القانوني لحقوق الأقلية العربية في إسرائيل
- مركز مساواة لحقوق المواطنين العرب في إسرائيل
- تعايش - شراكة عربية يهودية
- شبكة الشراكة اليهودية العربية في إسرائيل
- إعلام - مركز إعلامي للمجتمع العربي الفلسطيني في إسرائيل
- عـرب 48 - موقع إخباري سياسي يهتم بالشأن الفلسطيني والإسرائيلي
- الموقع الرسمي لحزب التجمــع الوطنــي الديمقراطــي
- المركز العربي للتخطيط البديل